# 幕張新都心

多国籍企業や外資系企業が並ぶオフィス街（業務研究地区）

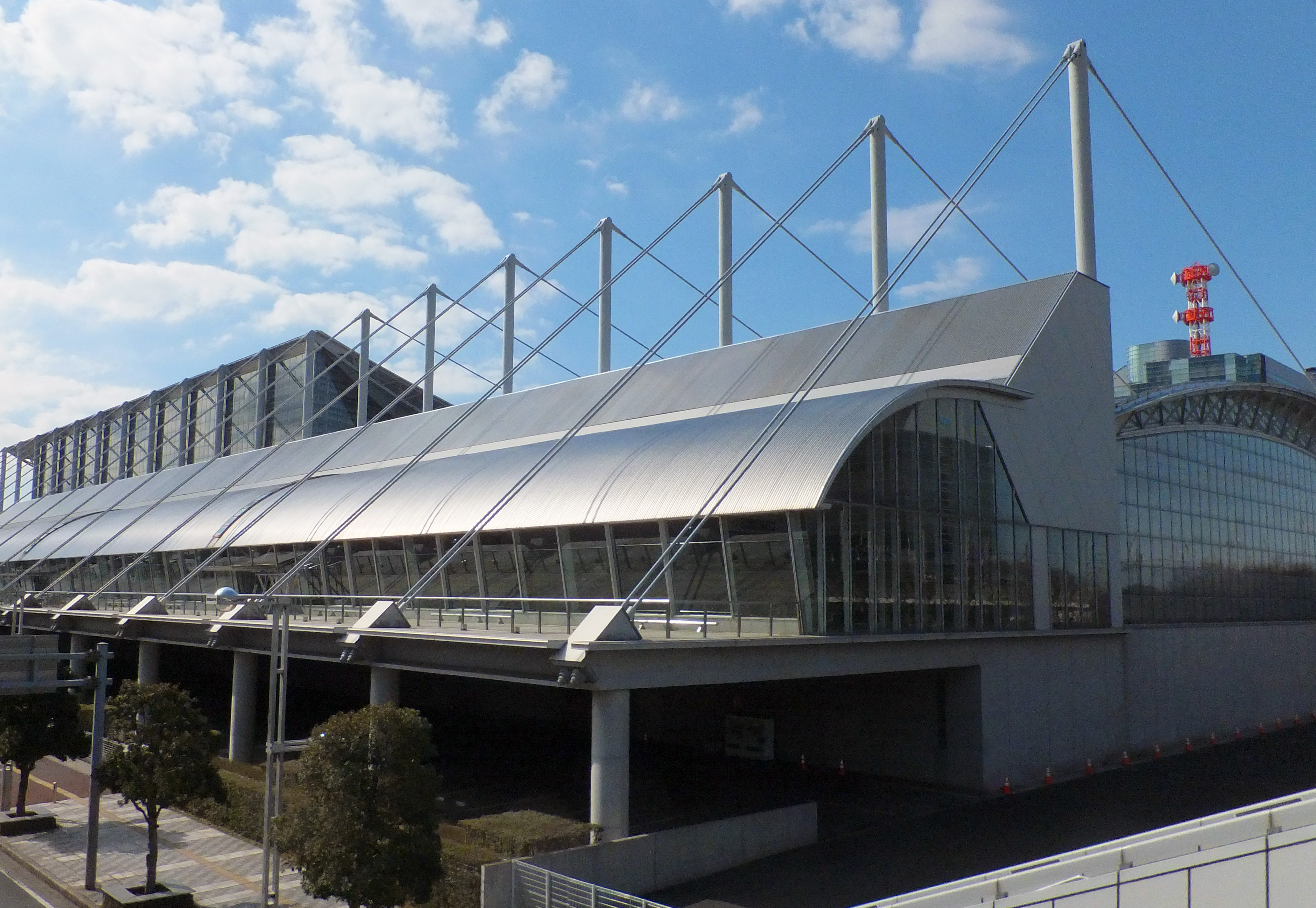
幕張メッセ国際展示場（9 - 11ホール）

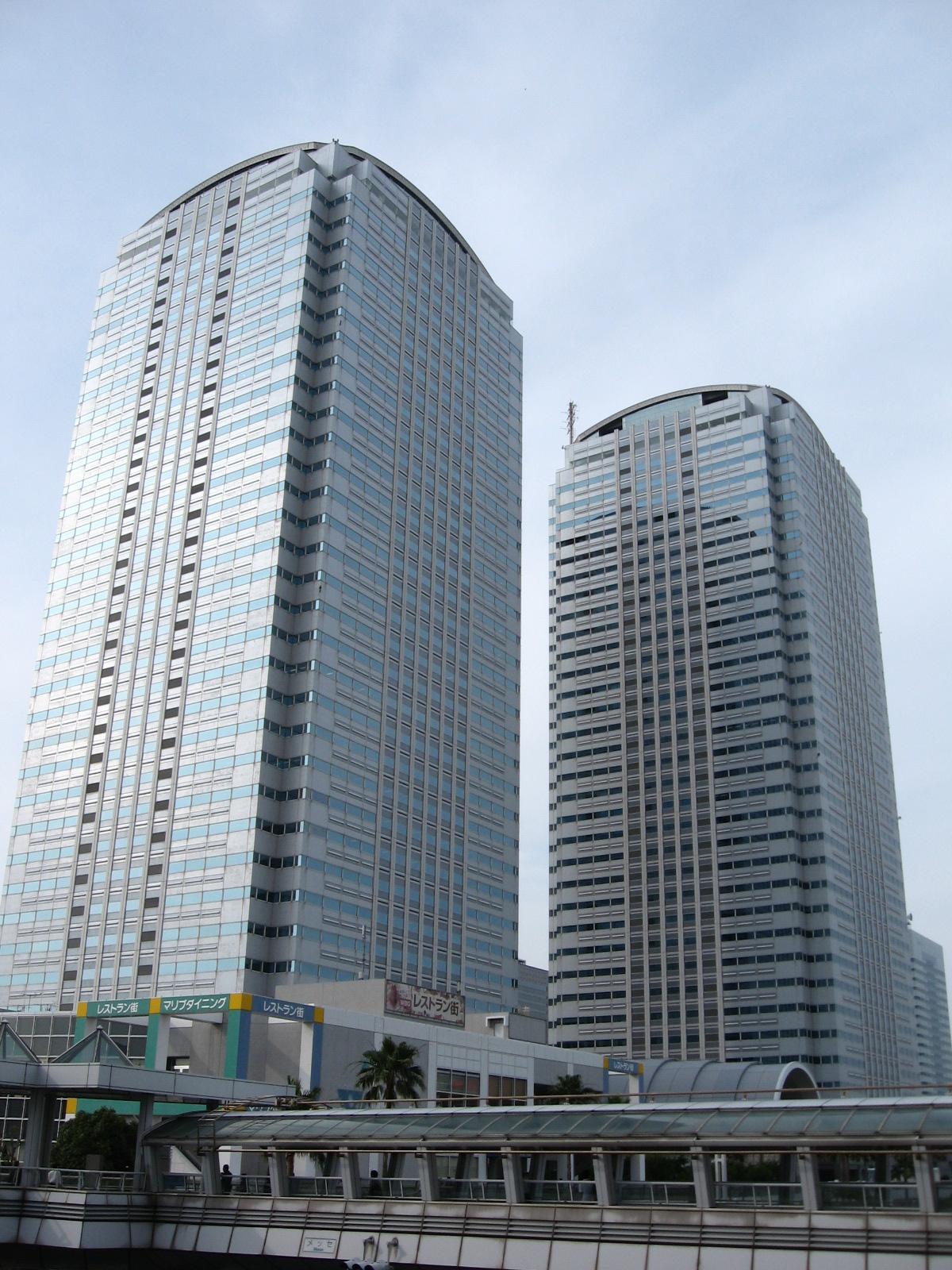
ワールドビジネスガーデン（WBG）

幕張新都心（まくはりしんとしん、英:Makuhari new city）は、千葉県千葉市美浜区に広がる、千葉港の第5区に面した計画都市の名称。千葉県の都心機能が企図された中心業務地区（CBD）として、1970年代後半に整備が開始された。日本都市計画学会賞、グッドデザイン賞受賞地区。

## 概要

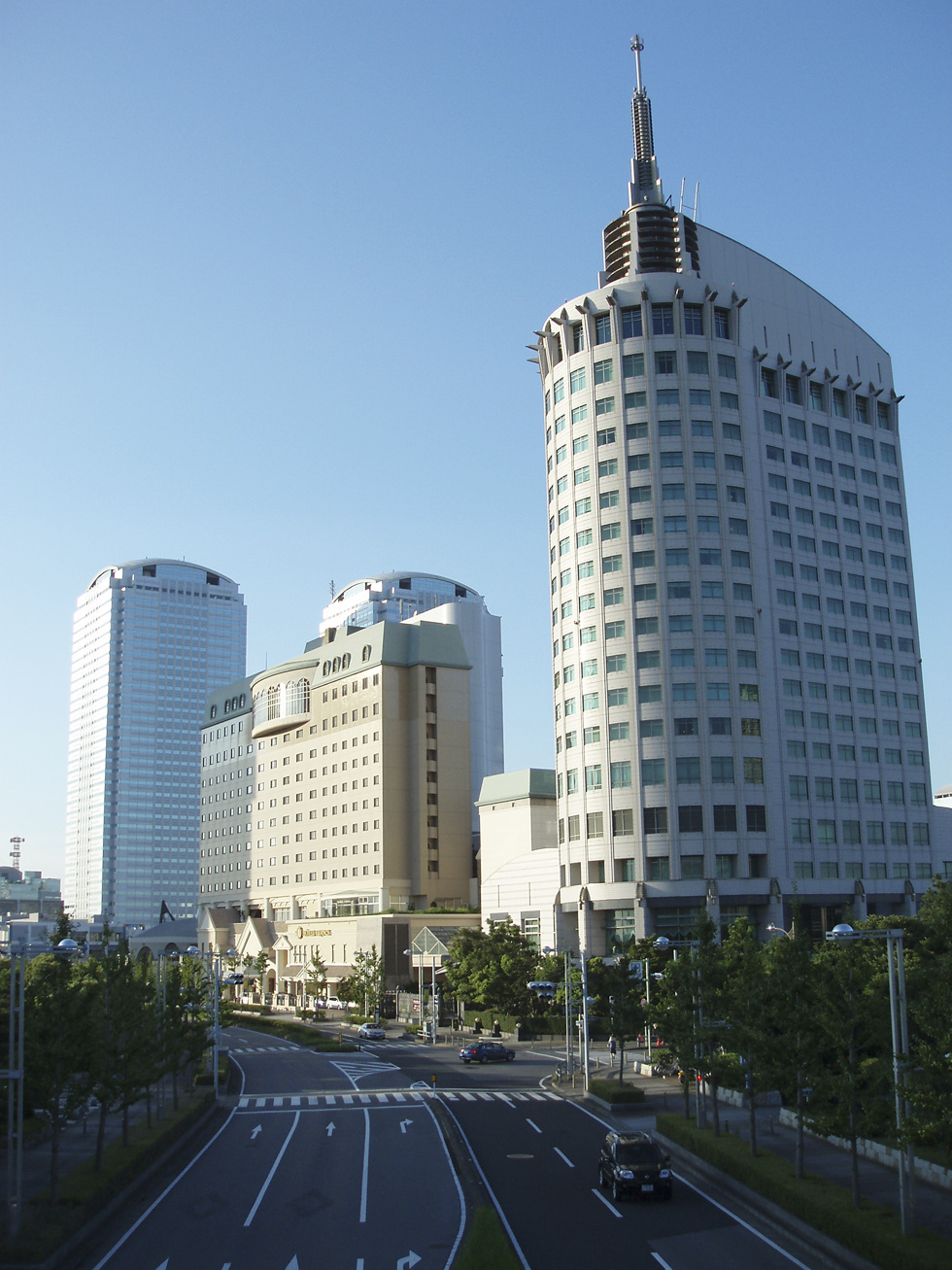
メッセ大通り。沿線には高層ホテルが立ち並ぶ。

1967年（昭和42年）の「海浜ニュータウン計画」及び1975年（昭和50年）「幕張新都心（A地区）基本計画」によって開発された新都心である。千葉市美浜区美浜、若葉、打瀬、ひび野、中瀬、豊砂、浜田2丁目の一部と習志野市芝園1丁目からなる。「海浜幕張」若しくは単に「幕張」 とも呼称される。主要駅はJR東日本「海浜幕張駅」。
国家戦略特区、グローバルMICE都市、都市再生特別地区に指定されている千葉市の中でも、日本国内有数の国際見本市会場である幕張メッセ（国際展示場・国際会議場）をはじめ、日本を代表する多国籍企業や外資系企業、宿泊施設及び大規模商業施設が数多く進出しており、国際機関及び国家機関（官公庁）の研究・研修機関を中心とした教育・研究施設や、幕張ベイタウン・幕張ベイパークでの住宅整備（高層・中層マンション）の推進などにより「職・住・学・遊」の複合機能の集積が進み、2017年度（平成29年度）の就業人口は約4万4千人、居住人口は約2万1千人となっている。
プロ野球チーム・千葉ロッテマリーンズの本拠地である千葉マリンスタジアムを有し、本田圭佑自社グラウンド（ZOZOPARK HONDA FOOTBALL AREA）やサッカー日本代表出場選手の新拠点（高円宮記念JFA夢フィールド）など、野球・サッカーの拠点にもなっている。
千葉市都市計画マスタープラン による集約型都市構造のなかで、県都及び東京大都市圏の中核としての3都心、重要地域拠点形成の一つとして、市の中心市街地と港湾都市及び官庁街「千葉都心」、市の企業城下町及びハーバシティ「蘇我副都心」、そして先端技術産業の集積地及び世界に開かれた国際都市としての役割を「幕張新都心」として位置付けられており、機能的には千葉都心と同じく「都心」としている。
業務研究、教育文化、商業、住宅などの諸機能が計画的に配され、各施設を結ぶ歩行者デッキ、都市計画道路、首都高速道路（湾岸線）・東関東自動車道、ライフラインの共同溝（電線類地中化、廃棄物空気輸送システム）を重層・複合的に計画し、環境デザインの描き出す街並みは、これまでの日本にない「新しい都市」と「未来への発展」にふさわしい都市を作り、マリン・リゾート施設など、ウォーターフロントとしての機能も加わることによって、さらに多様な人々の集積を目的としている。

## 各地区の特徴
- 計画面積：522.2ヘクタール
- 計画人口：就業人口約15万人、居住人口約3万6千人
- 「職・住・学・遊」が融合した未来型の国際都市をコンセプトに、以下の6地区で構成されている。
- 千葉市の公式ページ「幕張新都心の概要」も参照。

| 地区               | 地区                           | 特長                                                                            |
| ------------------ | ------------------------------ | ------------------------------------------------------------------------------- |
| タウンセンター地区 | タウンセンター地区             | JR東日本「海浜幕張駅」を中心にアメニティ豊かなにぎわいとふれあいのスペース      |
| 業務研究地区       | 業務研究地区                   | 国際機関や企業が立地する次世代産業を創出するビジネスエリア                      |
| 文教地区           | 文教地区                       | 文化・教育施設が立地する新しい文化を創造する学究のステージ                      |
| 住宅地区           | 幕張ベイタウン                 | 集合住宅が立地する魅力的な都市デザインと快適な居住環境（グッドデザイン賞）      |
| 住宅地区           | 幕張ベイパーク（若葉住宅地区） | 輝く人と街並みが融合する国際性豊かな街づくり                                    |
| 公園緑地地区       | 公園緑地地区                   | スポーツ施設･日本庭園を有する幕張海浜公園を中心に広がるアメニティ豊かな都市環境 |
| 拡大地区           | 豊砂地区                       | 1989年（平成元年）に編入された幕張新都心の新しい魅力の創出が期待されるエリア    |
| 拡大地区           | 芝園地区（習志野市）           | 1989年（平成元年）に編入された幕張新都心の新しい魅力の創出が期待されるエリア    |

### タウンセンター地区
- 美浜区ひび野2丁目、中瀬1丁目

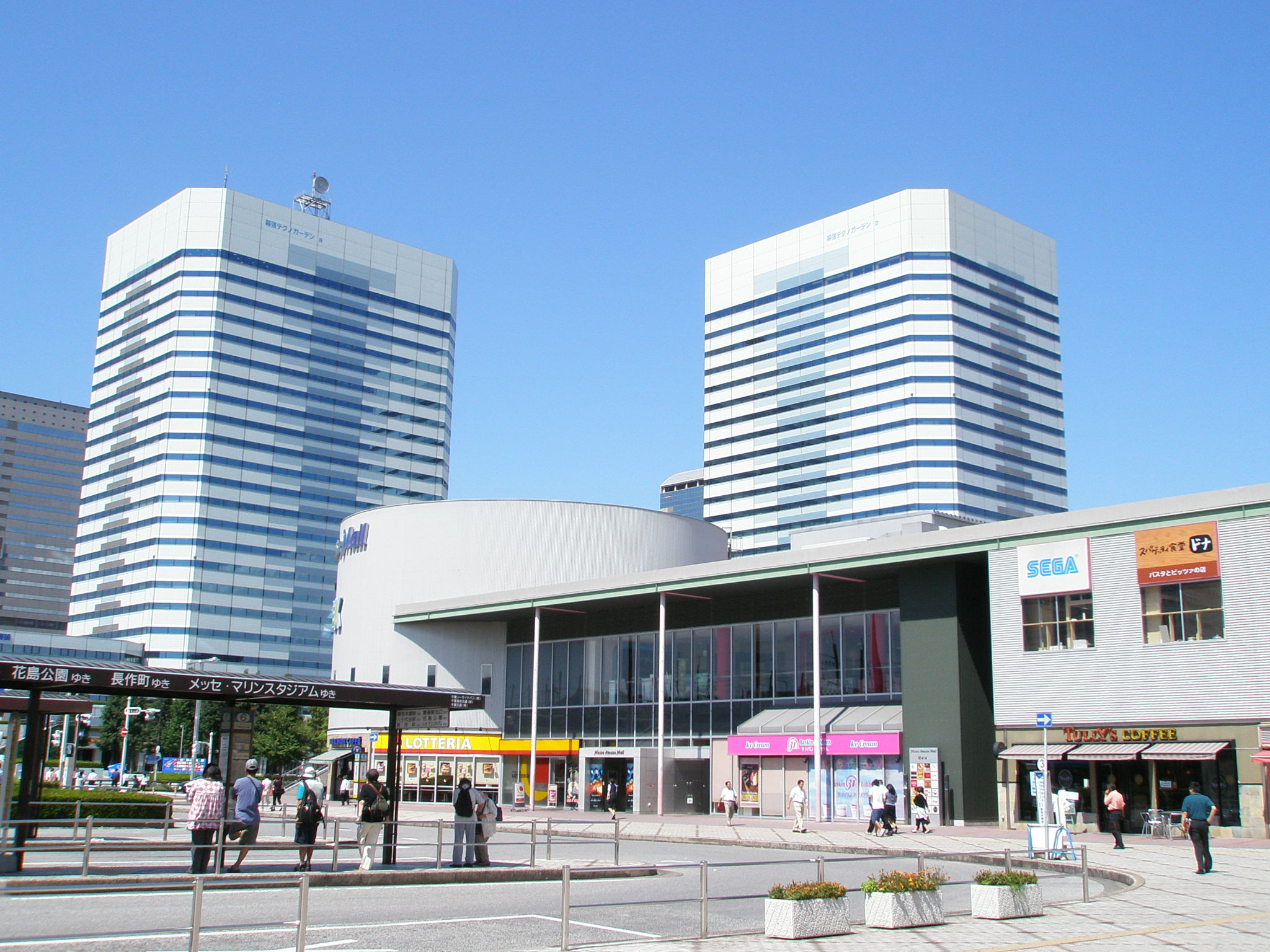
タウンセンター地区（海浜幕張駅周辺）

JR東日本「海浜幕張駅」を中心としたタウンセンター地区。地区内にはQVCジャパンテレビスタジオ（QVCスクエア）を始め、多数の商業施設（駅ビルペリエ、メッセ・アミューズ・モール、プレナ幕張、スーク海浜幕張、Aune幕張、かねたやルームデコ、イオン海浜幕張店）、アウトレットモール（三井アウトレットパーク 幕張）、映画館（ユナイテッド・シネマ幕張）などが集積している。
宿泊施設として多くの高層ホテル（ホテルニューオータニ幕張、ホテル ザ・マンハッタン、ホテルスプリングス幕張、ホテルフランクス、アパホテル&リゾート 東京ベイ幕張、ホテルグリーンタワー幕張）が開業しており、遠方からの来訪者及び東京ディズニーリゾート（グッドネイバーホテル）や成田国際空港への利用者の滞在場所としても利用されている。
なお、バス停留所は「海浜幕張駅」と「タウンセンター」で別個に存在する。

### 業務研究地区
- 美浜区中瀬1、2丁目

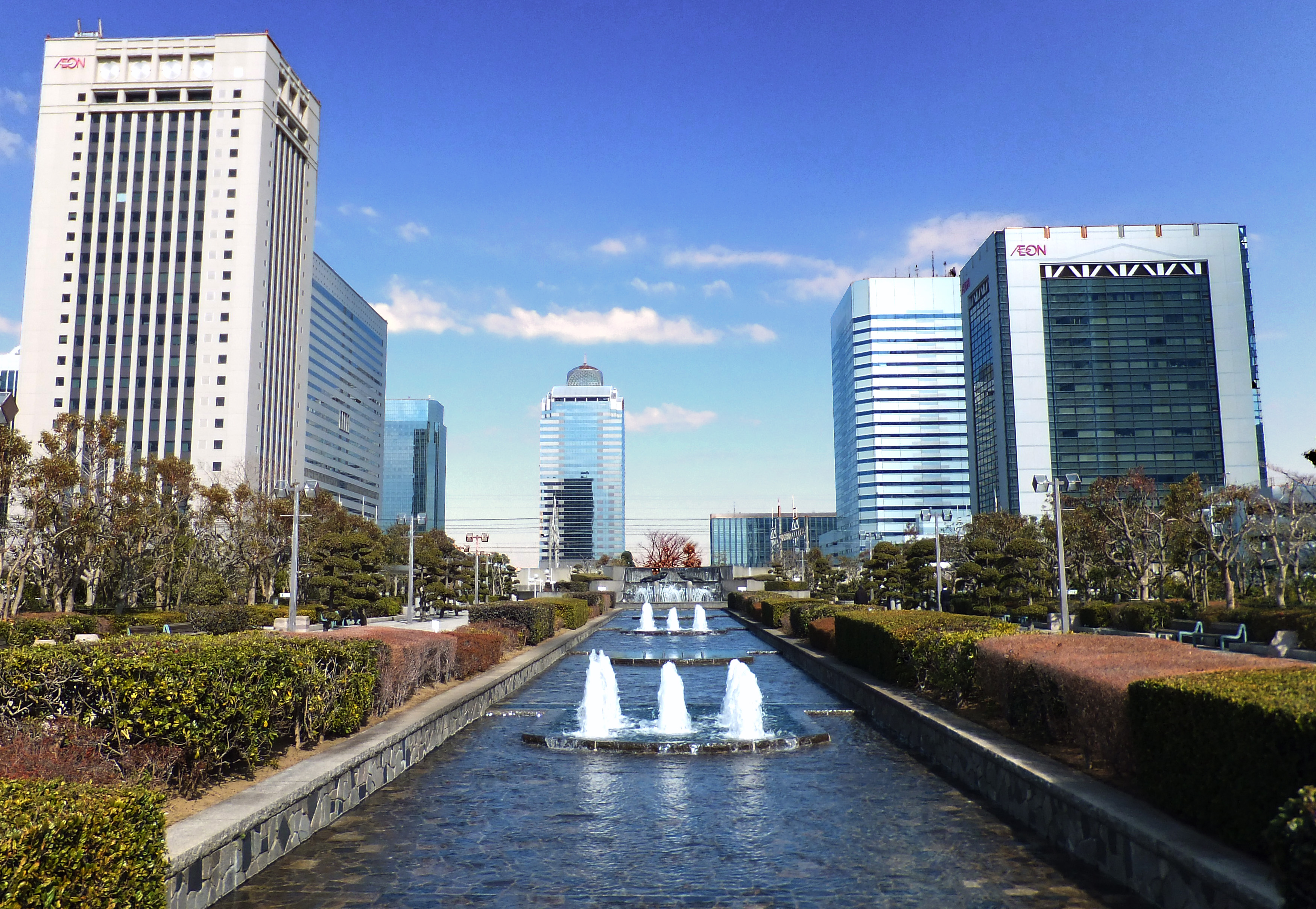
業務研究地区（メッセモール）

1989年（平成元年）に日本コンベンションセンター（幕張メッセ）が開業したのを皮切りに、日本を代表する多国籍企業や外資系企業が数多く立地するオフィスビル街となっている。約450社の企業が活動し、ワールドビジネスガーデンや幕張テクノガーデン、流通大手のイオングループ本社ビルのイオンタワーおよびイオンタワーアネックス、セイコーインスツル本社ビル、住友ケミカルエンジニアリングセンタービル、シャープ幕張ビル、キヤノンMJ幕張ビル、東京ガス幕張ビル、ちばぎん幕張ビル、エム・ベイポイント幕張ビル（旧:NTT幕張ビル）などが立地しており、業務機能や研究開発機能が集積している。

### 文教地区
- 美浜区ひび野1丁目、若葉1 - 3丁目

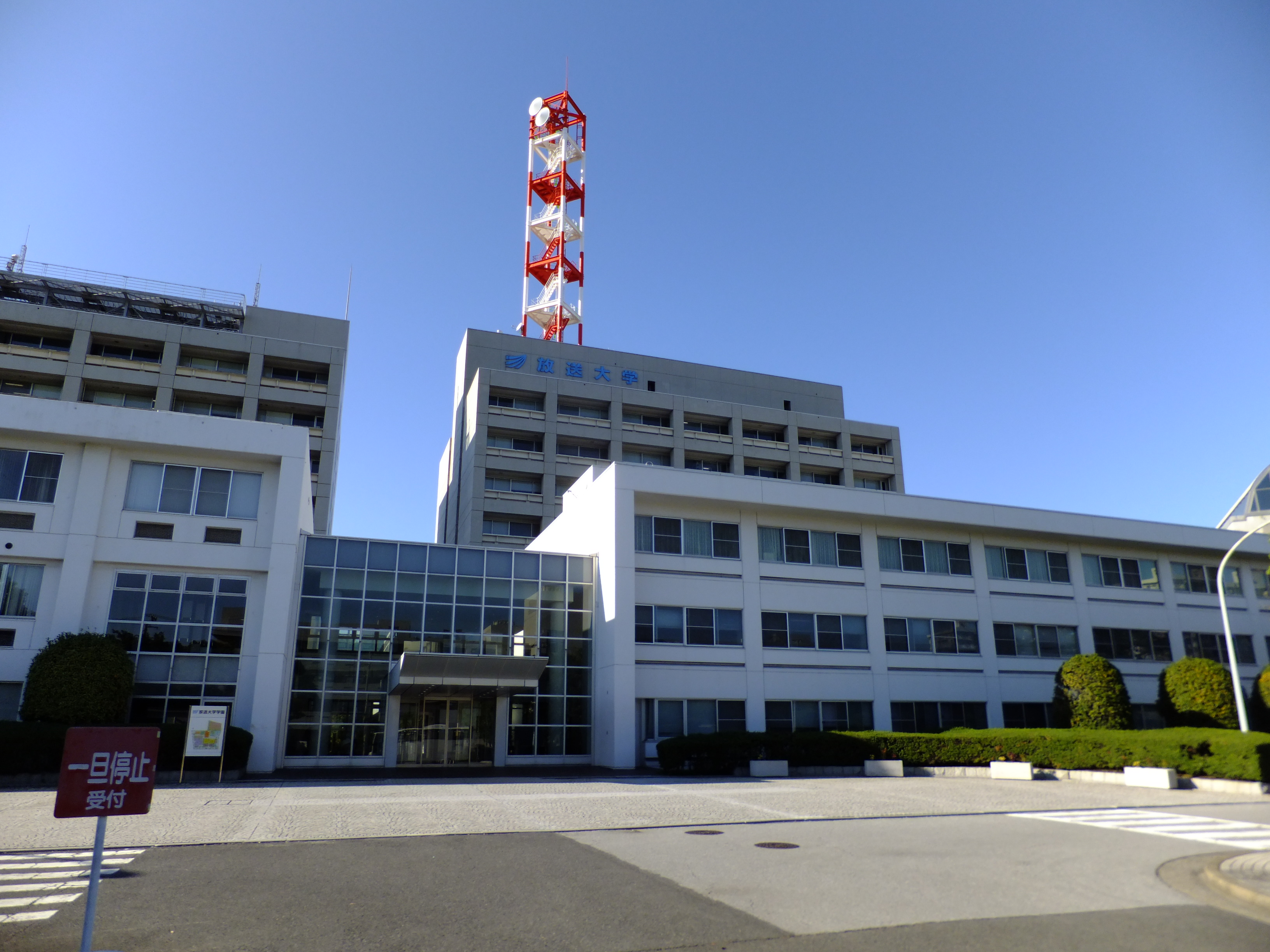
文教地区（放送大学）

幕張新都心の中で最も早くから整備が進められた地区であり、大学（放送大学、東都大学、神田外語大学、千葉県立保健医療大学など）、中学校・高等学校（千葉県立幕張総合高等学校、渋谷教育学園幕張中学校・高等学校 、昭和学院秀英中学校・高等学校など）、幼稚園・小学校（幕張インターナショナルスクールなど）が立地しており、そのほかに、研究施設（アジア経済研究所、JA共済幕張研修センターなど）、公共職業能力開発施設（高度職業能力開発促進センターなど）、研修施設（幕張国際研修センターなど）がある。幕張インターナショナルスクールを中心に、国際競争力を持った高度教育地域を目指して整備が進められている。

### 住宅地区
- 美浜区打瀬1 - 3丁目、若葉3丁目

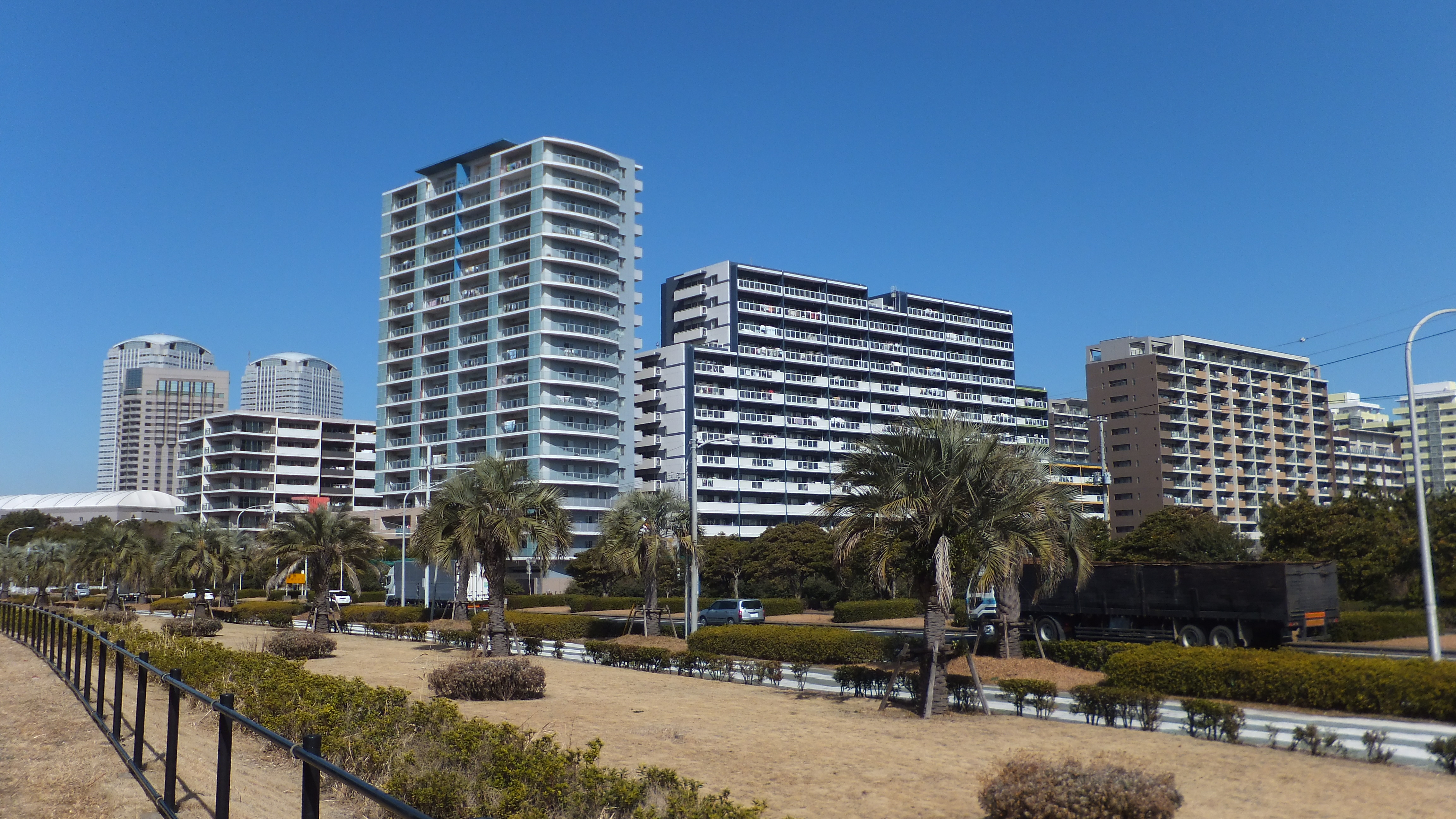
住宅地区（幕張ベイタウン）

1995年（平成7年）より「幕張ベイタウン」として官民協働で整備が着手され約2万3000人が住む街となっている。街並みは中高層のマンションが、その1階にはお洒落な店舗が建ち並び、1999年（平成11年）には街としては初めてグッドデザイン賞を受賞しており、ヨーロッパスタイルの洗練された街並みが広がる。地区内に小学校が3校、中学校が1校配置されているなど、ファミリー層の受け入れ態勢も整っている。
近年では幕張ベイパーク（若葉住宅地区）の整備が進む。この地区は元々、文教地区に含まれていたが、2008年（平成20年）に住宅用地へ用途変更した地区である。A街区、B-1街区、B-2街区、B-3街区、B-4街区、B-5街区、B-6街区、B-7街区の8区画（約17.6ヘクタール）で構成されている。2015年（平成27年）3月に開発事業者を三井不動産レジデンシャル、野村不動産、三菱地所レジデンスなどから構成される「幕張新都心若葉住宅地区街づくり検討グループ」に決定し、同年7月に千葉県企業庁との土地譲渡契約を締結した。超高層マンションや商業施設、医療モール、小学校、公園などが開発・整備される見通しである。既存の文教機能の集積に加えて地域特性を活かしたコミュニティ形成、ミクストユース（複合利用）設計による都市価値の醸成、ドローン宅配便などの先端技術を活用した次世代の生活インフラ構築推進を特徴とし、計画戸数約4000戸、計画人口約10000人の居住機能を導入する。ジマー・ガンサル・フラスカ・パートナーシップ（ZGFアーキテクツ）が参画し、アーバンデザインの監修などを行っている。
A街区にはイオンスタイル幕張ベイパーク、B-1街区にはスポーツを通し地域コミュニケーションの場としてプロサッカー選手である本田圭佑の自社グラウンド（ZOZOPARK HONDA FOOTBALL AREA）、B-7街区には地域コミュニティの拠点施設（MAKUHARI NEIGHBORHOOD POD）が整備されている。

### 公園緑地地区
- 美浜区ひび野1、2丁目、美浜1丁目、豊砂1丁目

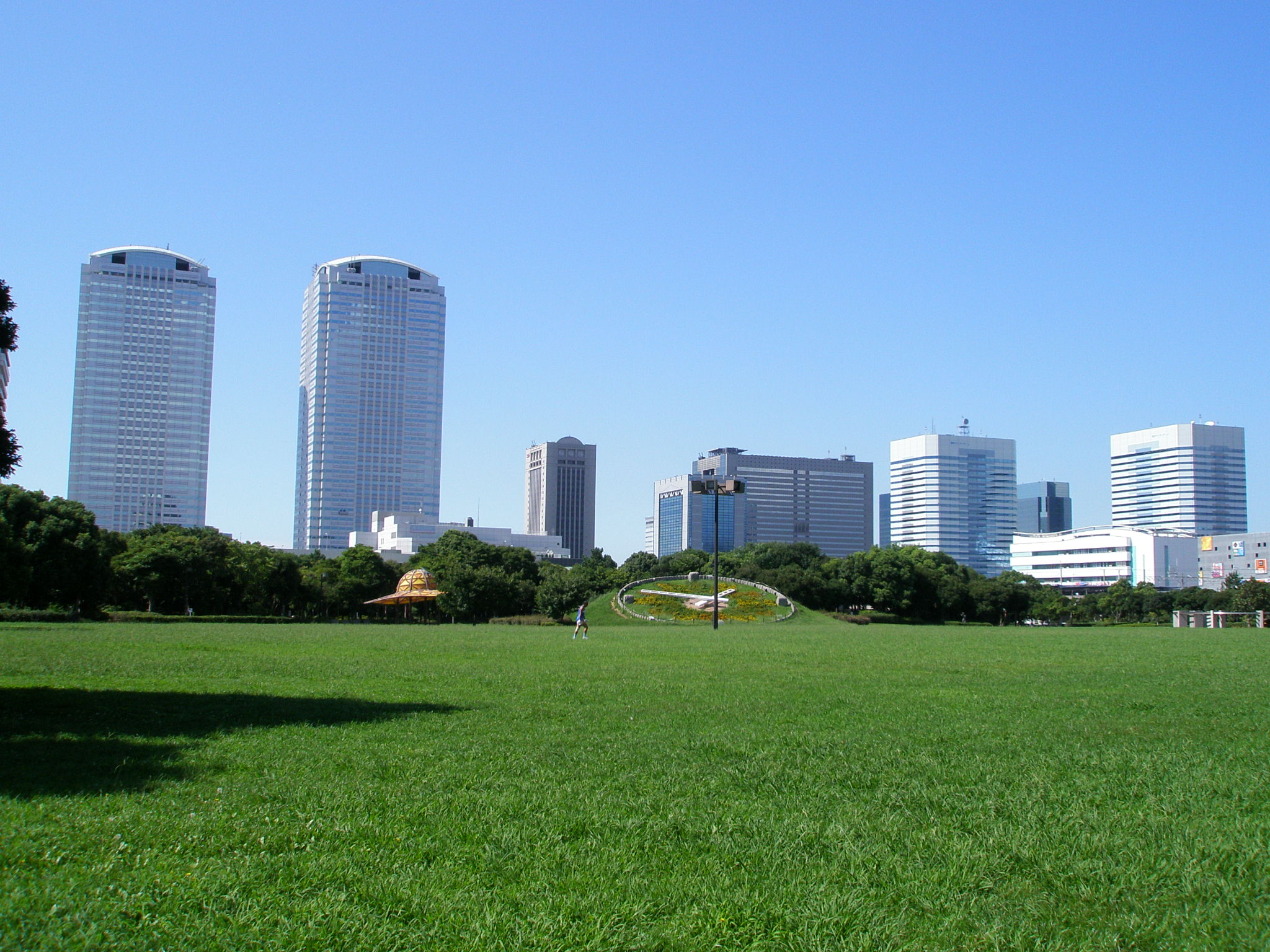
公園緑地地区（幕張海浜公園）

東京湾岸や海浜幕張駅東部に県立幕張海浜公園（約71.9ヘクタール、日比谷公園の約4倍）や住宅地区に多数の緑地・公園が整備されている。人工海浜「幕張の浜」が立地し、平日の昼食時にはビジネスマン、サラリーマン、オフィスレディー（OL）の憩いの場として、休日は家族やカップルなどで賑わいを見せる。また、世界との交流を目指して整備された池泉回遊式の日本庭園「見浜園」があり、庭園内には本格的な数寄屋造りの茶室「松籟亭（しょうらいてい）」も完備されている。
幕張海浜公園内にはプロ野球・千葉ロッテマリーンズの本拠地である千葉マリンスタジアムが立地している。また、レッドブル・エアレース・ワールドシリーズ（レッドブル・エアレース千葉）の開催地になっていた（2019年をもってシリーズ終了）。
近年では千葉マリンスタジアムの隣に日本サッカー協会（JFA）が整備するサッカー日本代表出場選手の練習拠点「高円宮記念JFA夢フィールド」を竣工しており、サッカー代表の練習拠点になっている。

### 拡大地区
- 美浜区豊砂1丁目、習志野市芝園1丁目

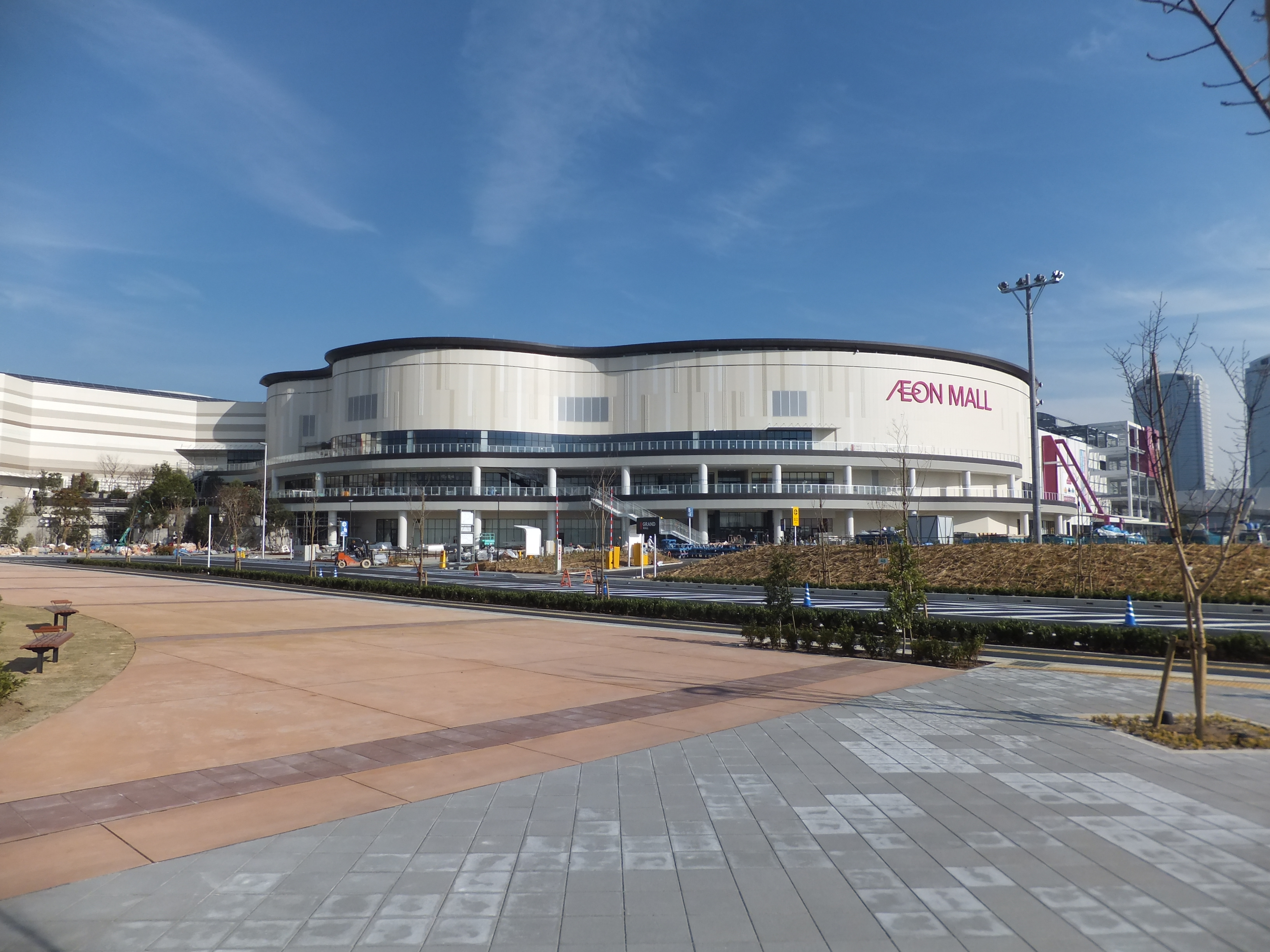
拡大地区（イオンモール幕張新都心）

千葉市側の「豊砂地区」と習志野市側の「芝園地区」からなる。
拡大地区は、中心地区の土地の売れ行きが好調だったことから、1989年（平成元年）に編入された地域である。しかしバブル崩壊以降、企業立地が進まず、街開きから20年以上も広大な空き地が広がっていた。このため、2010年（平成22年）「豊砂地区」の未利用地8区画約18.3ヘクタールを早期に活用するため土地利用を見直し、オフィス用途から企業ニーズに合う商業用途に変更した。同年9月から一括開発をしてくれる事業者を条件に公募を再開し、12月にイオンを進出事業者に決定。2013年（平成25年）12月には、イオンモールの旗艦店となるイオンモール幕張新都心（店舗面積約9.6万平方メートル）が開業した。延床面積は大型ショッピングセンターのなかでも日本最大級の規模である。
そのほか医療機関（東京ベイ先端医療・幕張クリニック）や運動施設（芝園テニスコート・フットサル場）、アミューズメント施設（ラウンドワン）、大型商業施設（コストコ、カインズモール、島忠ホームズ、オーケー、東京インテリア、ミスターマックスなど）が立地している。

拡大地区においては京葉線の新習志野駅 - 海浜幕張駅間（コストコ及びイオンモール付近）に幕張豊砂駅を設置する予定であり、「幕張新都心拡大地区新駅設置協議会」とJR東日本千葉支社が2018年4月20日、駅舎建設費の負担割合などに合意し、基本協定を結んだ。当初2024年度に開業予定だったが、約1年前倒しされ2023年3月18日に開業した。

## 動線整備
当地区では重要な歩行者ネットワーク（歩行者専用通路）や、魅力ある大通りとして散策・休憩のできるオープンスペース・自然環境を考慮したメインストリート及びプロムナードの整備を行っている。メインストリートとしては主に「センターストリート」「国際大通り」「ハイテク通り」「メッセ大通り」「ビジネス通り」が整備され、プロムナードとしては「メッセモール」「砂浜プロムナード」「美浜プロムナード」などがある。

### メインストリート

フラワープロムナード

主な動線整備としては各主要施設やオフィスビルを結ぶ歩行者デッキ（ペデストリアンデッキ）が網目状に整備されている。特に千葉市3都心（千葉都心、幕張新都心、蘇我副都心）では、自治会や企業の協力による「花のあふれるまちづくり」を実施しており、その一環としてフラワープロムナードの整備がメインストリートの随所に施されている。
2020年東京オリンピック・パラリンピックの開催に際し、千葉市では独自でJR海浜幕張駅から、競技会場となる幕張メッセへの道路などの更なるバリアフリー化を進めており、整備対象は周辺のホテルへのルートも含む計3.6キロメートルで、駅に近いところを優先的に工事を進めている。
| 軸     | 道路愛称           | 地区                                | 詳細                                                                 |
| ------ | ------------------ | ----------------------------------- | -------------------------------------------------------------------- |
| 東西軸 | センターストリート | 美浜区中瀬1丁目                     | 海浜幕張駅から業務研究地区を抜ける大通り                             |
| 東西軸 | メッセ大通り       | 美浜区打瀬3丁目 - 美浜区中瀬2丁目   | 平成橋（浜田川）から幕張メッセ前を通り幕張ベイタウンへと向かう大通り |
| 東西軸 | ハイテク通り       | 美浜区ひび野1丁目 - 美浜区中瀬1丁目 | 業務研究地区から海浜幕張公園へと向かう大通り                         |
| 南北軸 | 国際大通り         | 美浜区中瀬2丁目 - 美浜区若葉2丁目   | 海浜幕張駅から南北方向へ向かう大通り                                 |
| 南北軸 | ビジネス通り       | 美浜区中瀬2丁目 - 美浜区中瀬1丁目   | 幕張メッセから業務研究地区へと向かう街路                             |
| 南北軸 | 浜田川通り         | 美浜区中瀬2丁目 - 美浜区中瀬1丁目   | 浜田川沿いの街路                                                     |

### メッセモール

緑と水と彫刻のプロムナード（メッセモール）

幕張メッセから業務研究地区の中心部（美浜区中瀬2丁目 - 美浜区中瀬1丁目）にかけての動線。公園緑地地区に属しており、緑と水と彫刻のプロムナード「メッセモール」、市の道路愛称名として「パークモール」という愛称もある。ゆとりを持って散策・休憩のできるオープンスペースとして作られた南北に細長い公園。
南モールと北モールの地下は公営の地下駐車場となっており、収容台数は南モール(第1駐車場)280台、北モール(第2駐車場)459台で、合計739台を収容。
- 1989年10月南モールオープン
- 1995年9月北モールオープン
- 1996年6月中央モールオープン

### 砂浜プロムナード
「いなげの浜」「検見川の浜」「幕張の浜」の3つの人工海浜をつなぐ散策用プロムナード。「アクアリンクちば（美浜区新港）」から「稲毛海浜公園」を通り「千葉マリンスタジアム」まで続き、総延長は約6kmある。
当地区では「幕張の浜」を有しており、幕張海浜公園の海側部分に位置し、浜辺を散策することができる。
千葉マリンスタジアムでイベントがあるときは賑やかになり、美浜大橋（メッセ大橋）とともに、富士山をはじめ東京スカイツリーや東京湾アクアラインを見渡せる視点場となっている。

### 幕張ベイタウン周辺の動線

#### 美浜プロムナード

美浜プロムナード（幕張ベイタウンの町並み）

幕張ベイタウン内を方格設計（碁盤目状）に配置されている動線のなかでも中心部に位置し、幕張海浜公園のマリンデッキから花見川交通公園までの東西にかけての動線（美浜区打瀬1丁目 - 美浜区打瀬2丁目）。同じく中心部を南北にかけての動線はバレンタイン通りと名付けられている（後述）。
美浜プロムナードの殆どの区間が石畳貼りとなっており、幕張ベイタウンのメインストリートとして商店街機能を果たしている。

#### バレンタイン通り
幕張ベイタウンの中心部を南北にかけての動線。千葉マリンスタジアムに近い場所柄、千葉ロッテマリーンズ（千葉ロッテ）のボビー・バレンタイン監督や外国人選手らがベイタウンに住んでいたこともあり、この地区の住民と千葉ロッテとの結びつきは強く、バレンタイン監督が子どもたちに「優勝したらこの街で優勝パレードをしましょう」と約束し、それを実現する形で2010年11月「ロッテ優勝パレード」が実施された。パレードが行われた通りは、富士見通りからバレンタイン通り（英：ValentineWay）へと名称が変わり、美浜プロムナードの一角を成す。
上記以外の幕張ベイタウンの道路愛称一覧
| 軸     | 道路愛称   | 地区                                  | 詳細                                                 |
| ------ | ---------- | ------------------------------------- | ---------------------------------------------------- |
| 東西軸 | 白帆通り   | 美浜区打瀬1丁目                       | 幕張ベイタウン北端に位置する街路                     |
| 東西軸 | 打瀬東通り | 美浜区打瀬1丁目 - 美浜区打瀬2丁目     | 千葉市立打瀬小学校前を通る街路                       |
| 東西軸 | 打瀬中通り | 美浜区打瀬2丁目                       | 打瀬二丁目公園前を通る街路                           |
| 東西軸 | 打瀬西通り | 美浜区打瀬3丁目                       | 千葉市立打瀬中学校前を通る街路                       |
| 南北軸 | 打瀬北通り | 美浜区打瀬3丁目 - 美浜区打瀬1丁目     | 幕張ベイタウン西端に位置する街路                     |
| 南北軸 | 打瀬南通り | 美浜区打瀬2丁目 - 美浜区打瀬3丁目     | 幕張ベイタウン東端に位置する街路                     |
| 南北軸 | 公園大通り | 美浜区若葉2丁目 - 美浜区ひび野2丁目   | 海浜幕張公園の東側・幕張ベイタウンの西側沿いの大通り |
| 南北軸 | 公園中通り | 美浜区ひび野2丁目 - 美浜区ひび野1丁目 | 海浜幕張公園の西側沿いの街路                         |
| 南北軸 | 花見川通り | 美浜区打瀬3丁目 - 美浜区若葉2丁目     | 花見川沿いの街路                                     |

## 都市計画

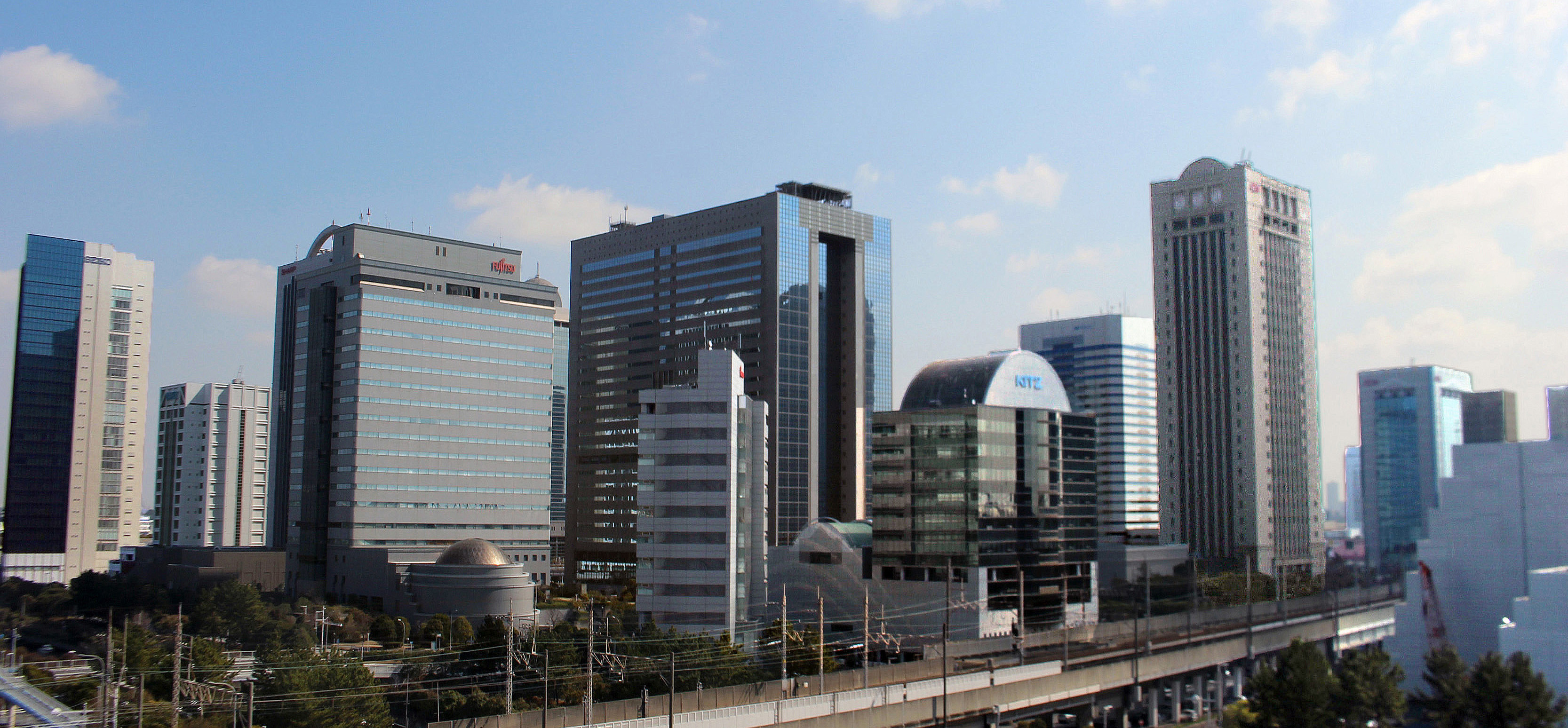
幕張新都心の遠景（海浜幕張駅北口方面）

| 事業主体 | 千葉県企業庁                                                                        |
| 事業期間 | 1972年（昭和47年）度 -                                                              |
| 敷地面積 | 約522.2ヘクタール（拡大地区を含む）                                                 |
| 常住人口 | 26,000人                                                                            |
| 就業人口 | 150,000人                                                                           |
| 地域区分 | - タウンセンター地区 - 業務研究地区 - 文教地区 - 住宅地区 - 公園緑地地区 - 拡大地区 |

## 歴史

### 海浜ニュータウン計画

幕張海岸（幕張の浜）

「日本の政治、経済、文化などの中心としてふさわしい首都圏の建設とその秩序ある発展を図る」ことを目的として1956年（昭和31年）に「首都圏整備法」制定され、千葉市が近郊整備地帯に指定された。東京大学名誉教授の井上孝（都市工学者）の研究室が基本構想をつくり、1967年（昭和42年）海浜ニュータウン計画を発表、稲毛、検見川、幕張に計画人口24万人の海浜ニュータウン建設が計画された。都心への通勤住宅市街地に留まらず、広域な自立都市の形成及び独立都市（衛星都市）への展開も視野に入れており、経済発展と急速な首都近郊のスプロール化に対して都市を計画的に誘導し、良好な住宅地として整備することを目指した。その後、独立都市の計画として「幕張新都心（A地区）基本計画」を発表し、業務中枢機能の東京一極集中に歯止めをかけることを目的に、住宅中心の土地利用計画を大幅に見直し、業務機能をもつ新都心を建設することを決定。現在の幕張新都心を構成する業務研究・タウンセンター・住宅・海浜公園などの計画要素もこの頃出揃う。
「千葉県新総合五ケ年計画」では、千葉圏内における進学率の上昇、学生数の増加に対応して幕張新都心に教育文化機能を充実させる「学園のまち」構想を示した。1981年（昭和56年）より順次、大学、高校などの文化・教育施設が立地し、文教地区を形成した。また、首都高速湾岸線や東関東自動車道、JR京葉線などのインフラ整備が急ピッチで進む。

### 新都心の計画

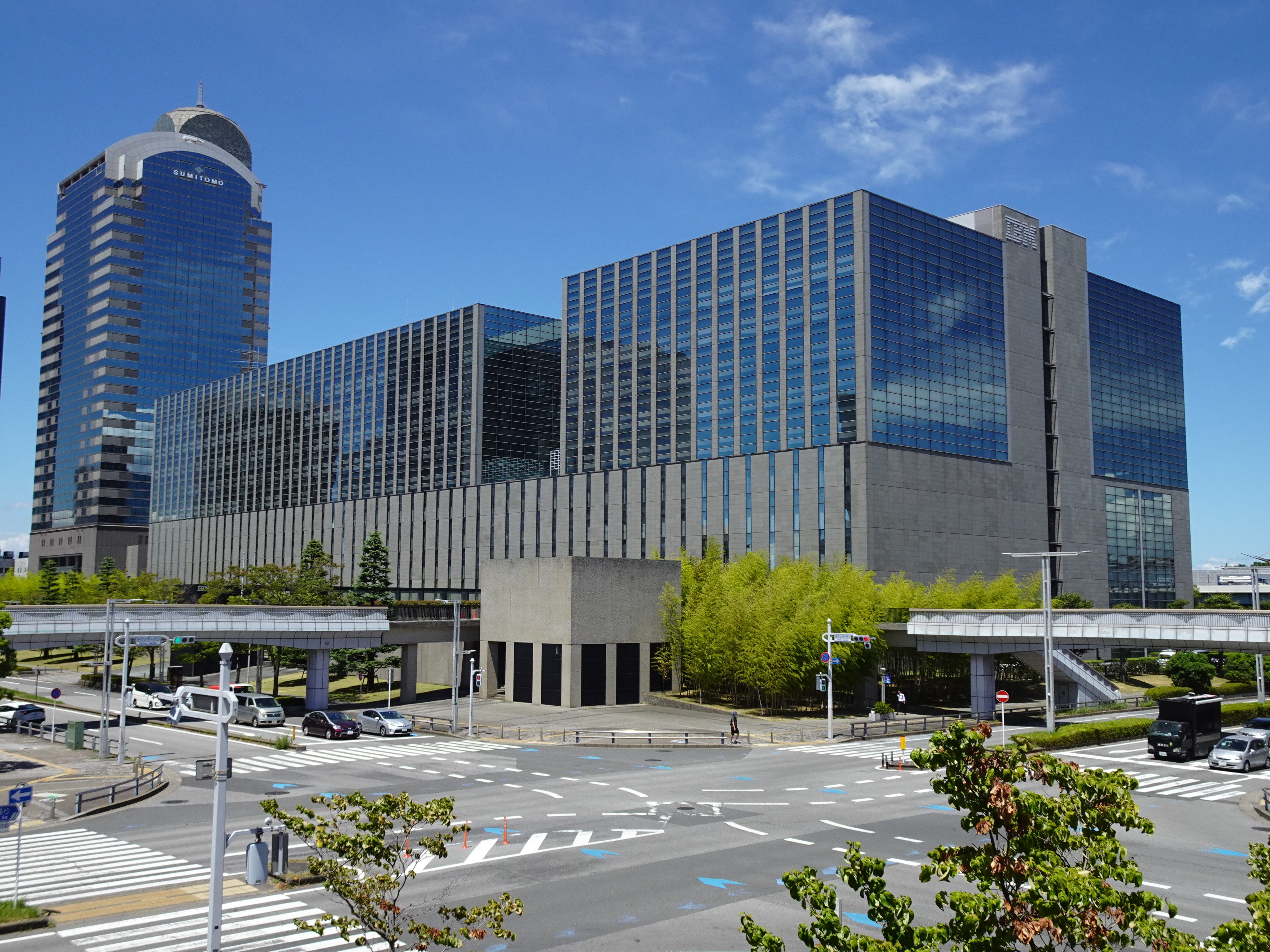
幕張テクニカルセンター（旧名・日本IBM幕張ビル）

1983年（昭和58年）千葉新産業三角構想策定（基幹プロジェクト）及び幕張新都心事業化計画策定（千葉新産業三角構想）し「幕張新都心構想」「かずさアカデミアパーク構想」「成田国際空港都市構想」の3つを基幹プロジェクトとした「千葉新産業三角構想」が決定。東京と成田の中間に位置する幕張は、業務機能の集積を核とした新都心として構想されるようになり、その開発誘導施設として幕張メッセを位置づける「幕張新都心事業化計画」も同年発表される。
1985年（昭和60年）、幕張メッセ施設基本計画策定、幕張新都心都市施設基本計画策定し、幕張新都心の骨格が決まる。「幕張新都心都市施設基本計画」は、幕張新都心を21世紀にふさわしい都市として整備していくために特に都市施設に着目。交通輸送計画、環境整備計画、都市整備計画について具体案を作成。現在の土地利用の骨格が完成する。
1986年（昭和61年）にはJR東日本「海浜幕張駅」開設（JR京葉線 千葉みなと駅 - 西船橋駅 開業）。1987年（昭和62年）新都心のオアシス、幕張海浜公園の一部（中央地区）がオープンした。海浜公園は総面積72ヘクタール、日比谷公園の約4倍に相当し、7つのブロックに分かれ、海、緑、スポーツ、国際交流などのテーマごとに整備され民間活力を利用した「海のシルクロード・ファンクルズガーデン」の導入が決定している。ほかに日本庭園「見浜園」（1.6ヘクタール）も公園内に完成。1988年（昭和63年）、幕張新都心環境デザインマニュアルを策定し、業務地区の分譲を開始。日本アイ・ビー・エム、セイコー電子工業など業務地区の立地企業選定と分譲が始まる。同時に、進出企業を中心に、幕張新都心まちづくり協議会が発足。

### 新都心の本格的整備

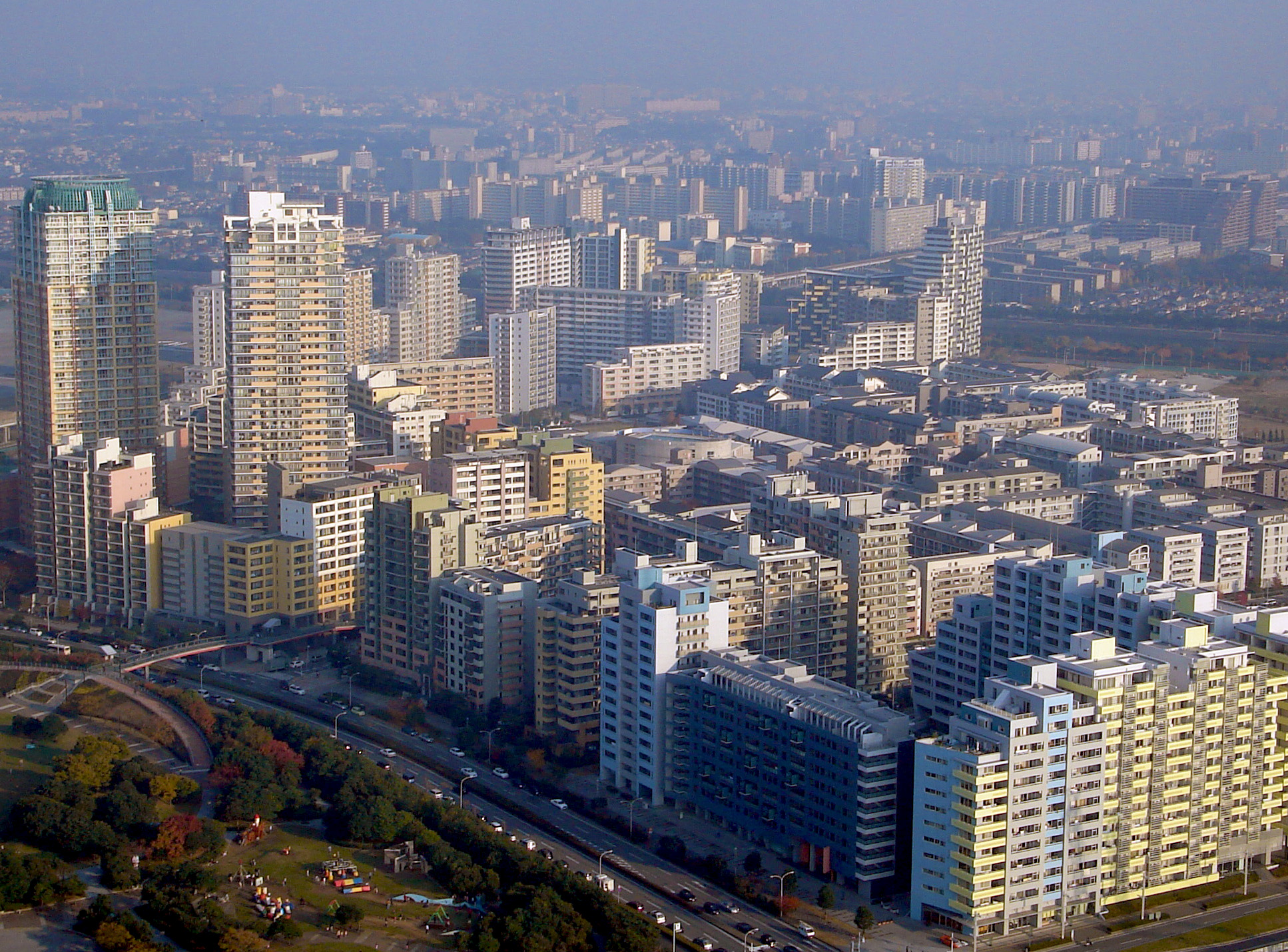
幕張ベイタウン・左下は幕張海浜公園

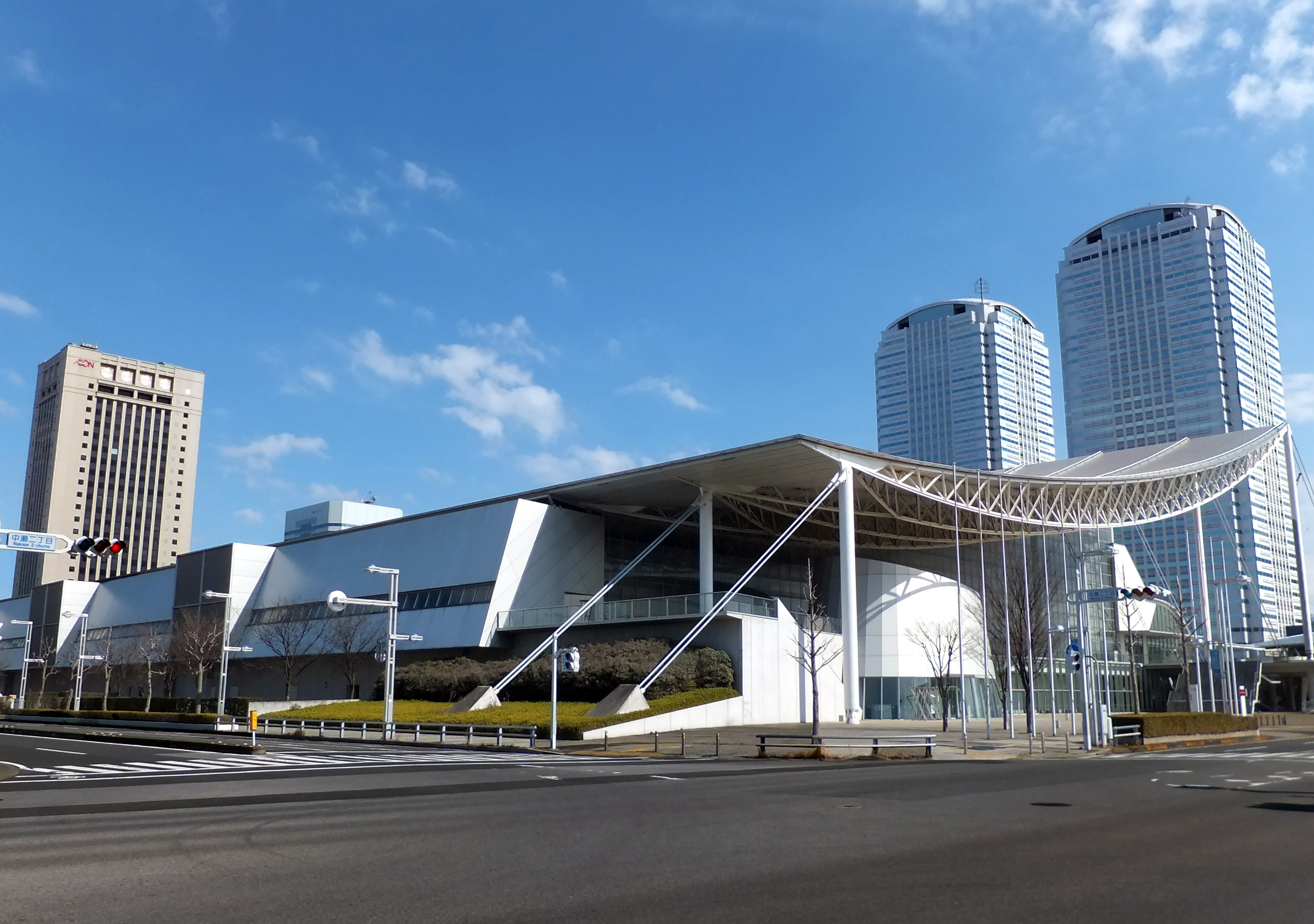
幕張メッセ国際展示場

1989年（平成元年）10月、国際見本市として幕張メッセが完成。同月、第28回「東京モーターショー」がメッセで開催され、史上最高の15カ国が参加。192万人が訪れた。幕張新都心は名実ともに国際コンベンション都市として誕生した。
1990年（平成2年）、JR京葉線全線（蘇我駅 - 東京駅）開業し、さらに同年3月、幕張メッセの海側に総面積（延床）4万4782平方メートル、3万人収容という国際級規模の千葉マリンスタジアムがオープンした。1992年（平成4年）からは千葉ロッテマリーンズのホームグラウンドとしてプロ野球のほか、アメリカンフットボール、コンサート、市民祭など、幕張海浜公園集客の原動力となっている。その後、日本初の沿道型住宅計画として「幕張新都心住宅事業計画」が決まる。国際業務都市にふさわしい都市型住宅の建設をめざし、住宅事業者8グループ、（公団、公社、民間6グループ）を選定する。
1992年（平成4年）には幕張テクノガーデンのオープンを皮きりに、業務地域の建設が順調に進んだ。一般開放施設も次々にオープン。幕張新都心の総合的な街づくりに対して、日本都市計画学会賞「石川賞」が千葉県に贈られた。道路、公園緑地、地域冷暖房など質の高いインフラ整備と優れたデザインによって事業者を誘導するなど、先進的で官民一体となった業績が評価され、自治体では初の受賞となった。
1994年（平成6年）、幕張ベイタウンの分譲開始したがバブル崩壊により住宅地区は計画より1年遅れ、M2街区の一期分譲を開始。幕張方式といわれる土地転貸借権付分譲住宅方式が注目を集め、最高367倍の応募倍率となる。

### 新都心開発の進展

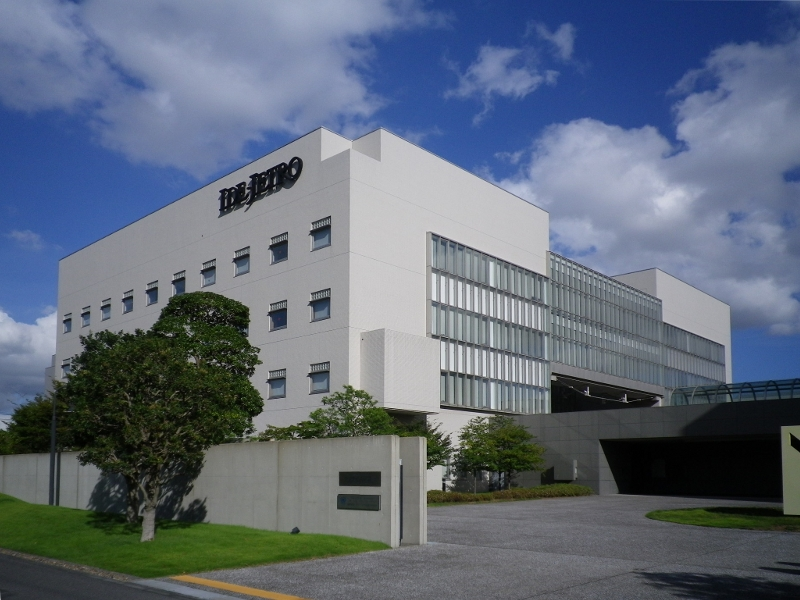
アジア経済研究所（JETRO）

「世界の人、モノ、情報がいきかう国際交流都市」「未来型産業を育成する先導的な産業創出都市」「多くの人が寄り集う新しい文化創造都市」の3つの都市像の形成を目指した「幕張新都心第2ステージ推進方針」を策定。さらに拡大地区について「幕張新都心拡大地区将来ビジョン検討委員会」が設置された。1999年（平成11年）、幕張新都心が10周年を迎える。国際機関であるアジア経済研究所、日本貿易振興機構千葉貿易情報センターを誘致。
2000年（平成12年）、タウンセンター地区・拡大地区に土地貸付事業制度を活用し、大型商業施設の誘致を行う。2002年（平成14年）、千葉港港湾計画に旅客船ふ頭の位置付。2006年（平成18年）、幕張ベイタウンの人口が2万人を超え、幕張メッセの来訪者が1億人を突破し、2009年（平成21年）には幕張新都心20周年を迎える。2012年（平成24年）、シーサイドデッキが完成し、千葉市民花火大会の会場が千葉港（中央区中央港）から幕張新都心に変更となり幕張ビーチ花火フェスタとして開催される。

### 平成不況等の影響と回復

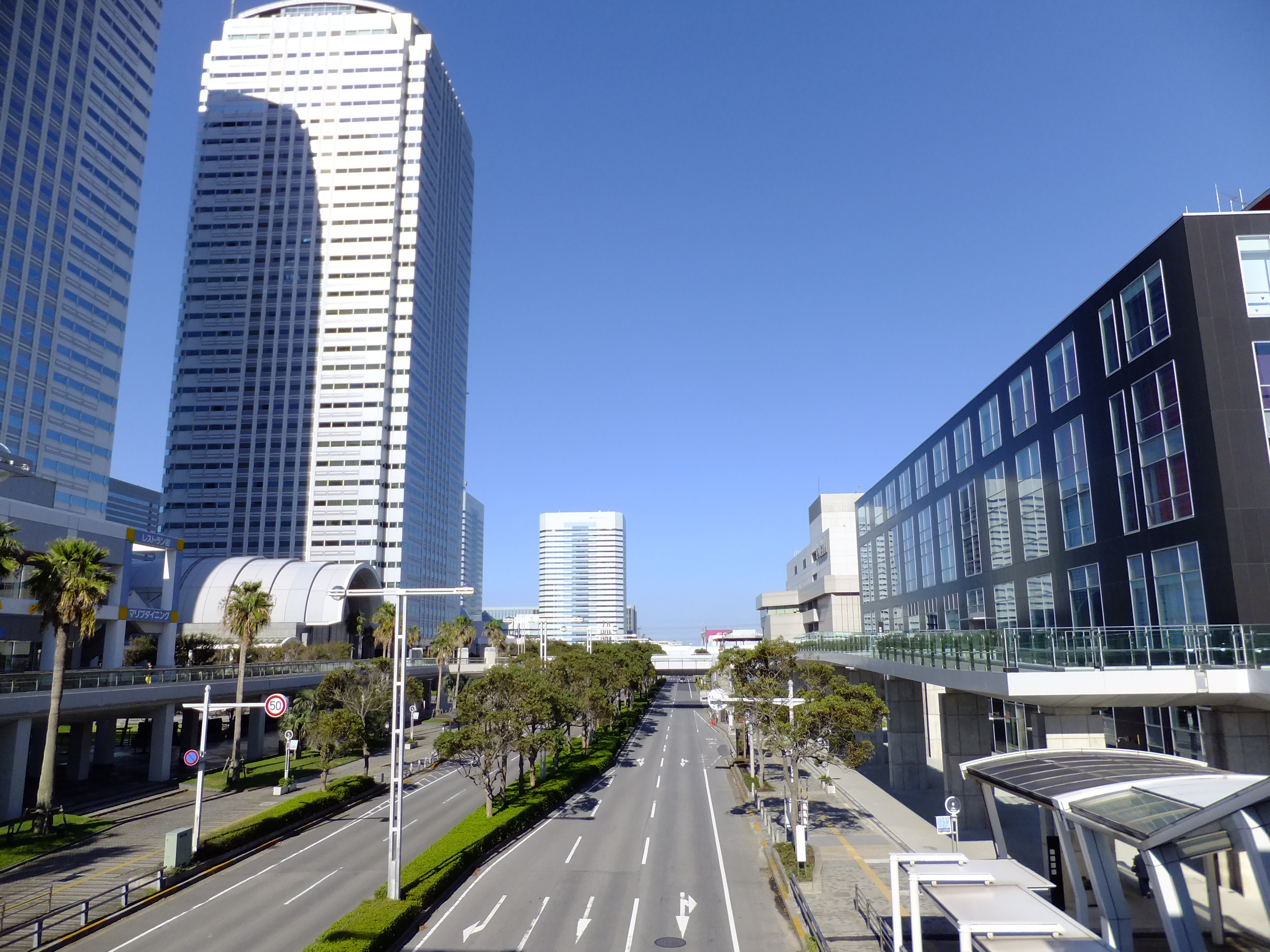
国際大通り（メインストリート）

2000年代に入ると、失われた10年（平成不況）やリーマン・ショックなどを背景とした地価下落に伴い、2003年（平成15年）にキヤノン販売（現・キヤノンマーケティングジャパン）、2007年（平成19年）にBMW JAPAN、2016年（平成28年）にACCESS、2023年（令和5年）にキッツがそれぞれ東京都区部に移転。また、幕張メッセにおいても、2010年（平成22年）には稼働率が34％に低下。同施設を代表するイベントであった東京モーターショーが2011年（平成23年）に東京国際展示場に移るなど、一時的に厳しい状況下にあった。
一方で、イオンが2011年（平成23年）にイオンタワー（同社本社ビル）に隣接し、東京海上日動火災保険から取得したビルを「イオンタワーアネックス」に改称した上で首都圏のイオングループ各社を同ビル内に集約。シャープは、同社の経営危機を理由として、2012年（平成24年）に同社幕張ビル内の東京支社や関連企業を移転させた上で同ビルの売却を検討していたが、諸事情から売却は中止となり、台湾の鴻海精密工業傘下入りが決定した2016年（平成28年）に幕張ビルの有効活用と経費削減を進める観点から、東京支社の一部機能を再度同ビルに戻した。リーマンショックおよび東日本大震災の影響等により、一時的な利用状況の落ち込みを見せた幕張メッセにおいても、2014年度（平成26年度）には、国際展示場利用ホール数1882.5ホール、幕張イベントホール稼働率62.2％と大きく回復した。

### 国際業務都市としての発展
2013年（平成25年）、幕張新都心中心地区景観デザイン基準運用開始（千葉市・幕張新都心まちづくり協議会）。2015年（平成27年）、幕張海浜公園にて「レッドブル・エアレース・千葉 2015」が日本初開催される。更に幕張海浜公園D・Eブロックが「JFAナショナルフットボールセンター」の建設候補地となる。また、幕張新都心の新駅設置可能性を調査・検討する「幕張新都心拡大地区新駅設置調査会」を設置。2015年（平成27年）6月には、千葉市が「グローバルMICE都市」の指定を受け、更に翌年の2016年（平成28年）には「東京圏国家戦略特別区域」に指定される。千葉市総合政策局総合政策部政策企画課幕張新都心室が「幕張新都心課」へ改組。千葉県企業庁が「千葉県企業土地管理局」へ改組。
2021年（令和3年）には幕張メッセにおいて2020年東京オリンピック競技大会の3競技（フェンシング、レスリング、テコンドー）、2020年東京パラリンピック競技大会の4競技（ゴールボール、シッティングバレーボール、車いすフェンシング、テコンドー）の会場となった。また、国家戦略特別区を活用し、「ドローン宅配便」、「オートパイロットモビリティ・マネジメントの導入」などの取組みを行っている。

### 新駅開業と更なる飛躍へ
2022年（令和4年）11月には、環境省の実施する「脱炭素先行地域」に選定。新都心をグリーン・MICEエリア（都市エリア）の対象地域の一つとし、幕張メッセなどMICE施設の脱炭素化を進めている。また、脱炭素先行地域に指定されていることから、2024年（令和6年）には、メルセデス・ベンツの日本法人（メルセデス・ベンツ日本）が東京都品川区にある本社機能をワールドビジネスガーデン内に移転した。
2023年（令和5年）3月18日、幕張新都心エリアに新駅「幕張豊砂駅」が開業した。新駅は美浜区浜田2丁目で、新習志野駅から海浜幕張駅間のほぼ中間、2013年（平成25年）に開業した大型商業施設「イオンモール幕張新都心」に隣接している。
幕張海浜公園では、2024年（令和6年）9月11日に、Bブロックの「にぎわいの広場およびその周辺区域」における活性化施設整備・運営事業の事業予定者として、カイマクパートナーズ（代表企業は三井不動産）を選定。Fブロックにある千葉マリンスタジアムでは、幕張メッセ駐車場への移転建て替えが計画されている。さらにAブロックでは、アルティーリ千葉（プロバスケットボールチーム）の新アリーナ建設に向けた検討などの動きがみられる。
住宅地区の幕張ベイパーク（若葉住宅地区）では、第1期販売開始し、若葉住宅地の地域コミュニティ施設として「MAKUHARI NEIGHBORHOOD POD」オープン。更に今後、超高層マンションの開発が続く（計６棟の計画）。

### 沿革
- 1956年（昭和31年）
  - 「首都圏整備法」制定
- 1967年（昭和42年）
  - 千葉県第2次総合5ヵ年計画で、海浜ニュータウンを計画。
- 1973年（昭和48年）
  - 千葉県第4次総合5ヵ年計画で、幕張A地区について「新都心」としての土地利用を位置付け。
  - 幕張A地区・幕張C地区埋立免許取得。埋立工事着工。
- 1979年（昭和54年）
  - 人工海浜「幕張の浜」オープン。
- 1980年（昭和55年）
  - 幕張A地区・幕張C地区埋立造成竣工認可。埋立完了。
  - 千葉県立幕張東・西・北高等学校の三校が開校。
- 1981年（昭和56年）
  - 千葉県立衛生短期大学開学。
- 1982年（昭和57年）
  - 東関東自動車道（宮野木JCT - 湾岸市川IC）が開通。湾岸千葉ICを設置。
- 1983年（昭和58年）
  - 昭和学院秀英高等学校開校。
  - 渋谷教育学園幕張高等学校開校。
  - 千葉新産業三角構想で「幕張新都心構想」根幹プロジェクトとして位置付けられる。
- 1984年（昭和59年）

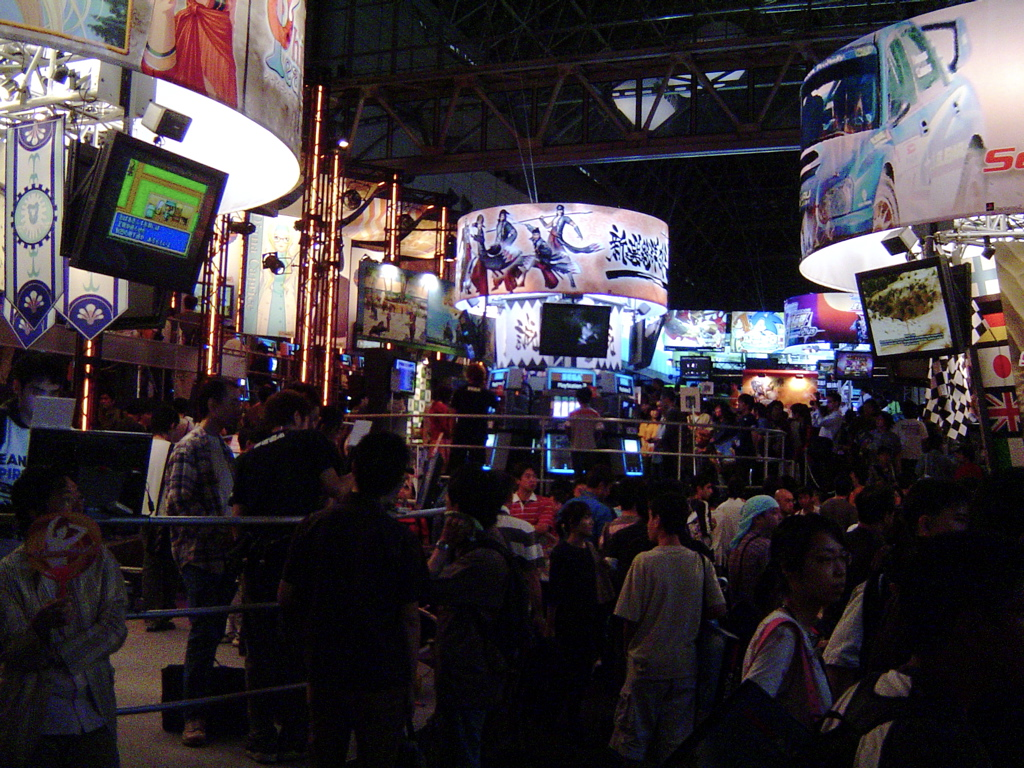
幕張メッセで開催された東京ゲームショウ（2004年）

  - 千葉県立若葉看護高等学校開校。
  - 国際能力開発支援センター開設。
- 1985年（昭和60年）
  - 放送大学開学。
- 1986年（昭和61年）
  - 海浜幕張駅開設。JR京葉線（西船橋 - 千葉港（現：千葉みなと））開業。
- 1987年（昭和62年）
  - 神田外語大学開学。
- 1988年（昭和63年）
  - JR京葉線（新木場 - 南船橋、市川塩浜 - 西船橋、千葉港（現：千葉みなと） - 蘇我）開通。
- 1989年（平成元年）幕張メッセで開催された第40回東京モーターショー（2007年）

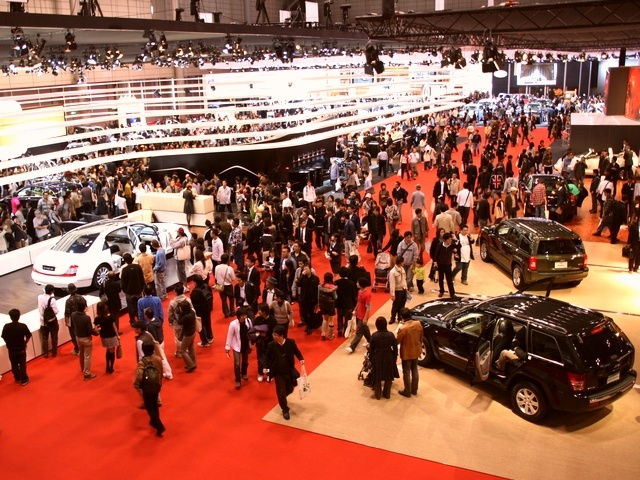
幕張メッセで開催された第40回東京モーターショー（2007年）

  - 日本コンベンションセンター（幕張メッセ）オープン。この年より東京モーターショーが晴海より移され開催。
- 1990年（平成2年）
  - JR京葉線（東京 - 新木場）全線開業。
  - 千葉マリンスタジアムオープン。
  - 東京ガス幕張ビル竣工。
  - 幕張テクノガーデン竣工。
  - 日本庭園「見浜園」オープン。
  - ホテルスプリングス幕張開業。
- 1991年（平成3年）ホテル ザ・マンハッタン
  - 千葉業務核都市基本構想が承認される。

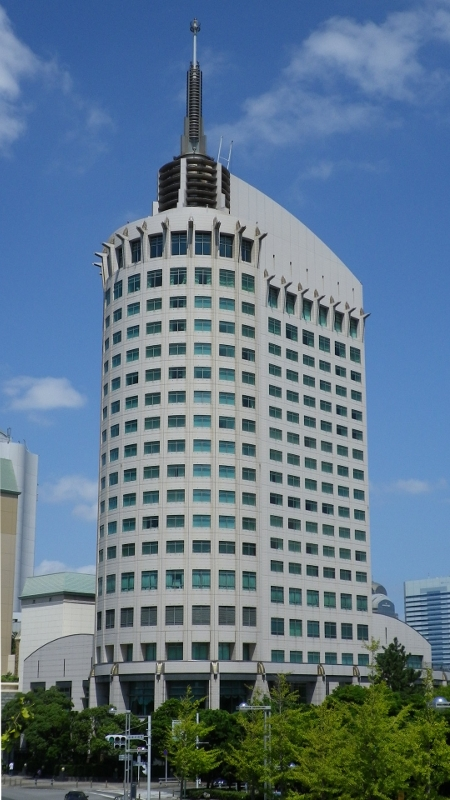
ホテル ザ・マンハッタン

  - 日本アイ・ビー・エム幕張事業所ビル竣工。
  - ホテルグリーンタワー幕張開業。
  - ホテルフランクス開業。
  - ホテル ザ・マンハッタン開業。
  - BMW JAPAN本社ビルディング（現：ちばぎん幕張ビル）竣工。
  - ワールドビジネスガーデン竣工。
  - 高度職業能力開発促進センター開設。
  - 障害者職業総合センター開設。
- 1992年（平成4年）
  - プロ野球・ロッテオリオンズ（当時）が千葉マリンスタジアムに本拠地を移転、併せて千葉ロッテマリーンズに改称。
  - キッツ本社ビル竣工。キッツ本社移転。
  - シャープ幕張ビル竣工。
  - 富士通幕張システムラボラトリ竣工。
  - 幕張東京海上ビル竣工。
  - 「業務核都市・幕張新都心の総合的な街づくり」に対して、平成3年度日本都市計画学会石川賞受賞。
  - 千葉市幕張勤労市民プラザ開設。

住友ケミカルエンジニアリングセンタービル

- 1993年（平成5年）住友ケミカルエンジニアリングセンタービル
  - NTT幕張ビル竣工。
  - SII幕張ビル竣工。
  - 住友ケミカルエンジニアリングセンタービル竣工。
  - ロボットFAセンタービル（現・スターツ幕張ビル）竣工。
  - ホテルニューオータニ幕張開業。
  - 幕張プリンスホテル（現：アパホテル東京ベイ幕張）客室棟オープン。
  - プレナ幕張オープン。
- 1994年（平成6年） イオンタワー（イオングループ本社ビル）
  - 幕張ベイタウン地区分譲開始。

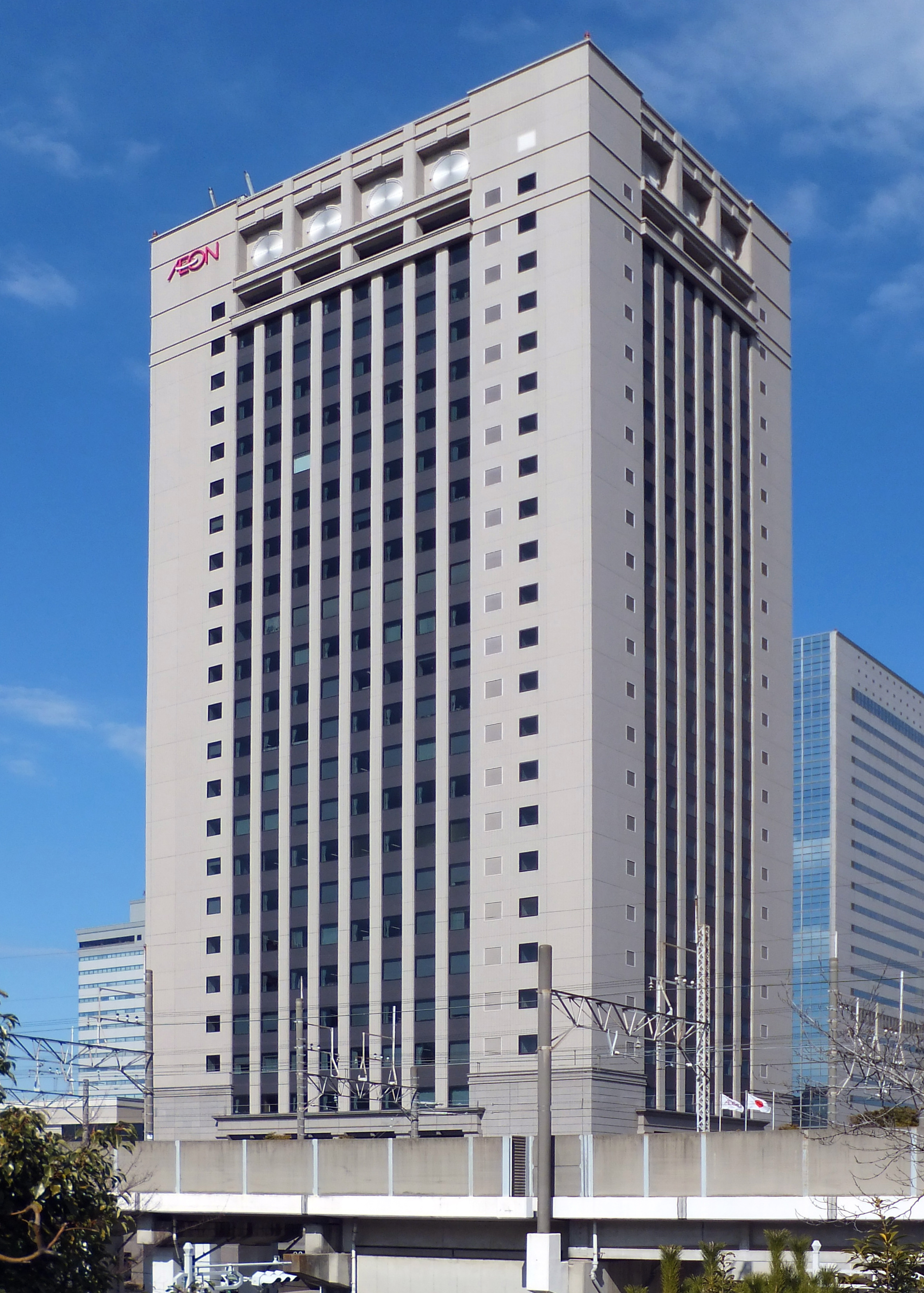
イオンタワー（イオングループ本社ビル）

  - キヤノン販売（現：キヤノンマーケティングジャパン）幕張本社ビル竣工。
  - イオンの本社ビルであるイオンタワー竣工。イオングループ本社が東京から移転。
- 1995年（平成7年）
  - 幕張ベイタウン地区入居開始。
  - 千葉市立打瀬小学校開校。
  - 千葉市立打瀬中学校開校。
- 1996年（平成8年）
  - 千葉県立幕張東・西・北高等学校の3校統合により、千葉県立幕張総合高等学校開校。
- 1997年（平成9年）
  - 幕張メッセ国際展示場9-11ホールオープン。
  - パルプラザ幕張（現：新日本ビル）開業。
  - 富士通陸上競技部の活動拠点が神奈川県川崎市から移転[60]。
- 1999年（平成11年）
  - アジア経済研究所移転。
  - 木下大サーカスが海浜幕張駅前特設会場（現：メッセ・アミューズ・モール）で公演。
  - 幕張メッセ駐車場で「GLAY EXPO'99」開催。単独ライブとしては観客動員20万人は国内最高。
  - 幕張ベイタウンパティオスがグッドデザイン賞施設部門のアーバンデザイン賞受賞。
- 2000年（平成12年）
  - ガーデンウォ〜ク幕張（現：三井アウトレットパーク 幕張）オープン。
  - カルフール幕張（前：イオン幕張店 / 現：イオン海浜幕張店）オープン。
  - コストコホールセール幕張が拡大地区にオープン。
- 2001年（平成13年）
  - 幕張ベイタウン地区の人口1万人を突破。
  - 千葉市立海浜打瀬小学校開校。
  - この年から、SUMMER SONICの東京会場が幕張メッセと千葉マリンスタジアムに移転する。
  - 関東鍼灸専門学校開校。
- 2002年（平成14年）
  - 新日本建設インテリジェントビル竣工。新日本建設の本社となる。
  - メッセ・アミューズ・モールオープン（シネプレックス幕張他）。
- 2003年（平成15年）
  - カレスト幕張（現：カインズ）が拡大地区にオープン。
- 2004年（平成16年）幕張メッセで開催された東京ゲームショウ（2004年）
  - 千葉県立若葉看護高等学校が千葉県立幕張総合高等学校に統合。それに伴い看護科を設置。
- 2005年（平成17年）
  - ROOM DECO かねたやオープン。

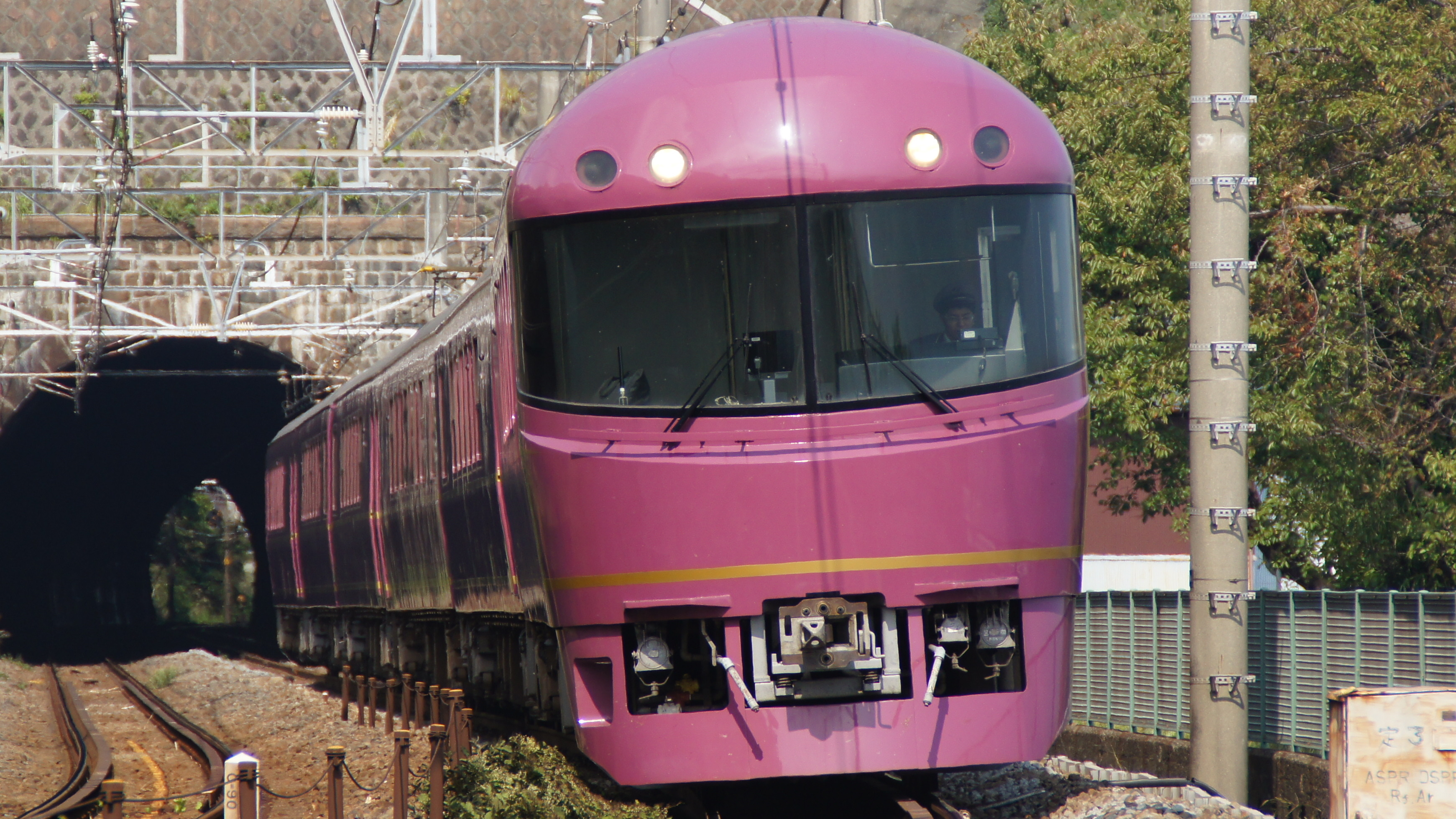
2012年ニコニコ超会議号ミステリートレイン485系「宴」（品川 - 海浜幕張）

  - プロ野球・千葉ロッテマリーンズが日本一。優勝パレードが開催される。
  - 東京インテリア家具幕張店が拡大地区にオープン。
  - ミュージックステーション20周年記念 スーパーライブ2005 in 幕張が開催。
- 2006年（平成18年）マリーンズミュージアム

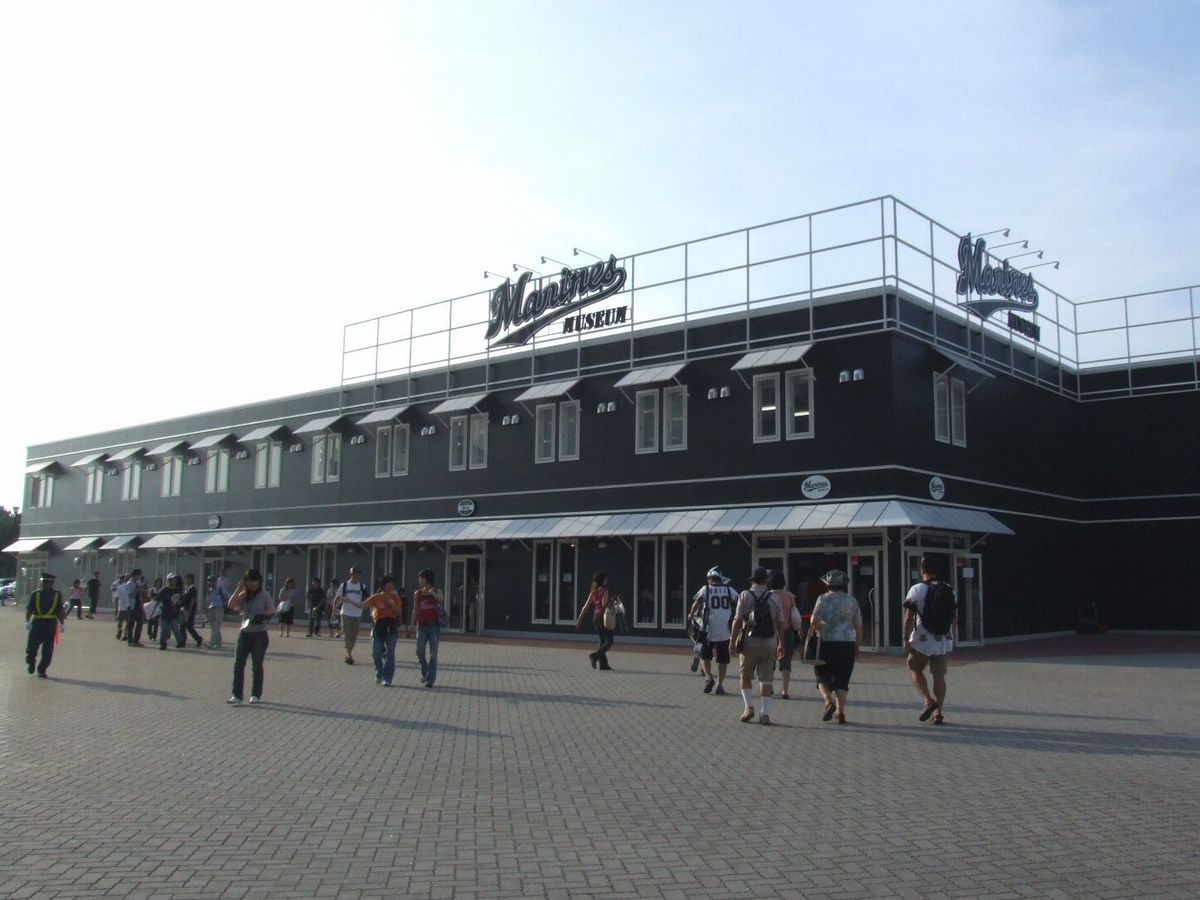
マリーンズミュージアム

  - アパホテル&リゾート東京ベイ幕張オープン（2005年末にアパグループが買収した幕張プリンスホテルを引き継ぐ）。
  - JA共済幕張研修センターが竣工。
  - 松下電器産業（現・パナソニック）の環境をテーマとした「さくら広場」（安藤忠雄設計）が、拡大地区にオープン。
  - bayfm、ワールドビジネスガーデンに移転。
  - 千葉市立美浜打瀬小学校開校。
  - マリーンズミュージアムオープン。
- 2007年（平成19年）
  - スターツアメニティーがロボットFAセンターを買収し、スターツ幕張ビルとなる。
- 2008年（平成20年）
  - スーク海浜幕張オープン。
  - auneMAKUHARIオープン。
  - 城西国際大学幕張キャンパス開設。
  - 千葉県企業庁が文教地区未利用地の土地利用を見直し、「文教地区未利用地マスタープラン（土地利用基本計画）」を策定。後の幕張ベイパーク。
- 2009年（平成21年）
  - マザーズ上場の株式会社ACCESSが旧BMW JAPAN本社ビルを買収。
  - 幕張インターナショナルスクール開校。
  - 千葉県立保健医療大学開校。
  - ラウンドワン習志野店が拡大地区にオープン。
  - 島忠ホームズ幕張店が拡大地区にオープン。
- 2010年（平成22年）
  - カルフール幕張がイオン幕張に改称。
  - 帝京平成大学幕張キャンパス開設。
  - 東京海上日動火災保険が幕張東京海上ビルからワールドビジネスガーデンに移転。
  - プロ野球・千葉ロッテマリーンズが移転後2度目の日本一。優勝パレードが開催される。
- 2011年（平成23年）
  - 千葉マリンスタジアムが（命名権落札により）QVCマリンフィールドへ改称。
  - 3月11日に発生した東日本大震災の影響により、海浜幕張駅周辺及び幕張メッセ駐車場、幕張海浜公園などに液状化現象が発生し一時利用困難となった。
  - イオンが旧幕張東京海上ビルを買収し、イオンタワーAnnexとなる。イオンのグループ企業が周辺や東京から移転。
- 2012年（平成24年）2012年ニコニコ超会議号ミステリートレイン485系「宴」（品川 - 海浜幕張）
  - プロ野球・千葉ロッテマリーンズの屋内練習場が竣工。
  - 千葉市民花火大会の会場が中央区の千葉ポートパークから幕張海浜公園に移転。愛称が「幕張ビーチ花火フェスタ」となる。
- 2013年（平成25年）幕張メッセで開催された次世代ワールドホビーフェア（2013年）

幕張メッセで開催された次世代ワールドホビーフェア（2013年）

  - QVCジャパンの新社屋・QVCスクエアが竣工し、ワールドビジネスガーデンから本社を移転。
  - イオンモール幕張新都心が拡大地区に開業[16]。
- 2014年（平成26年）
  - アパホテル&リゾート東京ベイ幕張 WEST WING（西棟、地上11階、500室）が開業[61]。
- 2015年（平成27年）幕張海浜公園で開催された2015年レッドブル・エアレース・ワールドシリーズ 千葉

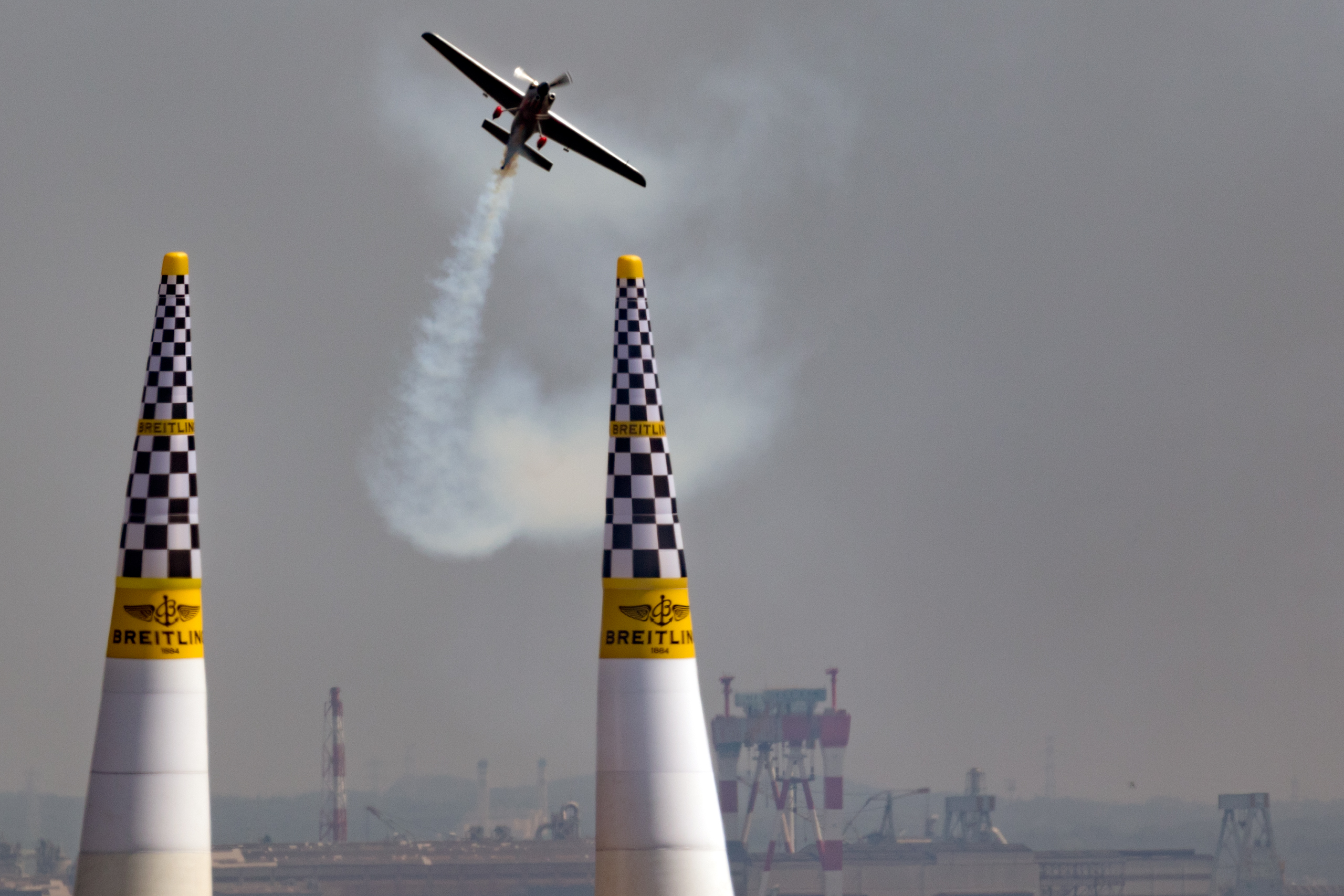
幕張海浜公園で開催された2015年レッドブル・エアレース・ワールドシリーズ 千葉

  - 幕張海浜公園が「レッドブル・エアレース・ワールドシリーズ千葉大会」の会場となる（エアレース国内初開催）。
  - 三井アウトレットパーク幕張第3期棟が開業。同時に一部既存店舗の移転およびリニューアルが行われた[62]。
  - 若葉住宅地区売出し。計画人口は4000戸10000人[63]。
  - 「ZOZOPARK HONDA FOOTBALL AREA」がオープン[64]。
- 2016年（平成28年）
  - ACCESSが幕張オフィスとして使用する旧BMW JAPAN本社ビルを外部に売却[39]、後に千葉銀行がグループ会社9社を同ビルに移転させ、「ちばぎん幕張ビル」として運用する[注 7][65]。
  - アパホテル&リゾート東京ベイ幕張 増室500室開業[66]。
- 2018年（平成30年）
  - 文教地区に東都大学幕張キャンパス（幕張ヒューマンケア学部看護学科）が開学。
- 2019年（平成31年／令和元年）
  - 幕張海浜公園でレッドブル・エアレース・ワールドシリーズが4回目の開催。このレースを最後にシリーズを終了することが発表された。
  - テクノガーデンＥ棟に、東都大学幕張キャンパスに幕張ヒューマンケア学部理学療法学科が開学。
  - 日本サッカー協会が運営する高円宮記念JFA夢フィールドが幕張海浜公園内に竣工[3]。
  - 若葉地区（A街区）にイオンスタイル幕張ベイパークがオープン。
  - 若葉地区（B-7街区）幕張ベイパーク クロスタワー＆レジデンスの入居開始。
- 2020年（令和2年）
  - BSデジタル放送への一本化に伴い廃局になった放送大学学園花見川無線中継所の撤去工事を4月以降に実施。跡地は幕張ベイタウン地区に編入した上で商業用地として売却する予定としている[67]。
- 2021年（令和3年）
  - 放送大学学園が花見川無線中継所跡地を外部に売却[68]。
  - 幕張メッセが、2020年東京オリンピック（フェンシング、テコンドー、レスリング）・2020年東京パラリンピック（ゴールボール、テコンドー、シッティングバレーボール、車いすフェンシング）の会場となる[注 8]。
  - 若葉地区（B-2地区）幕張ベイパーク スカイグランドタワーの入居開始。
- 2022年（令和4年）
  - 千葉マリンスタジアムが「X Games Chiba」の会場となる（国内初開催）[69][70]。

- 2023年（令和5年）
  - 幕張豊砂駅開業[20][71]。
  - キッツが本社ビルの賃貸契約満了（2024年3月）を機に11月に本社を東京都港区に移転[40]。
- 2024年（令和6年）
  - メルセデス・ベンツ日本の本社機能を3月までに東京都品川区からワールドビジネスガーデン内に移転[53]。
  - 若葉地区（B-3地区）幕張ベイパーク ミッドスクエアタワーの入居開始。
- 2026年（令和8年）
  - 千葉市立幕張若葉小学校開校予定[72][73]。
  - 富士通陸上競技部の活動拠点を神奈川県川崎市に移転予定[60]。

## 施設

### MICE施設
- 幕張メッセ
  - 国際展示場1ホール - 8ホール

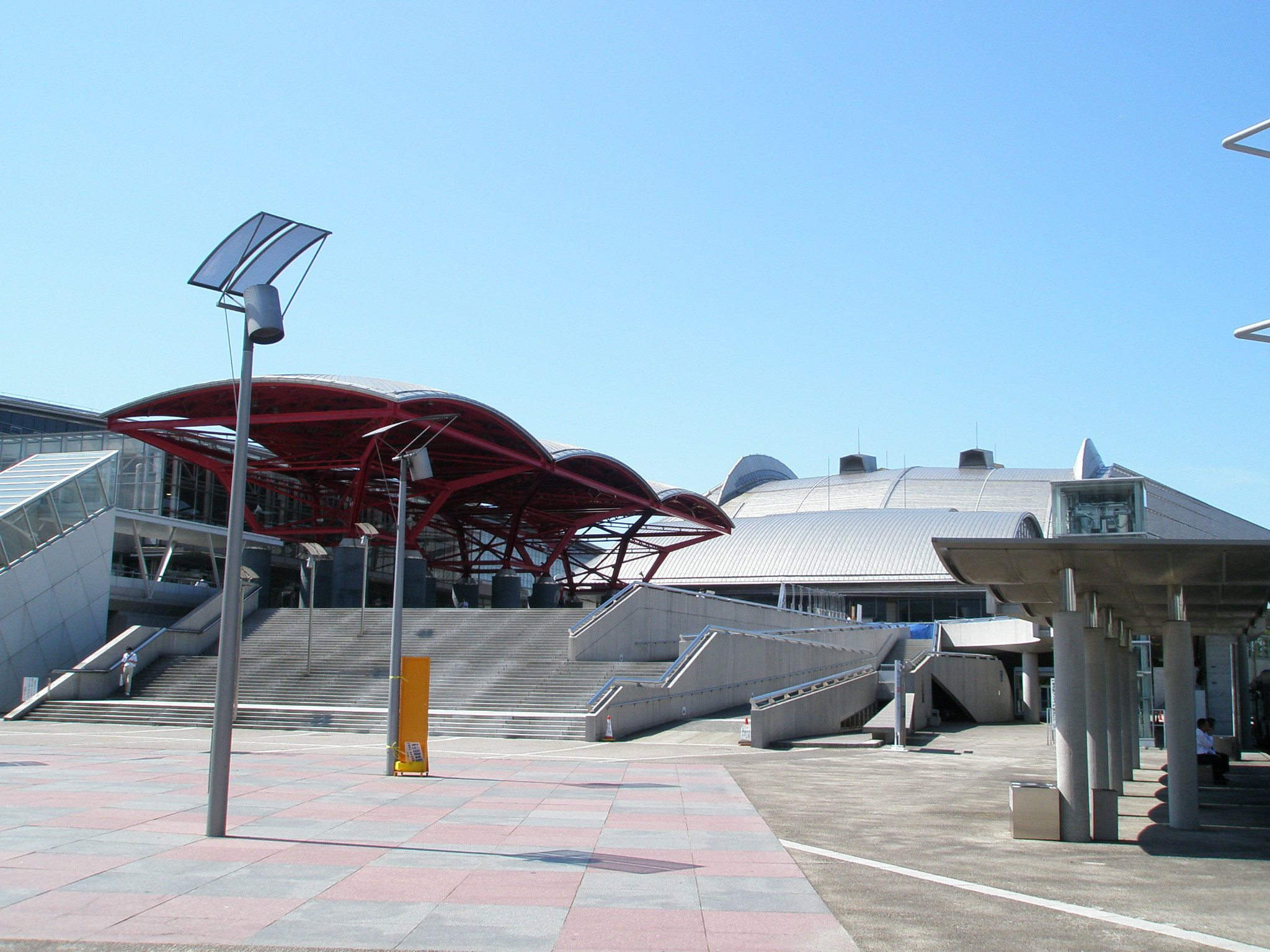
幕張メッセ国際展示場（1 - 8ホール入口）

  - 国際展示場9ホール - 11ホール（北ホール）
  - 国際会議場
  - 幕張イベントホール（アリーナ施設）

幕張メッセ国際会議場（北ホール）
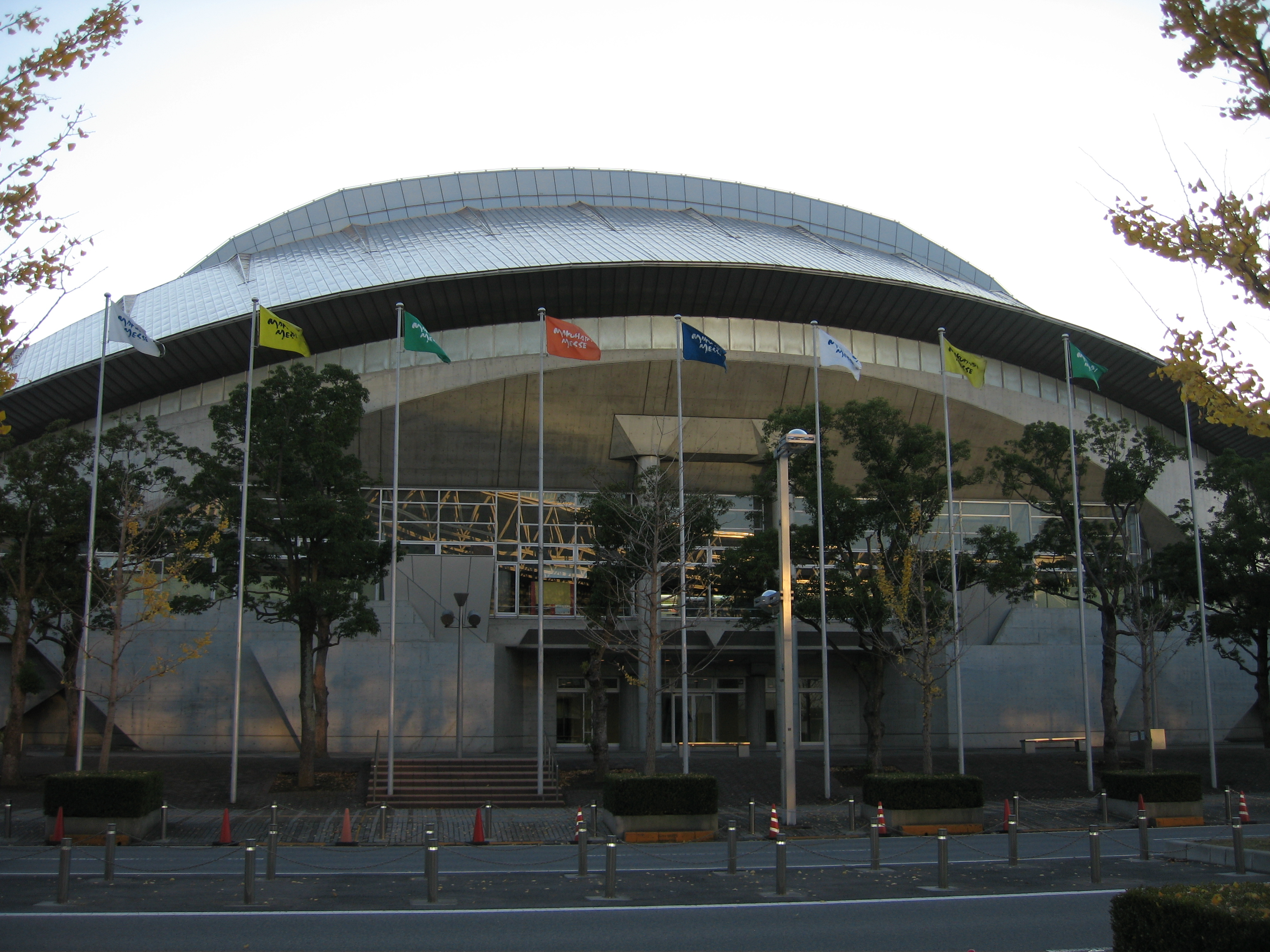
幕張イベントホール
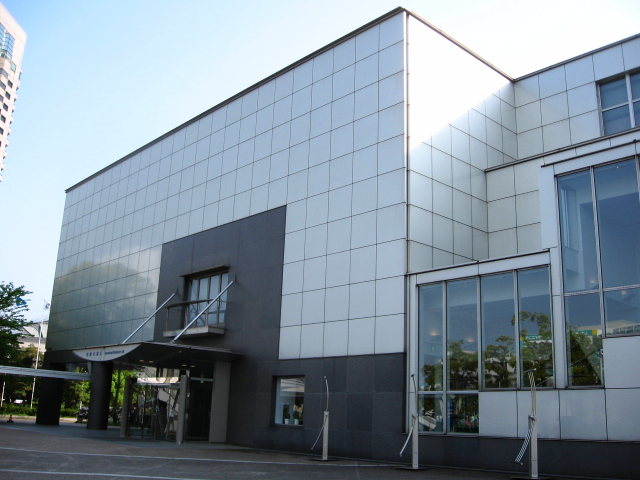
幕張メッセ国際会議場

- セミナーハウス
  - クロス・ウェーブ幕張

### スポーツ施設
- 高円宮記念JFA夢フィールド
  - 千葉県フットボールセンター
  - クラブハウス
  - フットサルアリーナ
  - ビーチサッカーピッチ
  - JFA夢フィールド 幕張温泉 湯楽の里

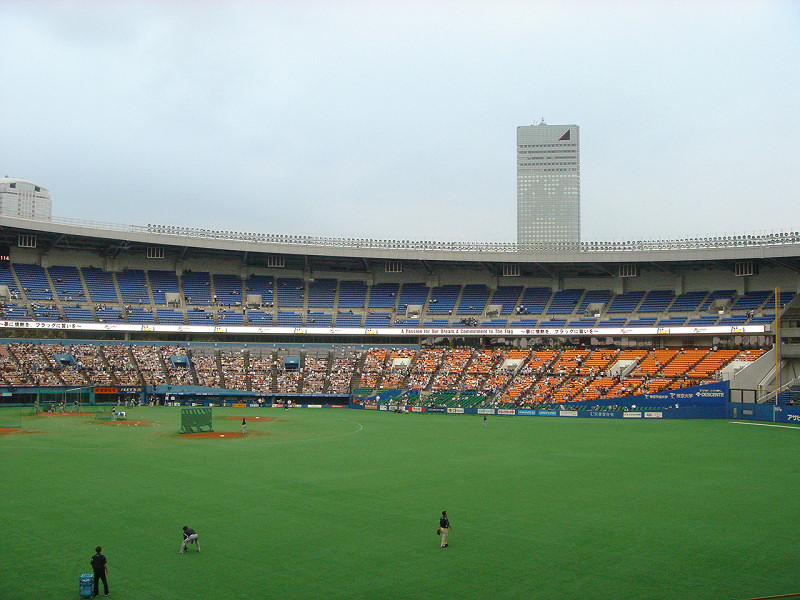
千葉マリンスタジアム

- 千葉マリンスタジアム（命名権：ZOZOマリンスタジアム）
  - マリーンズストア・ミュージアム
  - 屋内練習場
  - マリンひろば
  - キッズハウス・スクエア
- ゾゾパークホンダフットボールエリア

### 宿泊施設

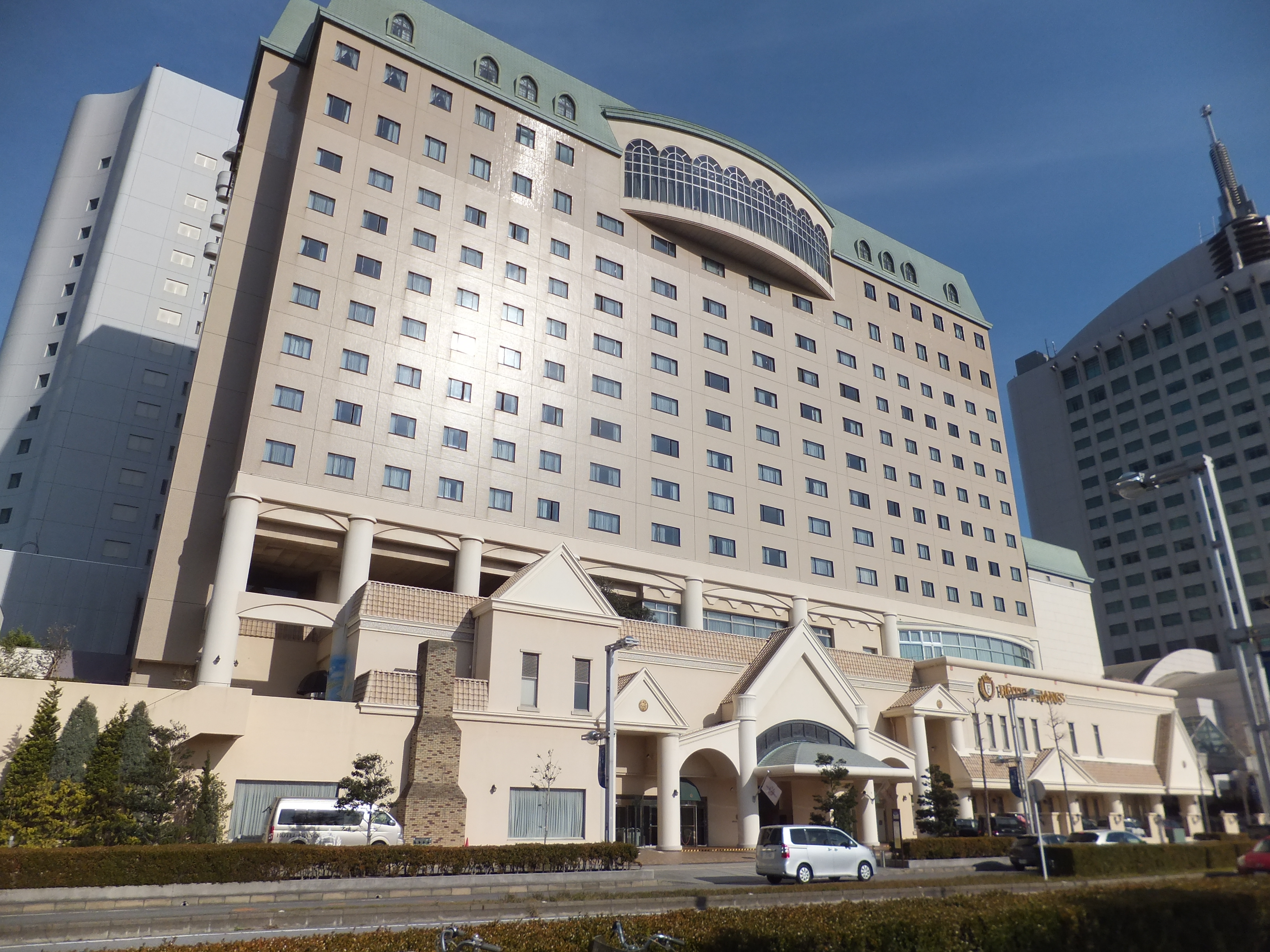
ホテルスプリングス幕張
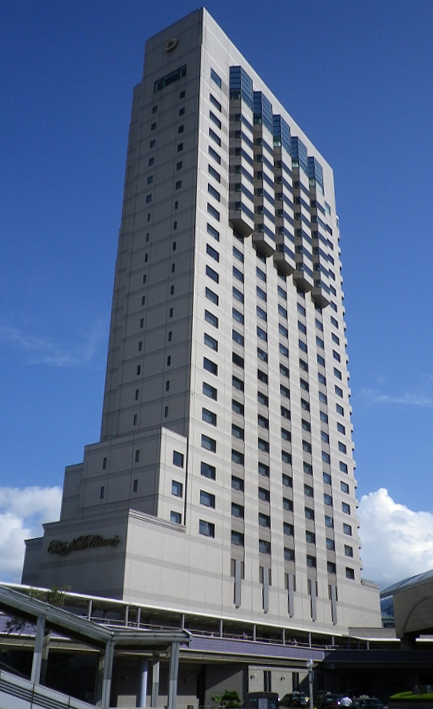
ホテルグリーンタワー幕張
- ホテルフランクス
- ホテル ザ・マンハッタン
- ホテルニューオータニ幕張
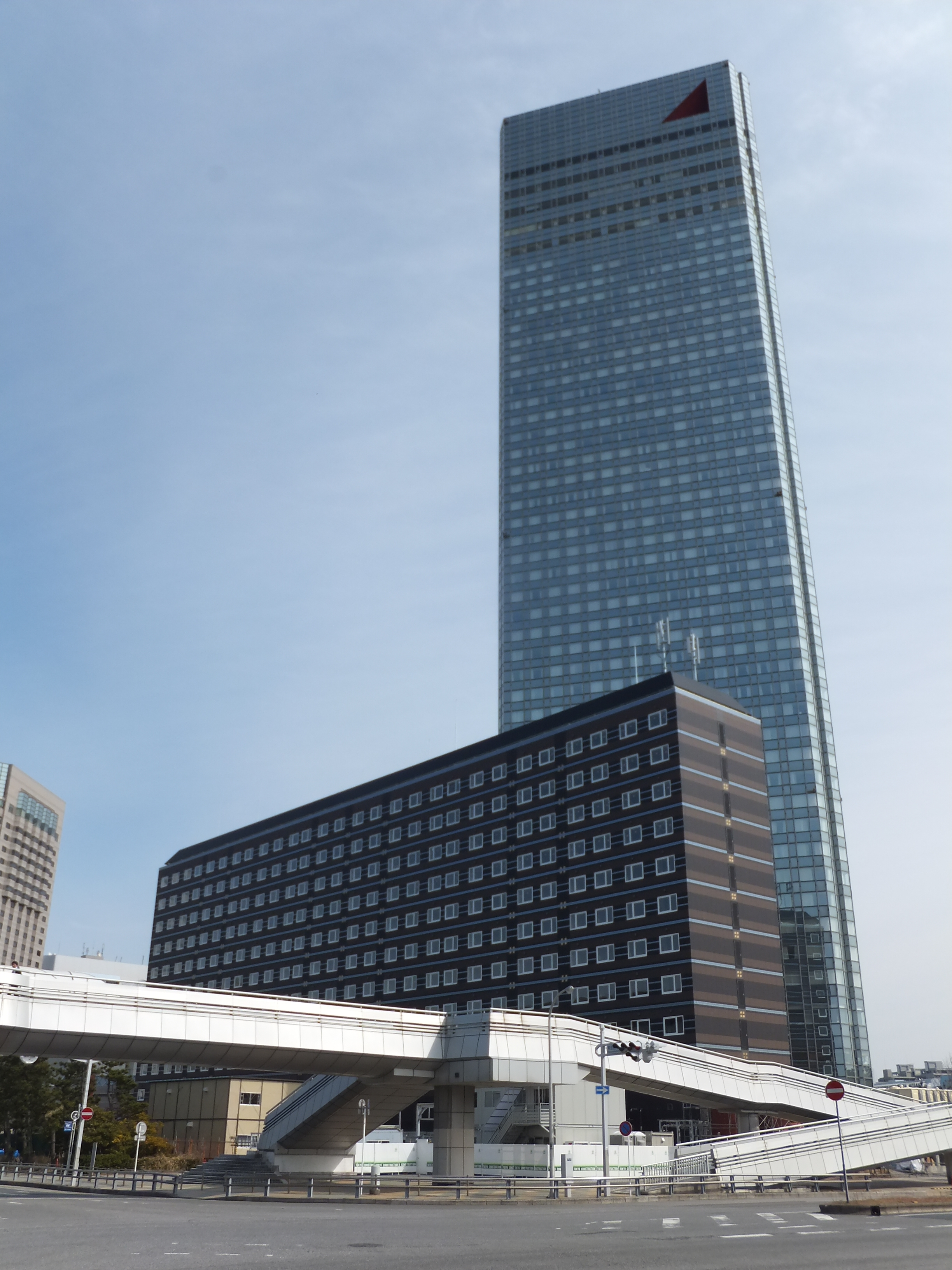
アパホテル&リゾート東京ベイ幕張[注 9]
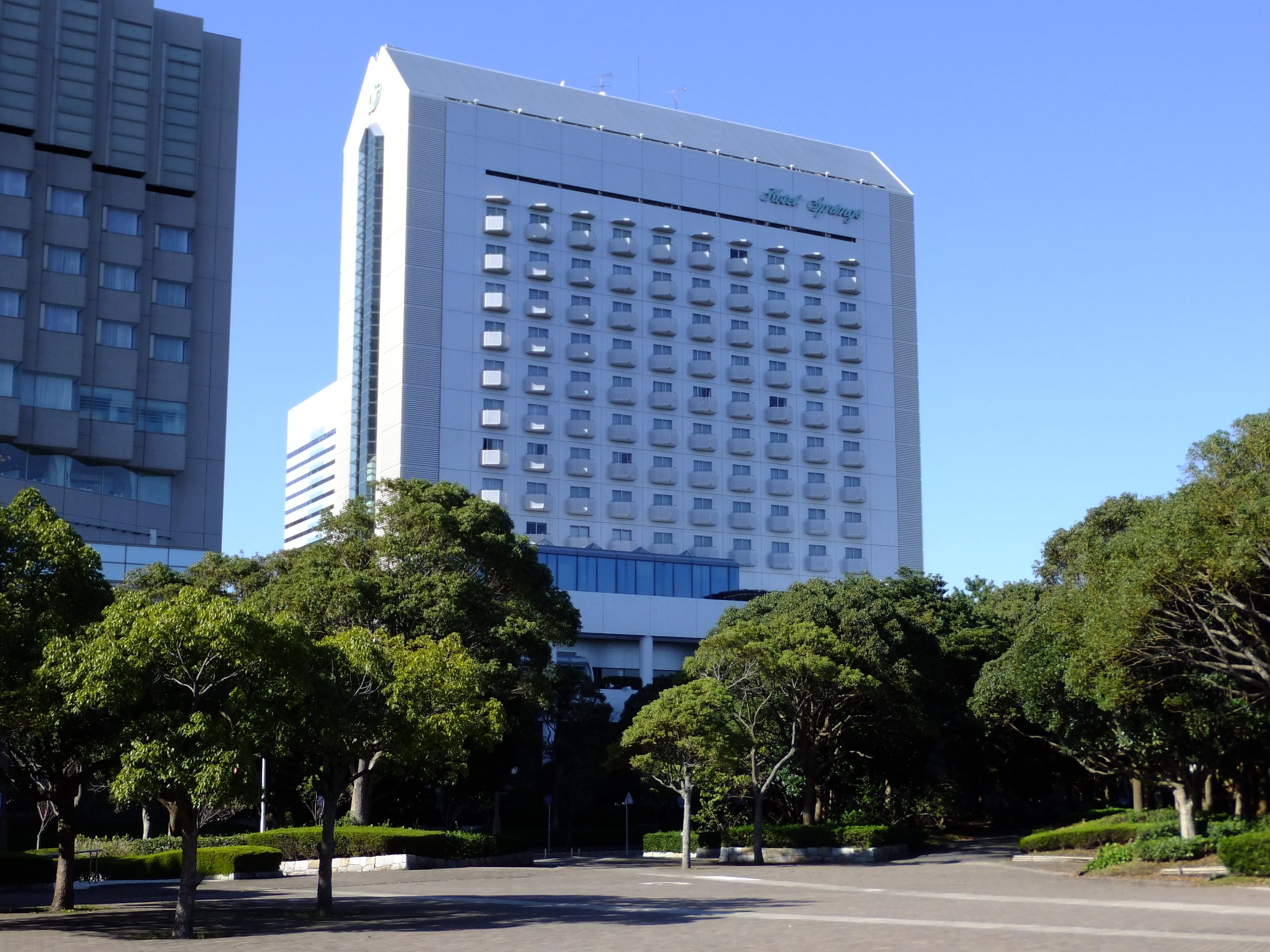
ホテルスプリングス幕張

- ホテルフランクス
- ホテルニューオータニ幕張
- アパホテル&リゾート 東京ベイ幕張
- ホテルスプリングス幕張

### 商業施設
- ペリエ海浜幕張（駅ビル）
- メッセ・アミューズ・モール

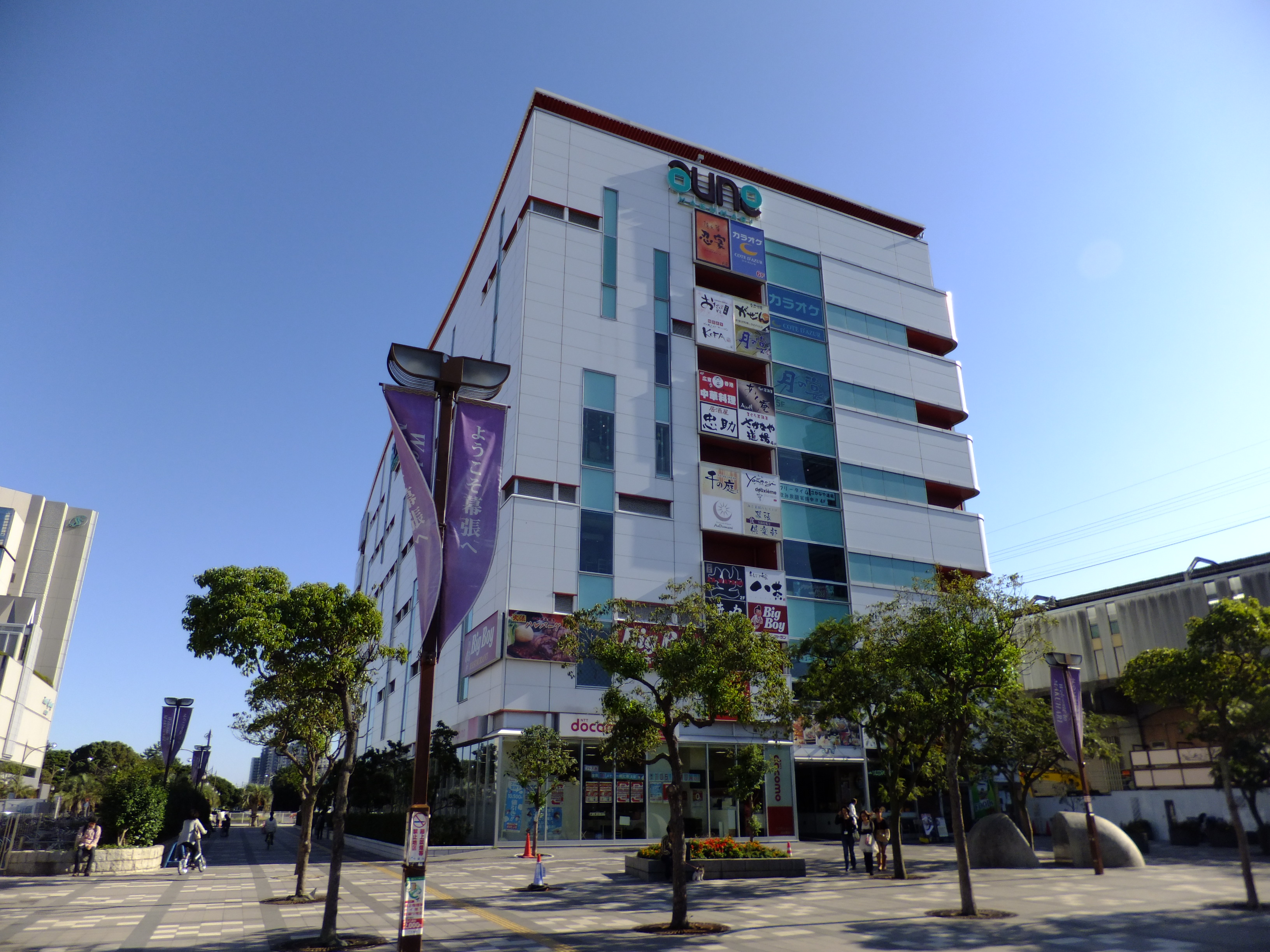
aune幕張
- スーク海浜幕張[74]
- プレナ幕張
- エクセリオ幕張
- 公園通りビル
三井アウトレットパーク 幕張
- イオンモール幕張新都心[注 10]
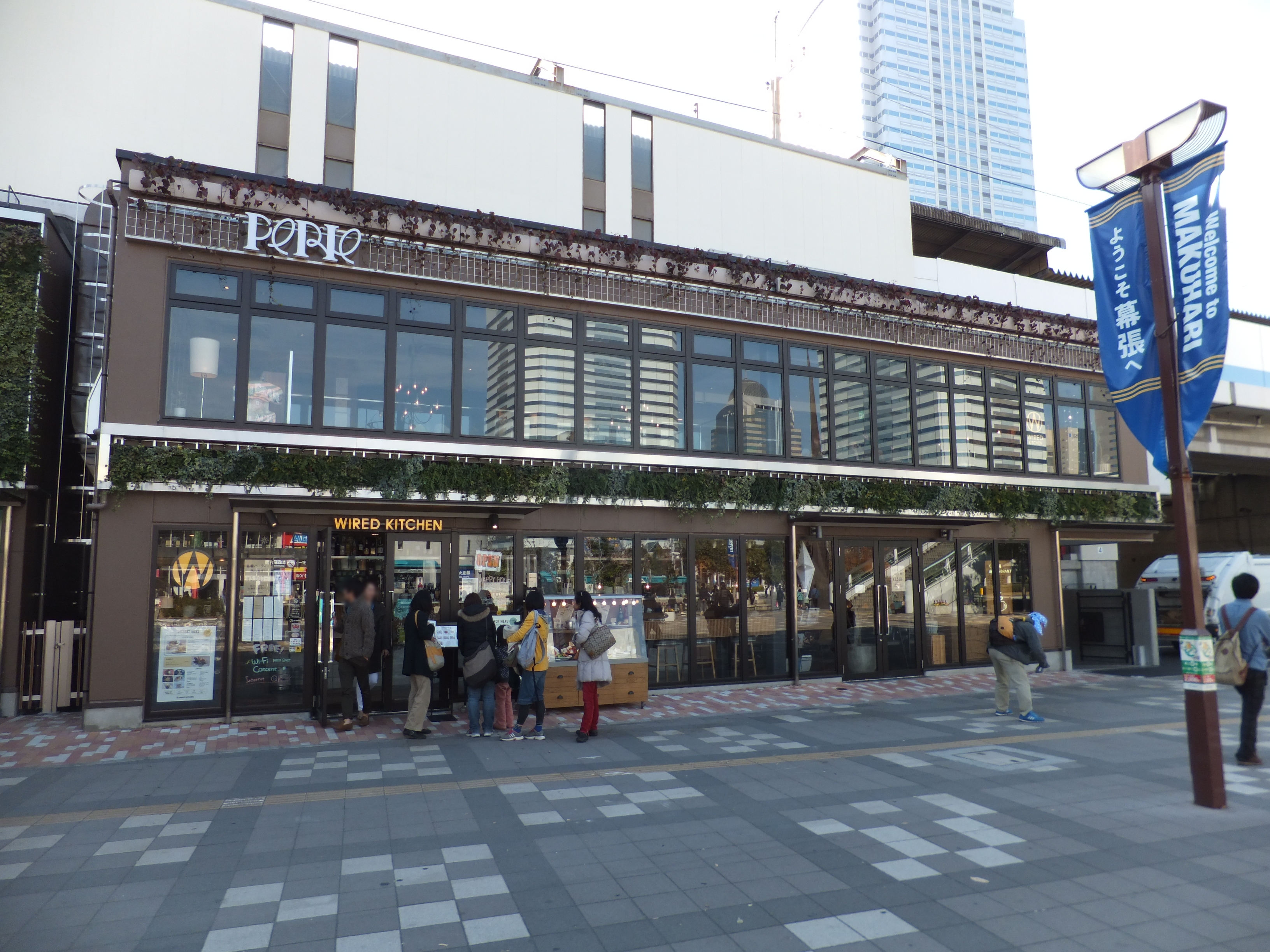
イオン海浜幕張店（旧称：カルフールジャパン）
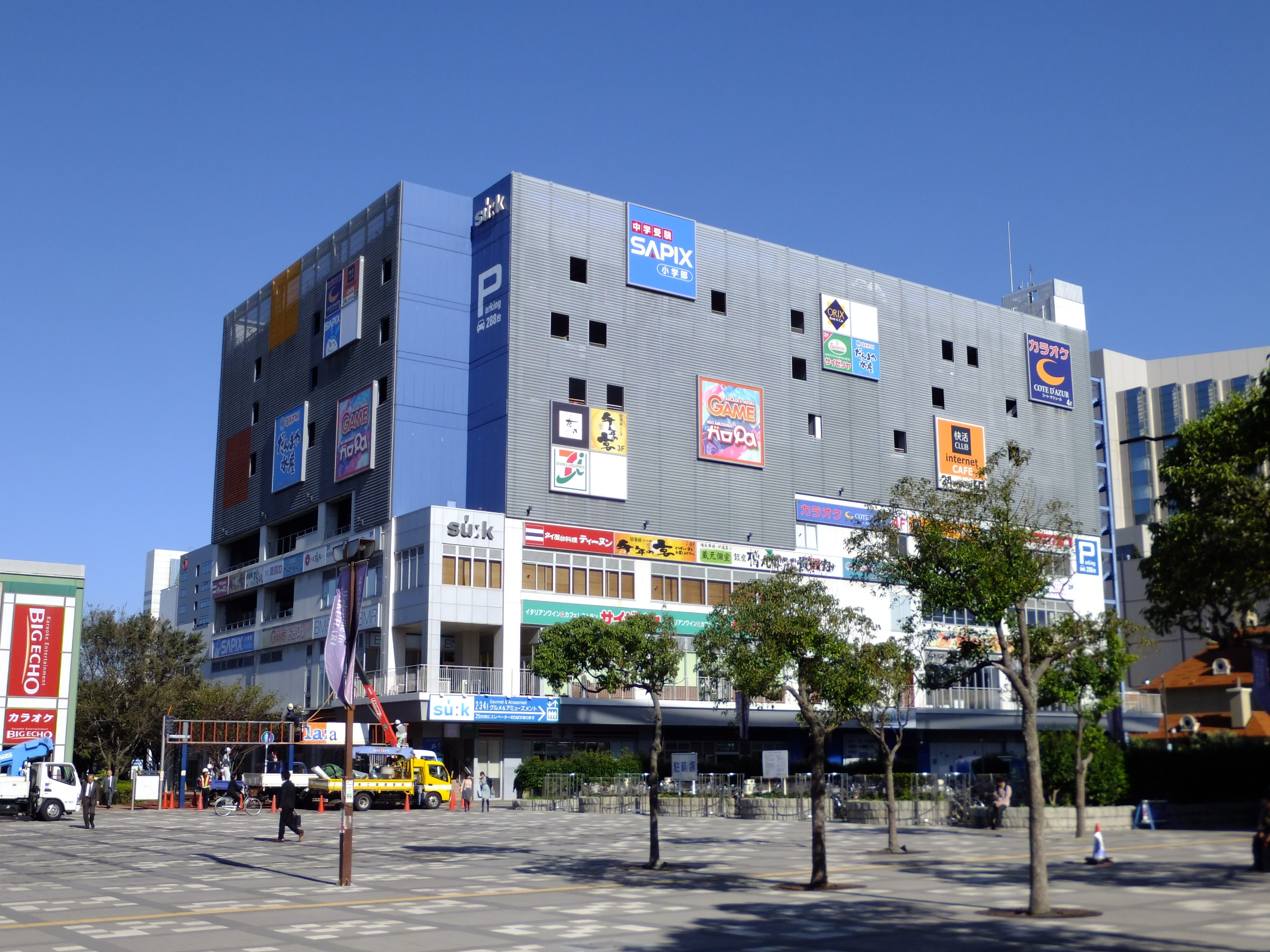
コストコ幕張倉庫店
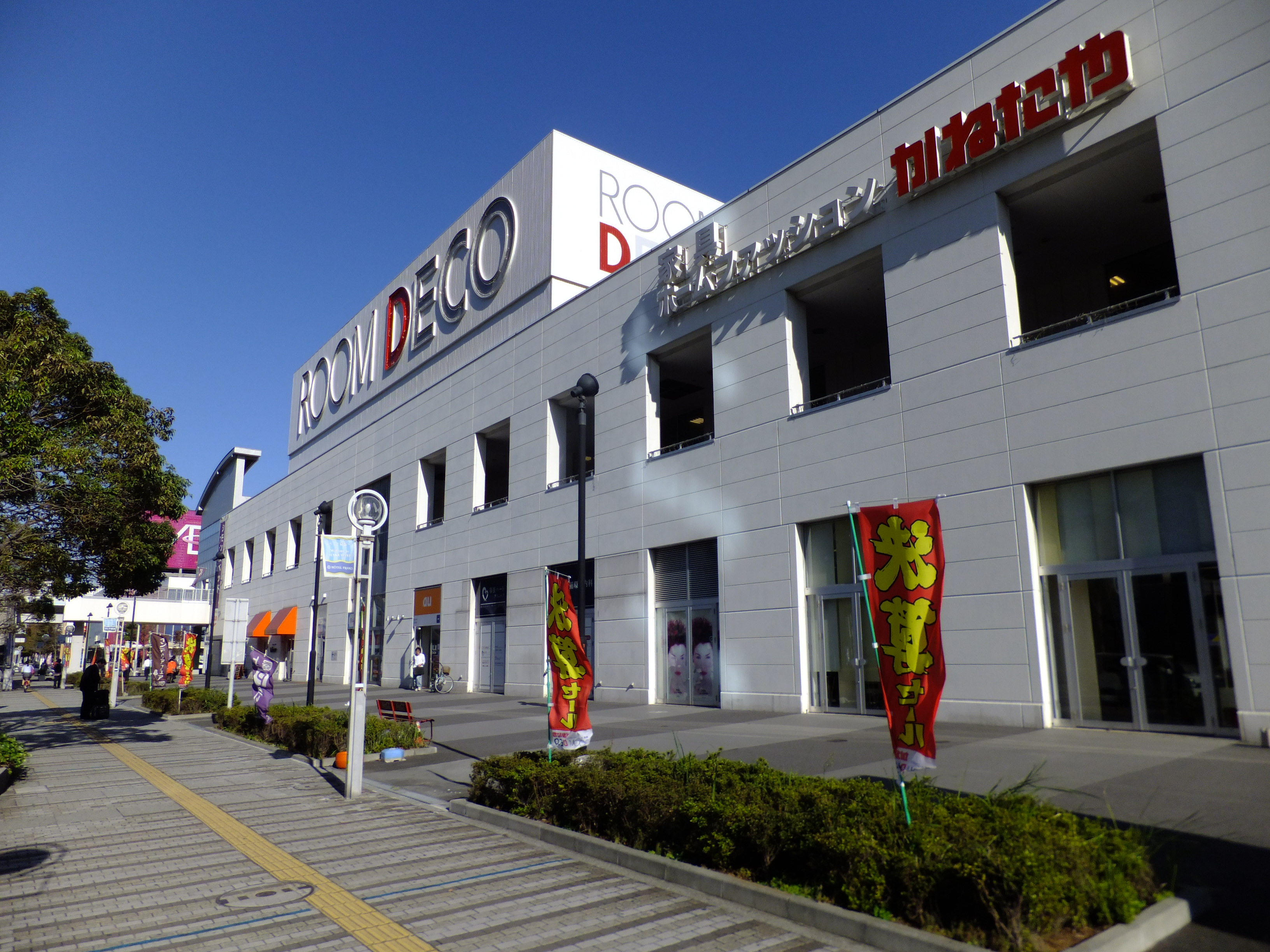
かねたやルームデコ 幕張新都心店
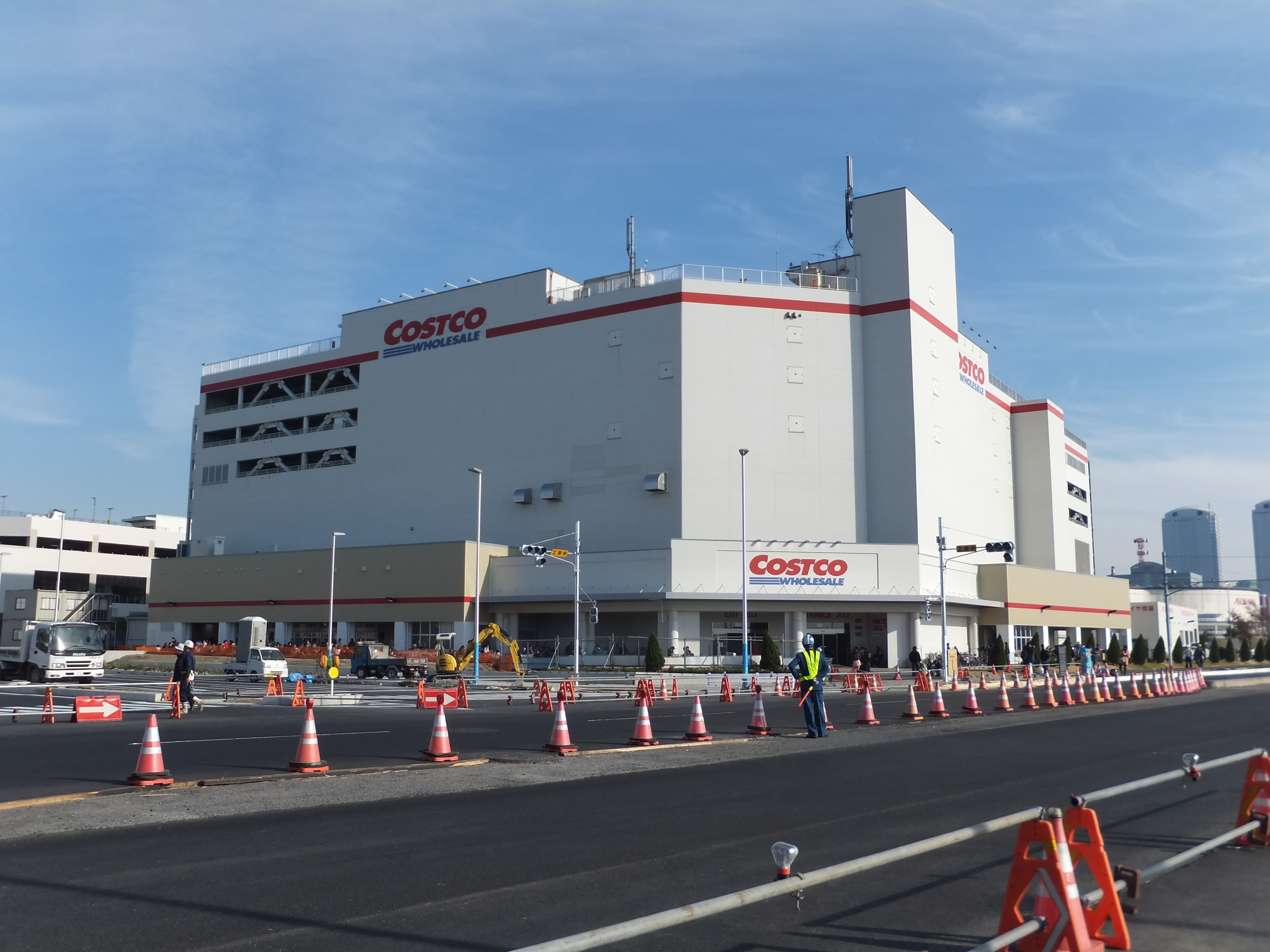
コストコ 幕張倉庫店

- カインズモール
- ガリバーワオタウン幕張
- 東京インテリア家具
- 島忠ホームズ
- イトーヨーカドー幕張店（※文教地区隣接）

- aune幕張
- 三井アウトレットパーク 幕張
- ペリエ海浜幕張
- スーク海浜幕張
- かねたやルームデコ 幕張新都心店
- コストコ 幕張倉庫店

### アミューズメント施設

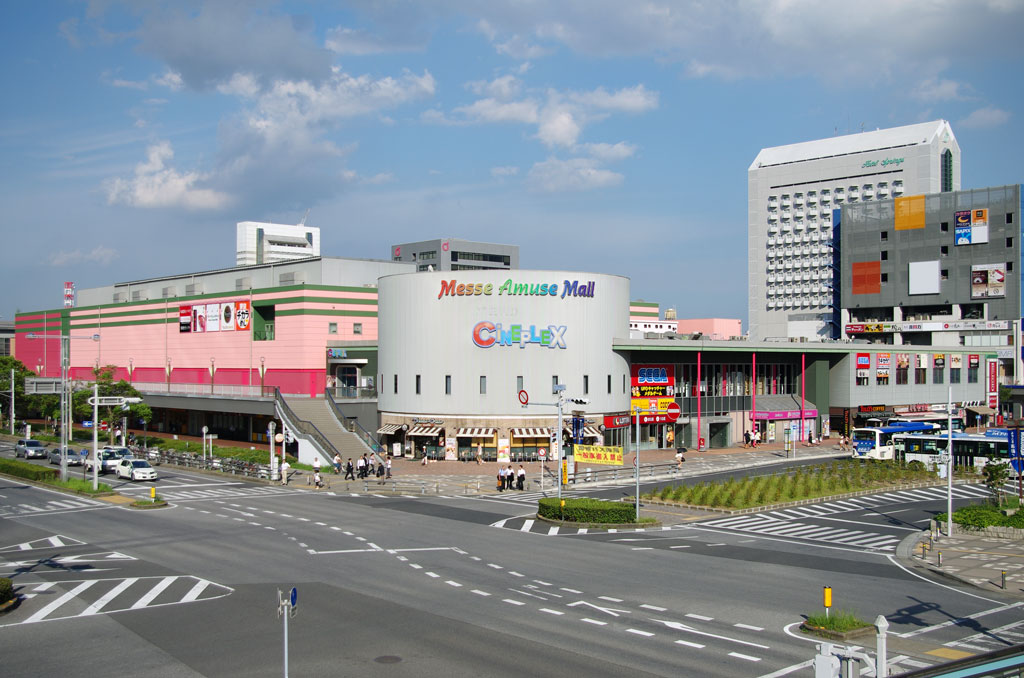
ユナイテッド・シネマ幕張（メッセ・アミューズ・モール内）

- メッセ・アミューズ・モール内
  - ユナイテッド・シネマ幕張
- イオンモール幕張新都心内
  - イオンシネマ幕張新都心
  - カンドゥー幕張新都心
  - よしもと幕張イオンモール劇場
  - ばかうけサーカス
  - 東映ヒーローワールド[注 11]
- ラウンドワン習志野

### 行政・研究・研修機関
- 国際連合
  - アジア太平洋統計研修所（SIAP）

- 独立行政法人
  - 日本貿易振興機構 (JETRO)
    - アジア経済研究所
    - アジア経済研究所図書館

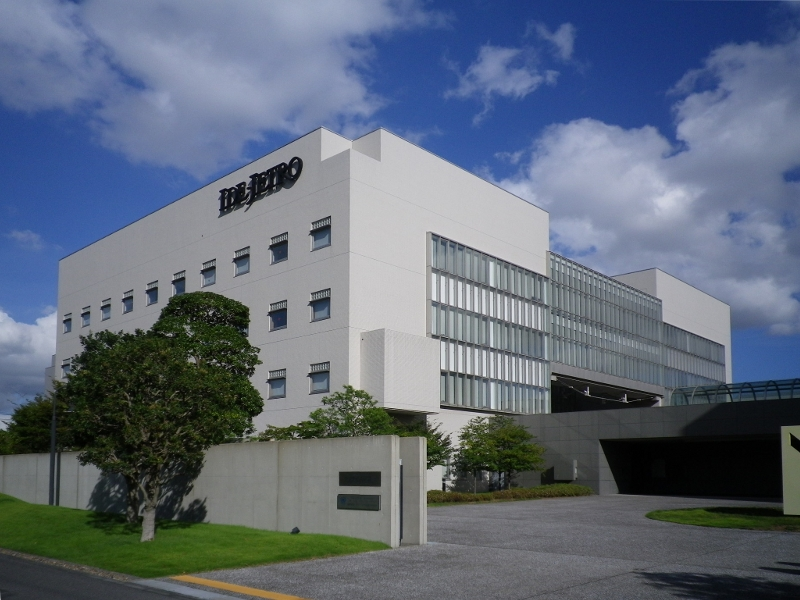
アジア経済研究所ビル

高度職業能力開発促進センター

    - アジア経済研究所開発スクール（IDEAS）

  - 高齢・障害・求職者雇用支援機構（JEED）
    - 高度職業能力開発促進センター
    - 障害者職業総合センター

  - メディア教育開発センター (NIME)
  - 石油天然ガス・金属鉱物資源機構 (JOGMEC)
- 財団法人
  - 海外職業訓練協会 (OVTA)
- 幕張国際研修センター
- 全国共済農業協同組合連合会 幕張総合研修センター
  - JA共済損害調査本社
- 千葉市幕張勤労市民プラザ
- 千葉県総合教育センター
- 千葉運転免許センター
- 千葉県警察第一機動隊

### 企業

#### オフィスビル
- ワールドビジネスガーデン (WBG)
- 幕張テクノガーデン (MTG)

エムベイポイント幕張ビル[75]
- イオンタワー
- イオンタワーAnnex
- 東京ガス幕張ビル
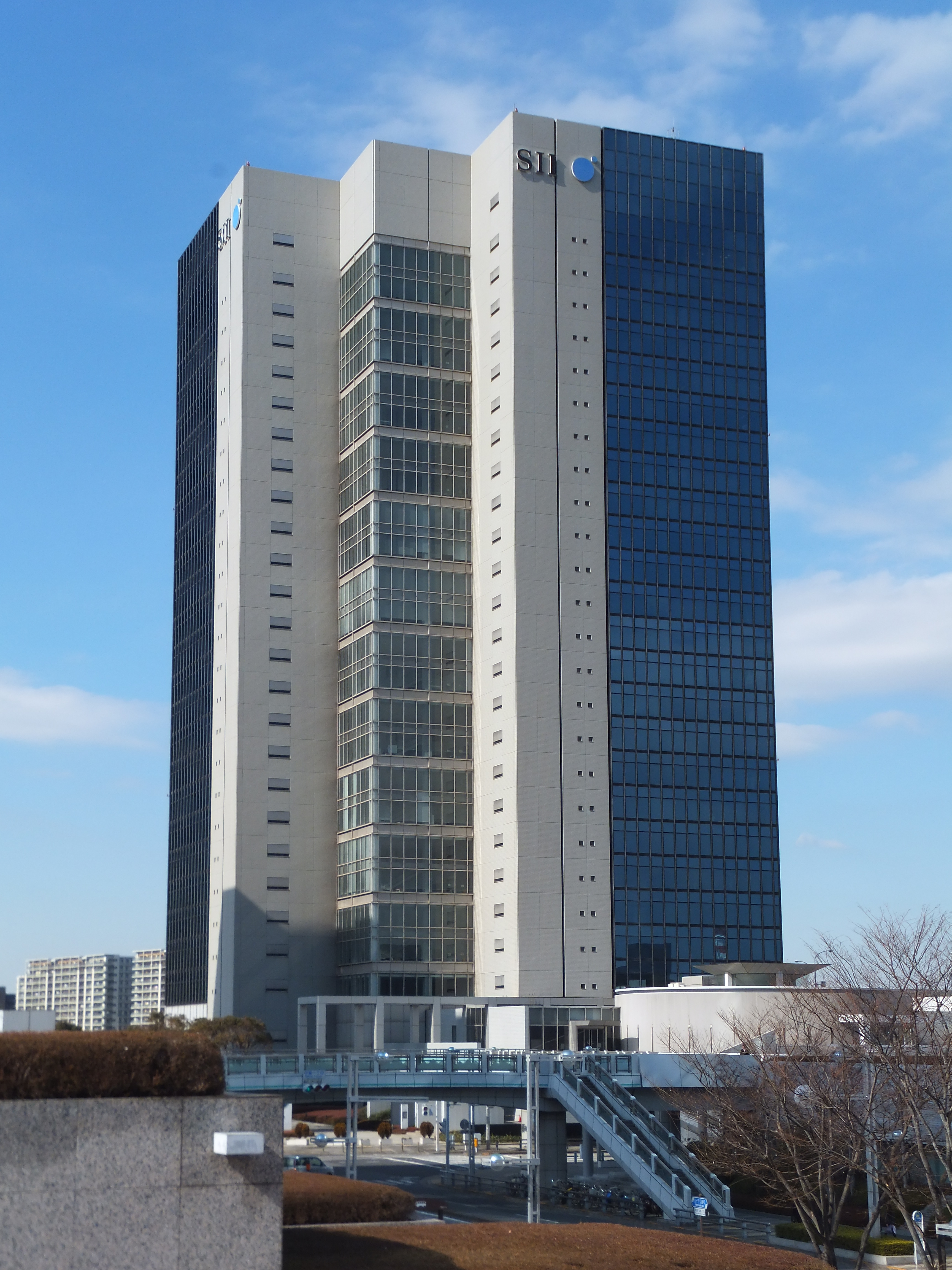
日本アイ・ビー・エム幕張テクニカルセンター
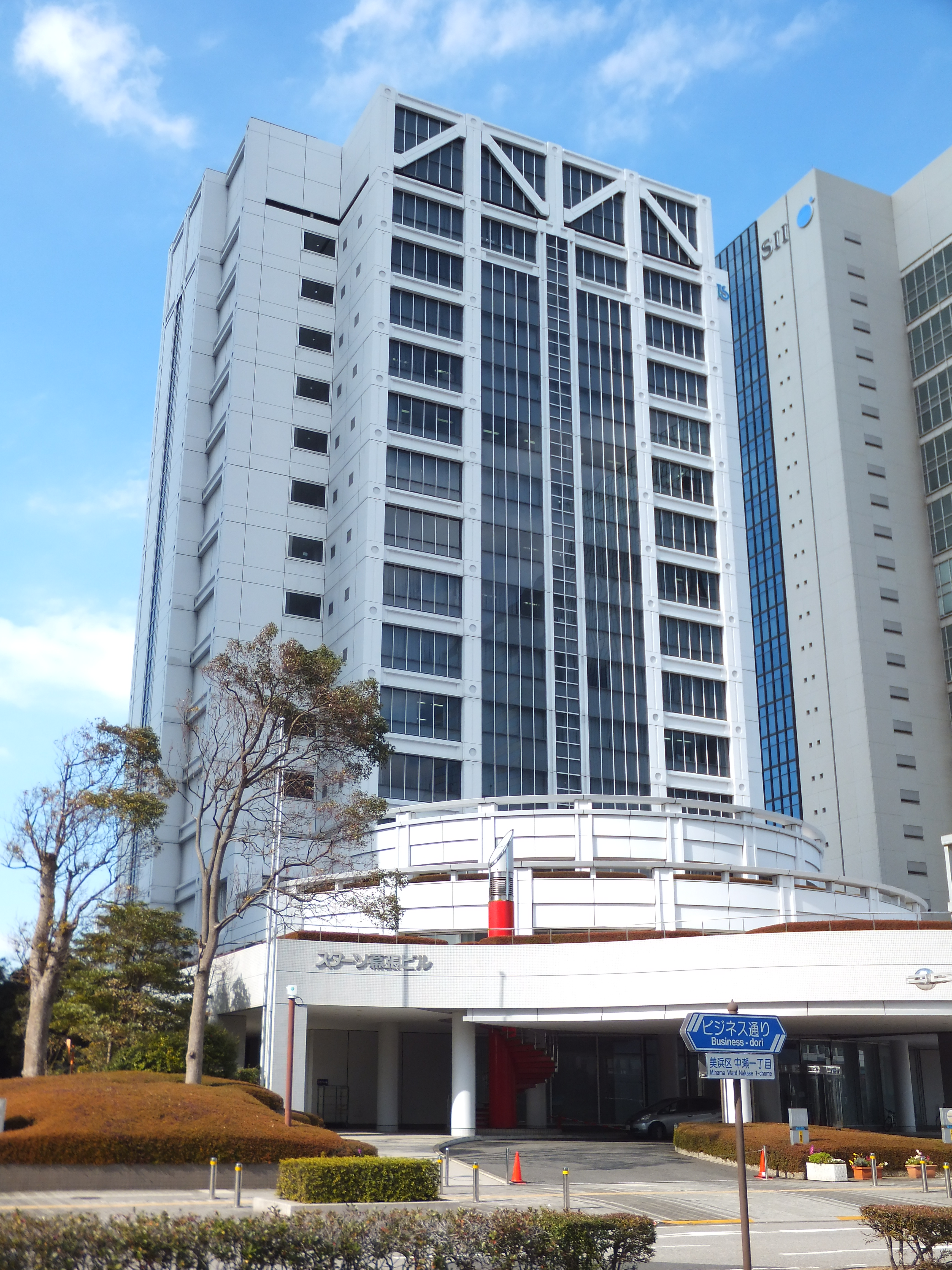
シャープ幕張ビル
- キッツビル
- 富士通幕張システムラボラトリ
- 住友ケミカルエンジニアリングセンタービル
- スターツ幕張ビル
- セイコーインスツル幕張ビル
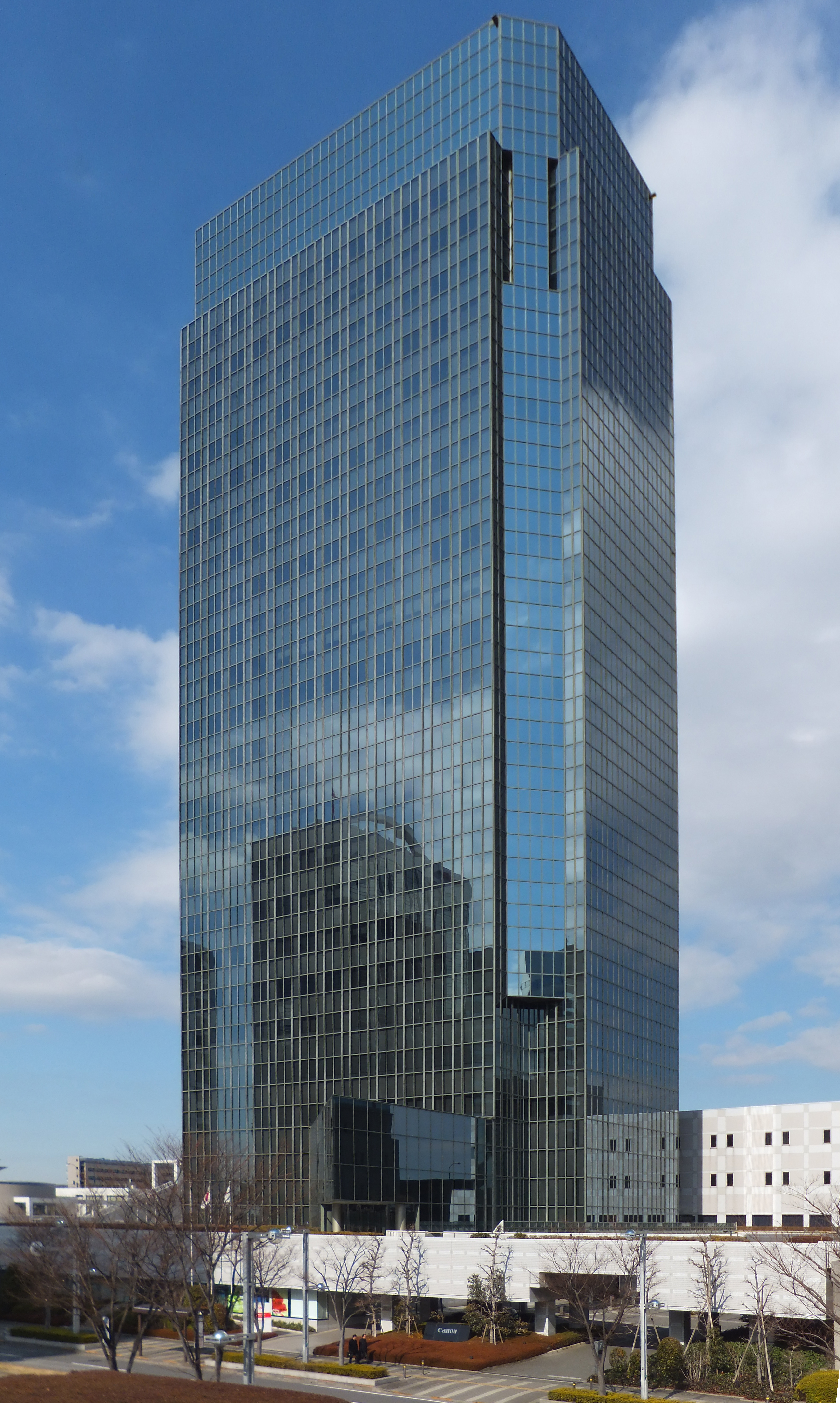
キヤノンマーケティングジャパン幕張事業所
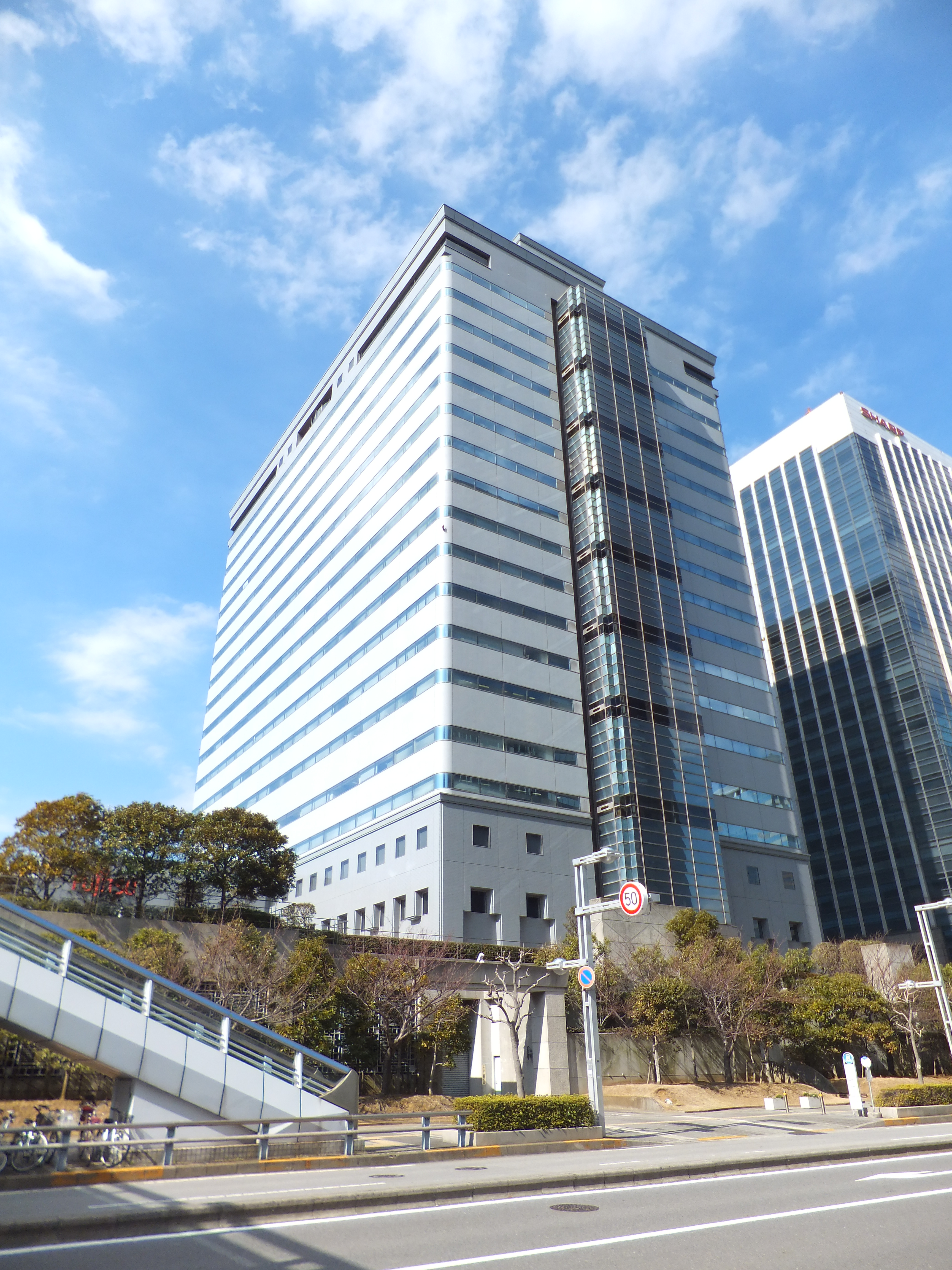
富士通幕張システムラボラトリ
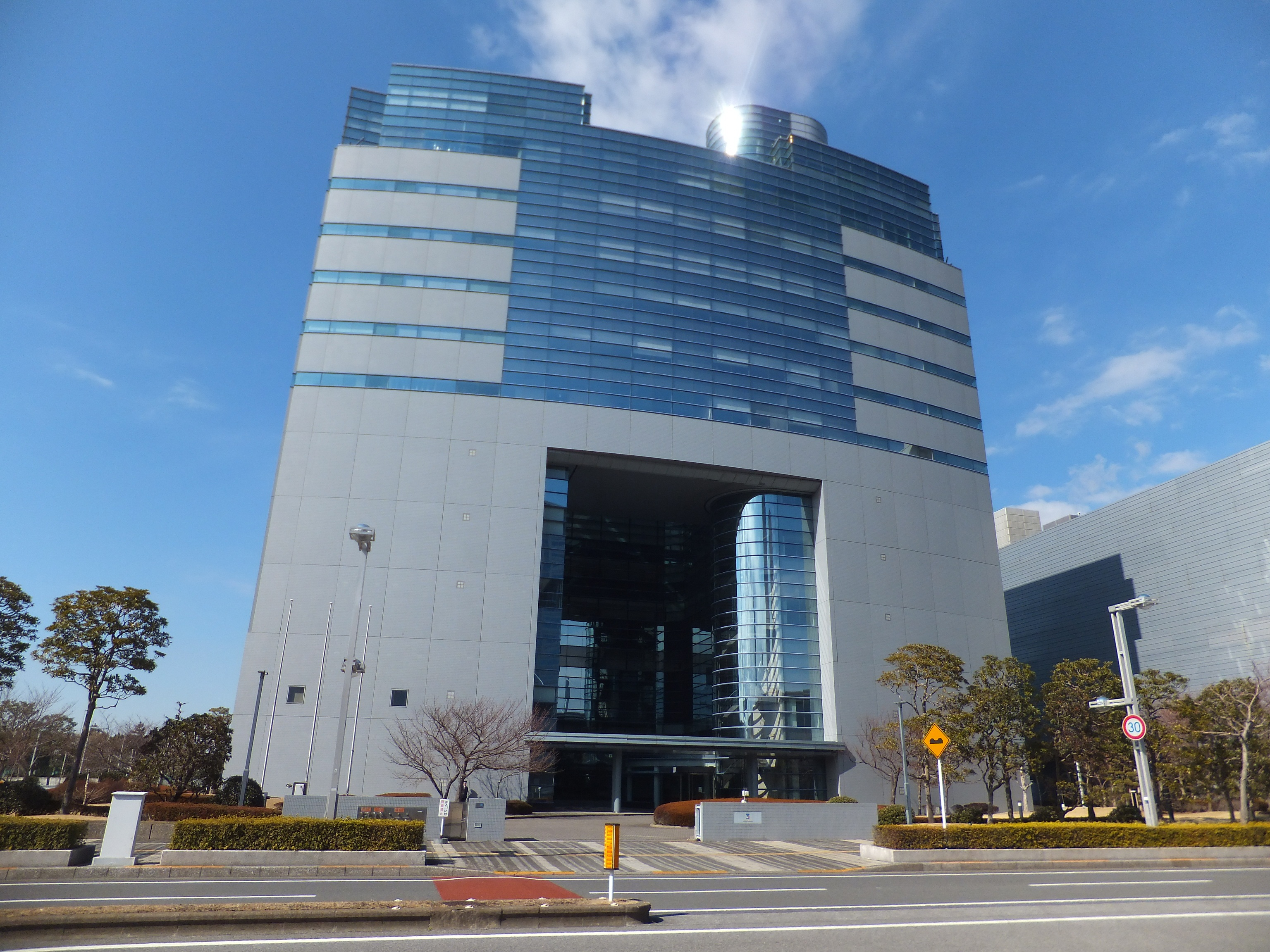
ちばぎん幕張ビル[注 12]
- 新日本ビル
- QVCスクエア

- エムベイポイント幕張ビル
- セイコーインスツル本社ビル
- スターツ幕張ビル
- キヤノンマーケティングジャパン幕張事業所
- 富士通幕張システムラボラトリ
- 東京ガス幕張ビル

#### 主要企業

キッツ本社ビル

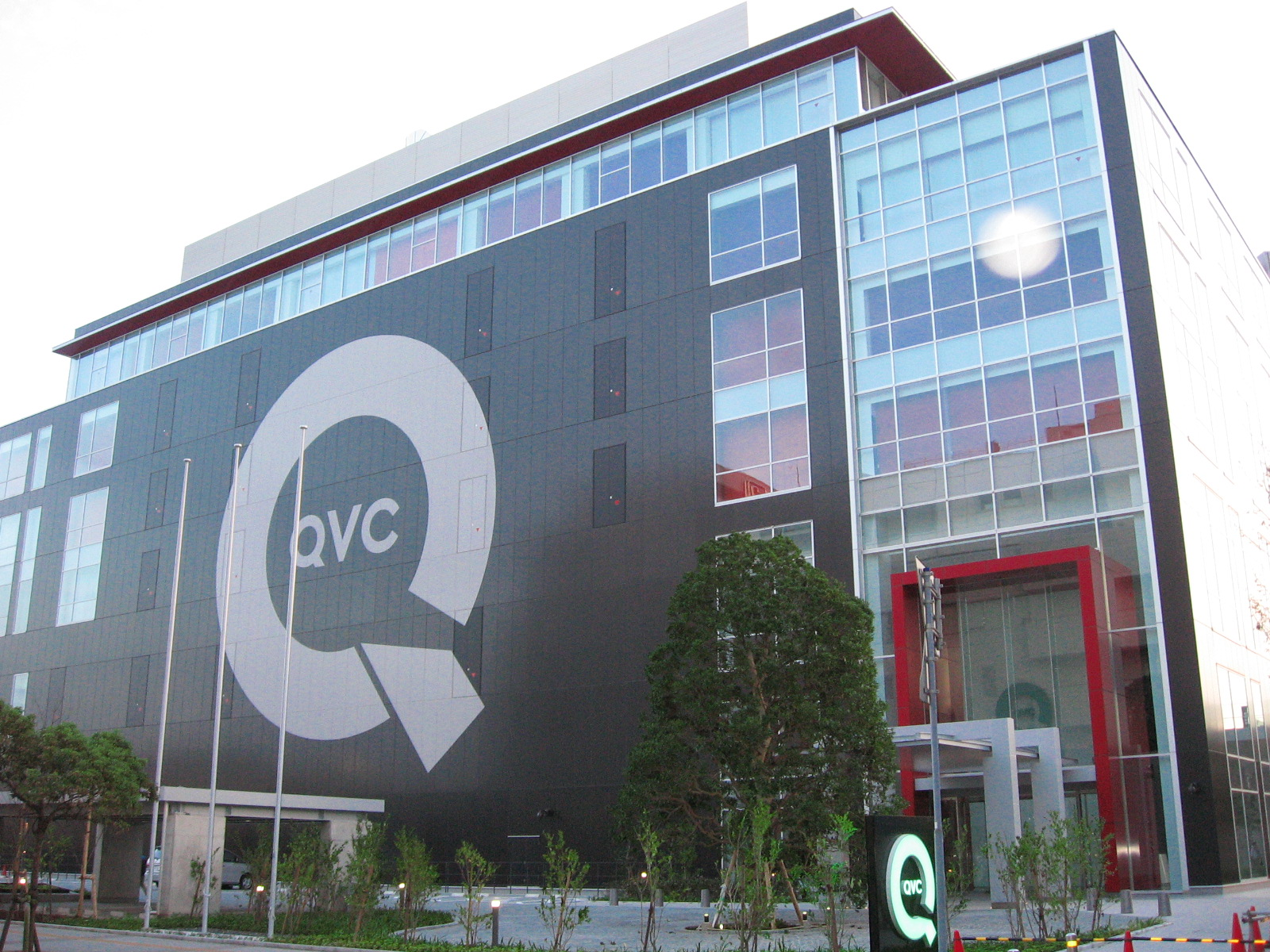
QVCジャパン本社

（※印は幕張に本社機能がある企業）
- セイコーインスツル※
- キヤノンマーケティングジャパン
- 住友ケミカルエンジニアリング
- 日本アイ・ビー・エム
- シャープ
- 富士通
- イオン（イオングループの全企業を統括）※
  - イオンリテール※
  - ミニストップ※
- 東京ガス
- スターツアメニティー
- 新日本建設※
- QVCジャパン※
- 東洋エンジニアリング※

#### ワールドビジネスガーデン内

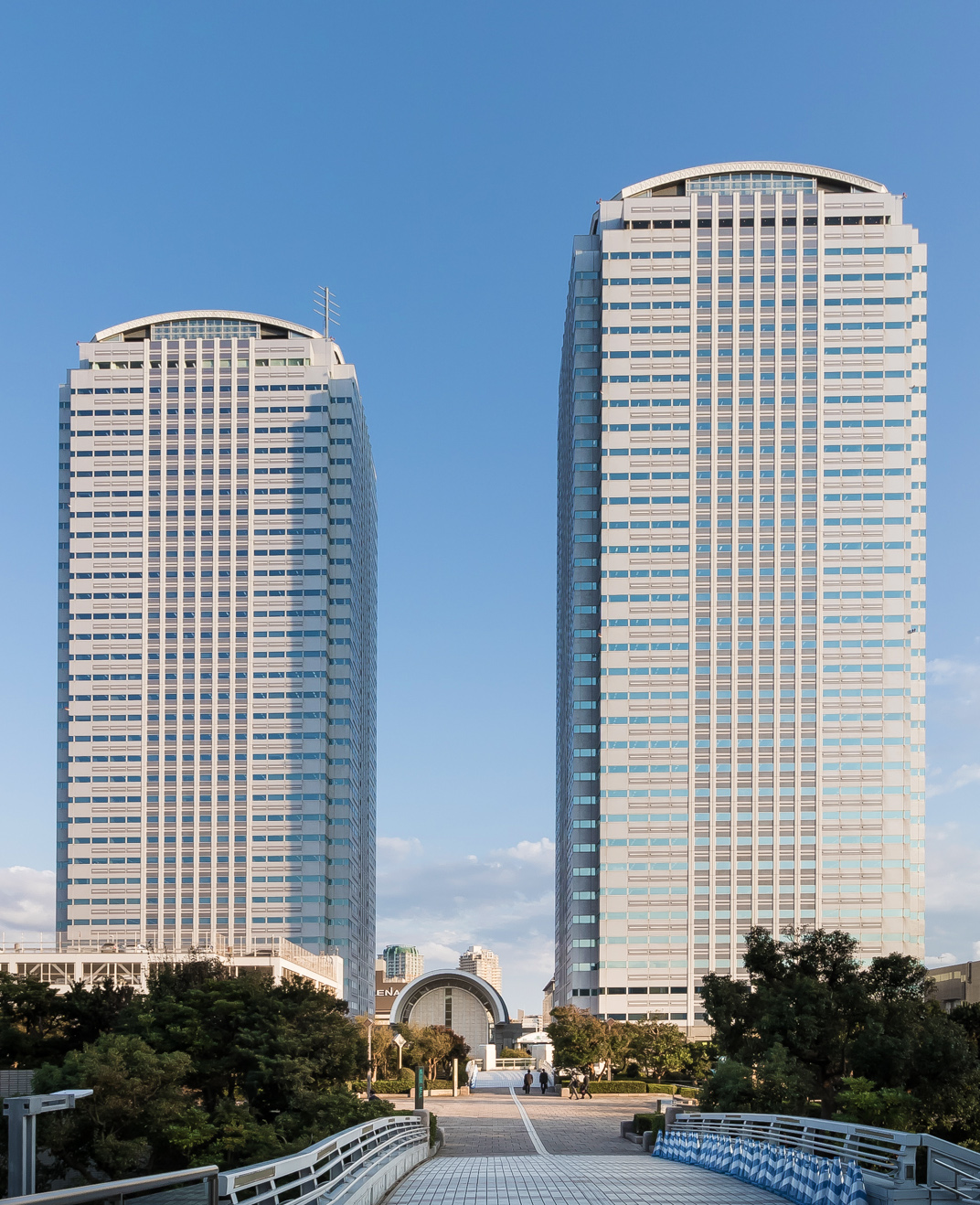
ワールドビジネスガーデン (WBG)

- 三井不動産ビルマネジメント
- 東芝
- 日本ヒューレット・パッカード
- 丸紅インフォテック
- 富士フイルムビジネスイノベーション
- ソニー生命保険
- 千葉ロッテマリーンズ
- Nakamitsu Cars※
- bayfm※
- 東京海上日動火災保険
- メルセデス・ベンツ日本※

#### 幕張テクノガーデン内

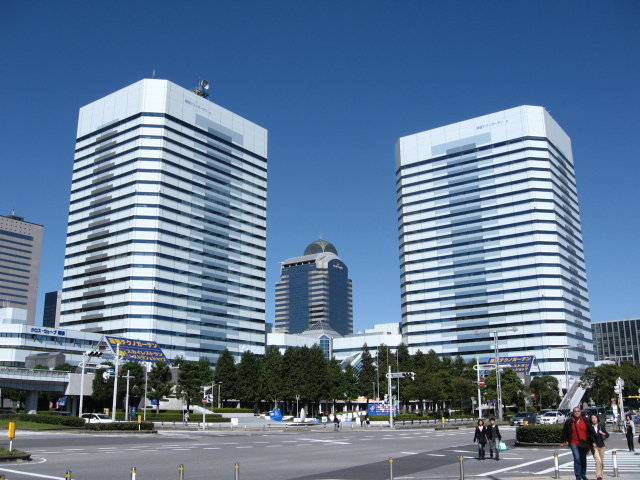
幕張テクノガーデン (MTG)

- ウェザーニューズ※
- 三協立山アルミ
- NTT東日本-南関東
- YKK AP
- プルデンシャル生命保険
- JFEシステムズ
- 川崎マイクロエレクトロニクス※
- 四国化成工業
- 沖通信システム
- 長谷工コミュニティ
- 木下工務店
- 鴻池ロジスティックネットワーク
- 住友林業
- 双葉電子工業
- オリックス
- KDDI
- 第一三共
- 旭化成ホームズ
- サンゲツ
- ヤマダ・エスバイエルホーム
- 清水建設
- 杏林製薬
- 第一生命保険
- 大和ハウス工業
- 三井造船システム技研※

### 住宅・生活基盤施設

#### 住宅
- 幕張ベイタウン
  - パティオス

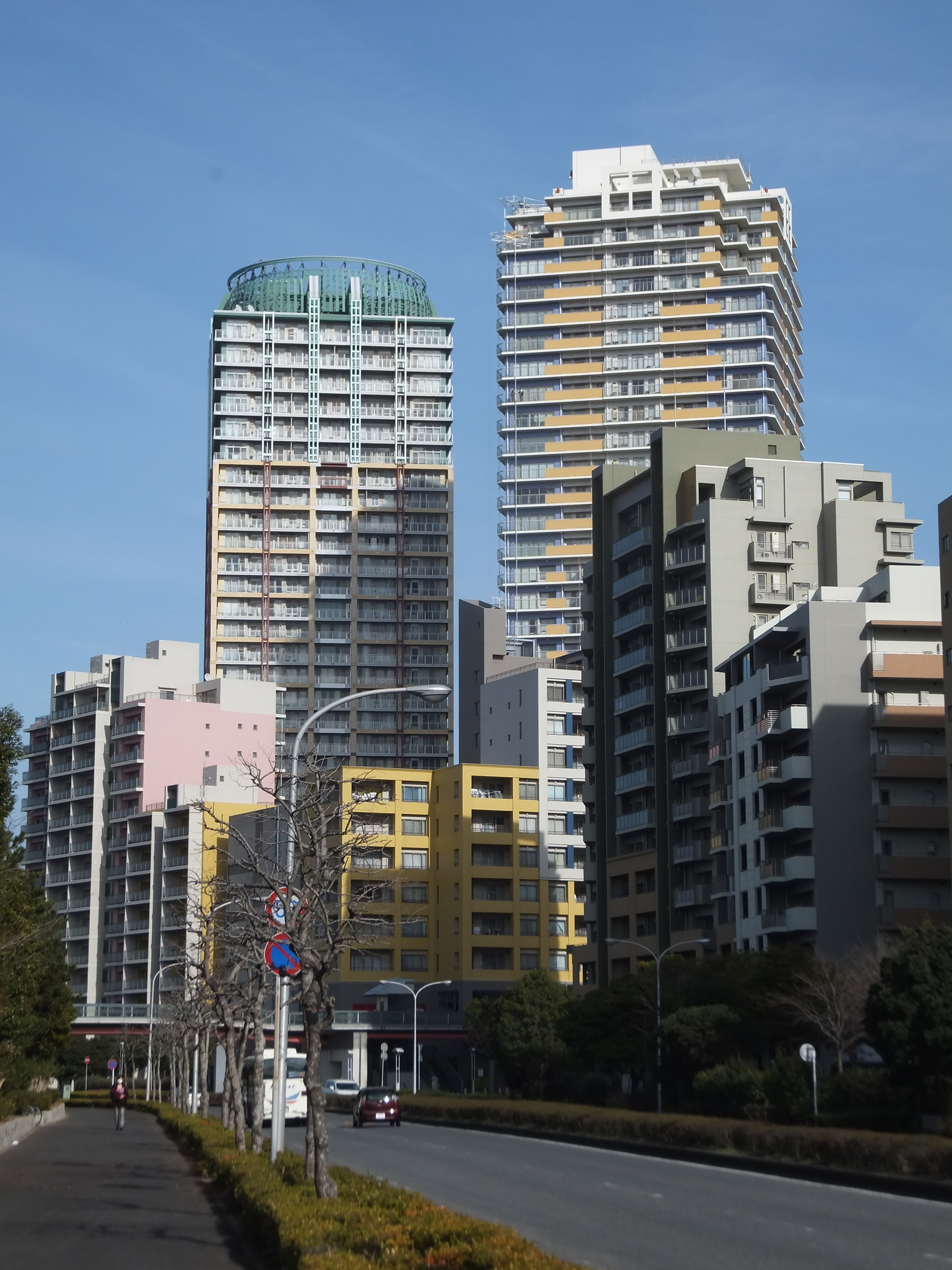
左がセントラルパークイースト幕張パークタワー、右がセントラルパークウエストシータワー

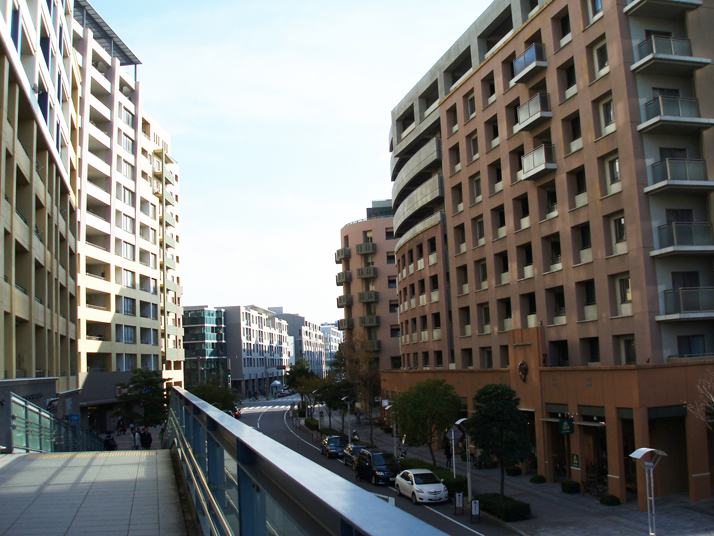
幕張ベイタウンの景観

  - パティオス1 - 22番街（スティーヴン・ホール他設計）
  - パティオスアバンセ
  - パティオスエリスト
  - パティオスグランアクシブ
  - パティオスグランエクシア
  - グランパティオス公園東の街
  - グランパティオス公園西の街
  - ミラリオ
  - セントラルパークイースト幕張パークタワー
  - セントラルパークウエストシータワー
  - マリンフォート
  - ミラマール
  - 幕張サウスコート
  - シティズフォート
  - ファーストウイング
  - ブエナテラーサ
  - 幕張ビーチテラス
  - 幕張アクアテラス
  - 幕張ベイタウングリーナ
  - ザ幕張ベイフロントタワー&レジデンス
- 幕張ベイパーク（若葉住宅地区）
  - 幕張ベイパーク クロスタワー&レジデンス
  - 幕張ベイパーク スカイグランドタワー

#### 公共施設
- 幕張ベイタウン・コア（高谷時彦設計）
- 幕張勤労市民プラザ

#### 児童福祉施設
- 打瀬保育園
- みらい保育園

#### 医療機関
- 千葉県精神科医療センター
- 千葉市立海浜病院（※住宅地区隣接）

## 教育機関

### 大学

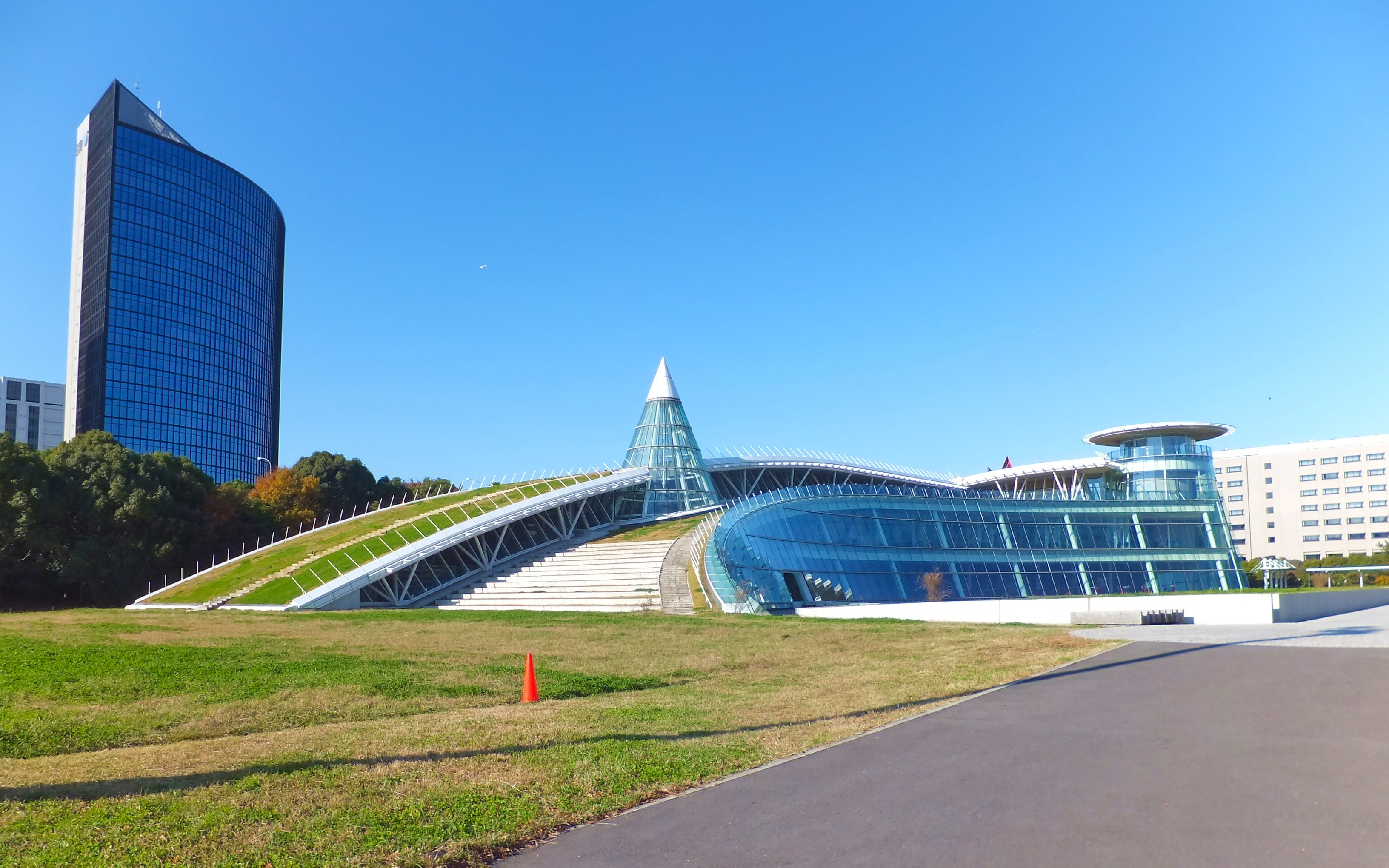
神田外語大学

- 千葉県立保健医療大学
- 東都大学
- 放送大学
- 城西国際大学
- 神田外語大学
- 千葉工業大学（※拡大地区隣接）

### 高等学校

千葉県立幕張総合高等学校

- 千葉県立幕張総合高等学校
- 昭和学院秀英高等学校
- 渋谷教育学園幕張高等学校

### 中学校
- 千葉市立打瀬中学校
- 昭和学院秀英中学校
- 渋谷教育学園幕張中学校

### 小学校

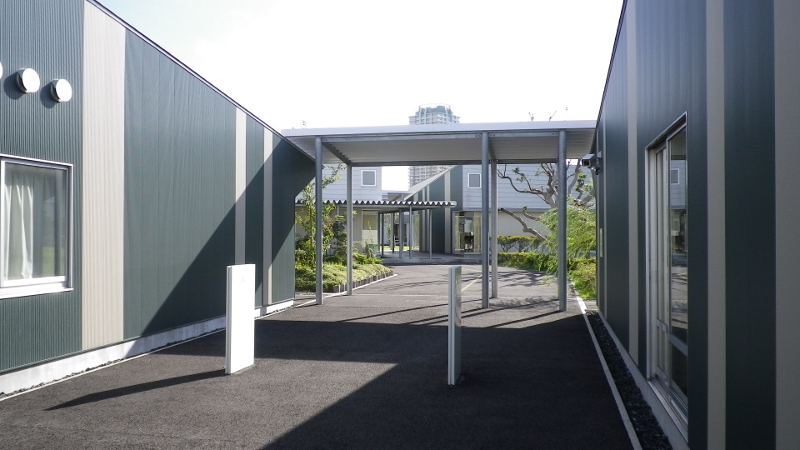
幕張インターナショナルスクール

- 千葉市立打瀬小学校
- 千葉市立海浜打瀬小学校
- 千葉市立美浜打瀬小学校
- 幕張インターナショナルスクール
- 千葉市立幕張南小学校（※文教地区隣接）

### 専門学校
- 関東鍼灸専門学校

## 公園
都市公園
- 幕張海浜公園（千葉県立公園）
- 花見川緑地交通公園

広場公園
- 豊砂公園

近隣公園
- 打瀬一丁目公園
- 打瀬二丁目公園（ミッドランドパーク）
- 打瀬三丁目公園（スポーツパーク）
- 打瀬第一公園
- 打瀬第二公園

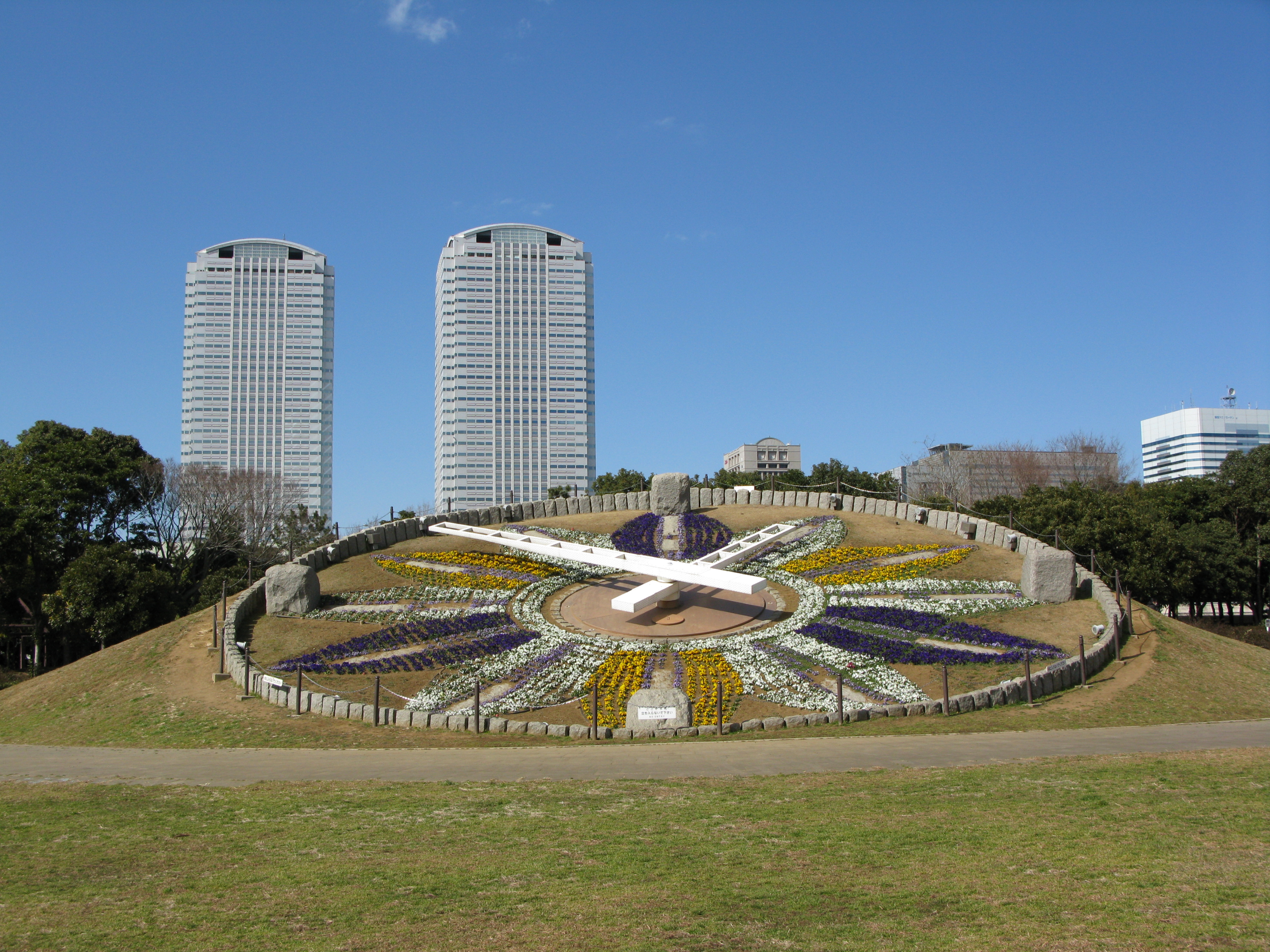
幕張海浜公園・花時計

幕張海浜公園・水の広場

- 打瀬第三公園（クリエイティブプレーパーク）
- 打瀬第四公園
- 打瀬第五公園（カジュアルパーク）
- 打瀬第六公園（トライアングルパーク）
- 打瀬第七公園（コーストパーク）

緑地
- メッセモール
- 幕張海浜緑地
- 浜田川緑地
- 花見川緑地
- 打瀬第一緑地（ジュニアハイスクールエッジ）
- 打瀬第二緑地（コミュニティセンターガーデン）
- 打瀬第三緑地（打瀬ふれあい緑地）
- 打瀬緑地

## 主なイベント
毎年あるいは数年おきに開催される主なイベントを以下に記す。
| 月     | イベント名称                             | 開催場所                                           | 備考                                                      |
| ------ | ---------------------------------------- | -------------------------------------------------- | --------------------------------------------------------- |
| 1月    | 東京オートサロン                         | 幕張メッセ                                         | 世界三大カスタムカーショー（1999年 - ）                   |
| 1月    | 日本レースクイーン大賞授賞式             | 幕張メッセ                                         | 東京オートサロン同時開催（2011年 - ）                     |
| 2月    | ワンダーフェスティバル冬                 | 幕張メッセ                                         | 世界最大のガレージキット（2009年 - ）                     |
| 3月    | さくら広場特別開園                       | さくら広場                                         | 4月頃まで、ソメイヨシノ505本ライトアップなど              |
| 3月    | セント・パトリックス・デー・パレード千葉 | 幕張海浜公園など                                   | アイルランド祝日イベント                                  |
| 4月    | ニコニコ超会議                           | 幕張メッセ                                         | ドワンゴ主催（2012年 - ）                                 |
| 5月    | 幕張メッセ"どきどき"フリーマーケット     | 幕張メッセ                                         | ピーアークホールディングス主催                            |
| 5月    | ベイタウンまつり                         | 幕張ベイタウン                                     |                                                           |
| 6月    | SATANIC CARNIVAL                         | 幕張メッセ                                         | PIZZA OF DEATH RECORDS主催、屋内ロックフェス（2014年 - ） |
| 7月    | THE MUSIC DAY                            | 幕張メッセ                                         | 日本テレビ主催（2013年 - ）                               |
| 7月    | ワンダーフェスティバル夏                 | 幕張メッセ                                         | （2009年 - ）                                             |
| 7月    | 幕張ビーチ花火フェスタ                   | 幕張の浜                                           | 旧称：千葉市民花火大会                                    |
| 7月    | マリンスタジアム花火ナイター             | 千葉マリンスタジアム                               | 7月 - 9月頃のプロ野球試合終了後                           |
| 7月    | 幕張ビアガーデン                         | 幕張テクノガーデン                                 |                                                           |
| 8月    | サマーソニック                           | 幕張メッセ、千葉マリンスタジアム                   | （2001年 - ）                                             |
| 8月    | マクハリ的粋祭り                         | 幕張メッセ                                         | 幕張メッセ正面広場にて開催                                |
| 8月    | ベイタウン夏祭り                         | 幕張ベイタウン                                     |                                                           |
| 9月    | 東京ゲームショウ                         | 幕張メッセ                                         | 世界三大ゲームショウ（1997年 - ）                         |
| 10月   | CEATEC JAPAN                             | 幕張メッセ                                         | IT技術とエレクトロニクスの国際展示会（1991年 - ）         |
| 11月   | 日テレ系音楽の祭典 ベストアーティスト    | 幕張メッセ                                         | 日本テレビ主催（2010年 - ）                               |
| 11月   | 幕張メッセウィンターイルミネーション     | 幕張メッセ                                         | 1月頃まで実施                                             |
| 11月   | 幕張ウィンターイルミネーション           | 幕張テクノガーデン ホテルスプリングス              | 1月頃まで実施                                             |
| 11月   | 幕張ウィンターイルミネーション           | イオンモール幕張新都心 三井アウトレットパーク 幕張 | 2月頃まで実施                                             |
| 11月   | 見浜園灯ろうまつり                       | 幕張海浜公園（見浜園）                             | 秋の庭園ライトアップなど                                  |
| 11月   | ブラックフライデー                       | イオンモール幕張新都心 イオン幕張 コストコなど     | イオン（流通大手）けん引のイベント（2016年 - ）           |
| 12月   | ミュージックステーションスーパーライブ   | 幕張メッセ                                         | テレビ朝日主催（2005年 - ）                               |
| 12月   | COUNTDOWN JAPAN                          | 幕張メッセ                                         | 年越しロック・J-ポップ・フェスティバル（2003年 - ）       |
| 12月   | クリスマスディスプレイ                   | ホテル ザ・マンハッタン                            |                                                           |
| 毎月   | マリンフェスタ                           | 千葉マリンスタジアム                               | 千葉ロッテマリーンズ主催ファン感謝デー（2015年 - ）       |
| 毎月   | アトリウムコンサート                     | 幕張テクノガーデン                                 | ほぼ毎月開催                                              |
| 不定期 | 幕張ベイタウンオーケストラ               | 幕張ベイタウン・コア                               | 定期演奏会                                                |
| 不定期 | ベイタウン・ミュージック・フェスタ       | 幕張ベイタウン・コア                               | 定期演奏会（2002年 - ）                                   |
| 不定期 | 幕張マルシェ                             | 幕張海浜公園                                       | 幕張マルシェ実行委員会主催                                |

## 幕張を舞台とした作品
数多くの映画、テレビドラマ、CMなどのロケ地にもなっている。

### 主要作品

#### 映画
- 「仮面ライダーZO」※（EDのバイク走行シーン）
- 「ゴジラvsメカゴジラ」(本作の最終決戦の舞台)
- 「ゴジラ2000 ミレニアム」
- 「明日があるさ THE MOVIE」
- 「浅田家!」（2020年）
- 「アンフェア the end」（2015年）
- 「きみと、波にのれたら」（2019年）

#### テレビドラマ
- 「ショムニ」
- 「お金がない!」
- 「ぼくらの勇気 未満都市」
- 「太陽の季節」（主演・滝沢秀明）
- 「バスストップ」
- 「やっぱり猫が好き」
- 「おれがあいつであいつがおれで」
- 「奥さまは魔女」

#### 漫画
- 「幕張」
- 「幕張サボテンキャンパス」
- 「青のオーケストラ」（千葉県立幕張総合高等学校をモデルにした千葉県立海幕高校が舞台）[88]
- 「ボールパークでつかまえて!」[89]

#### 音楽
- 「summer FM」(GLAY)
- 「Savile Row～サヴィルロウ3番地～」(GLAY)

## 交通

### 公共交通機関

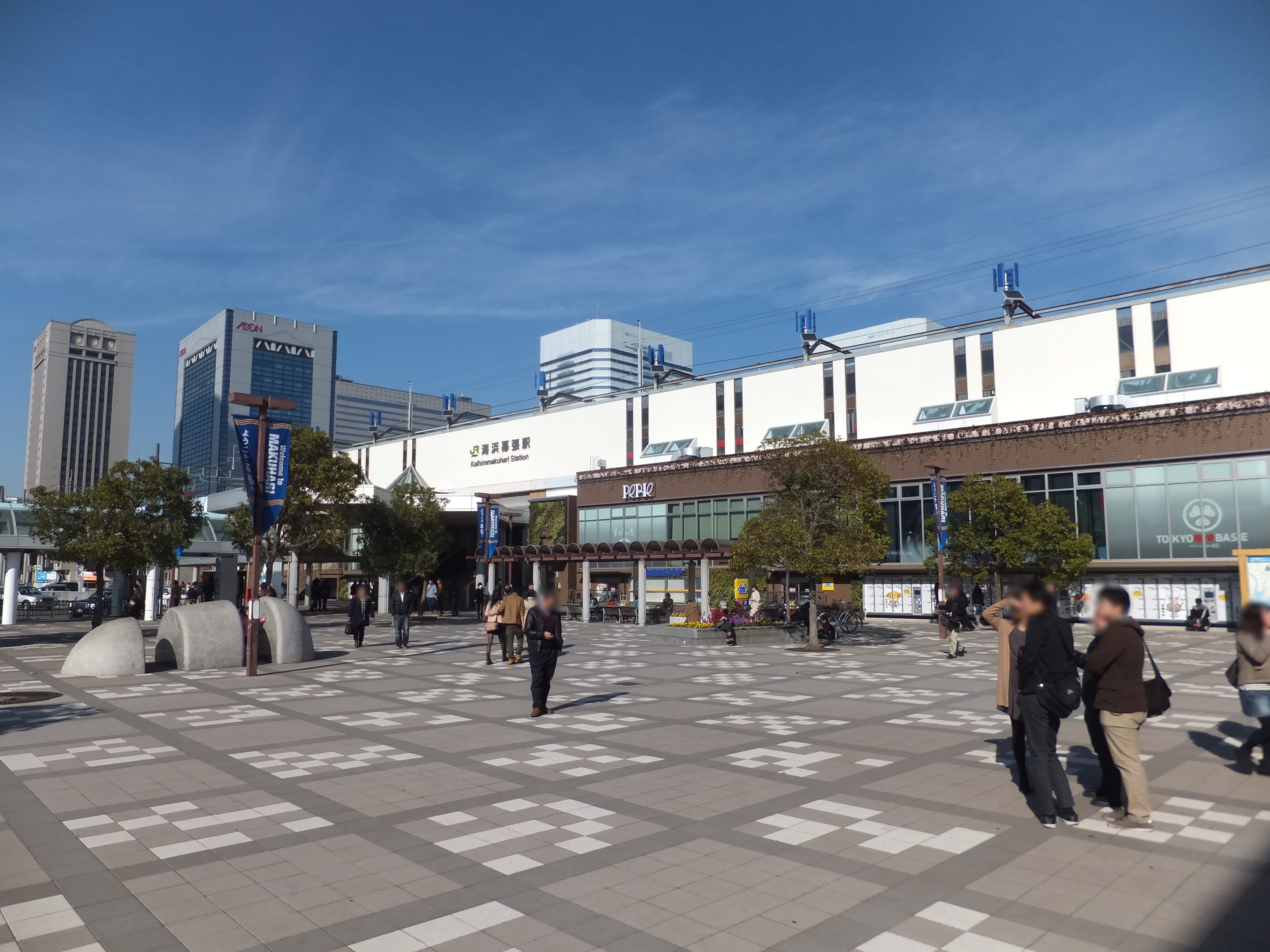
海浜幕張駅（JR東日本）

#### 鉄道
- 主要駅
  - JR東日本「海浜幕張駅」
    -  京葉線（外房線・内房線直通）
    -  武蔵野線
- 拡大地区
  - JR東日本「新習志野駅」「幕張豊砂駅」
    -  京葉線（外房線・内房線直通）
    -  武蔵野線

- 文教地区
  - JR東日本「幕張駅」、京成電鉄「京成幕張駅」
    -  総武線（各駅停車）
    -  京成千葉線

#### 路線バス
- 京成バス

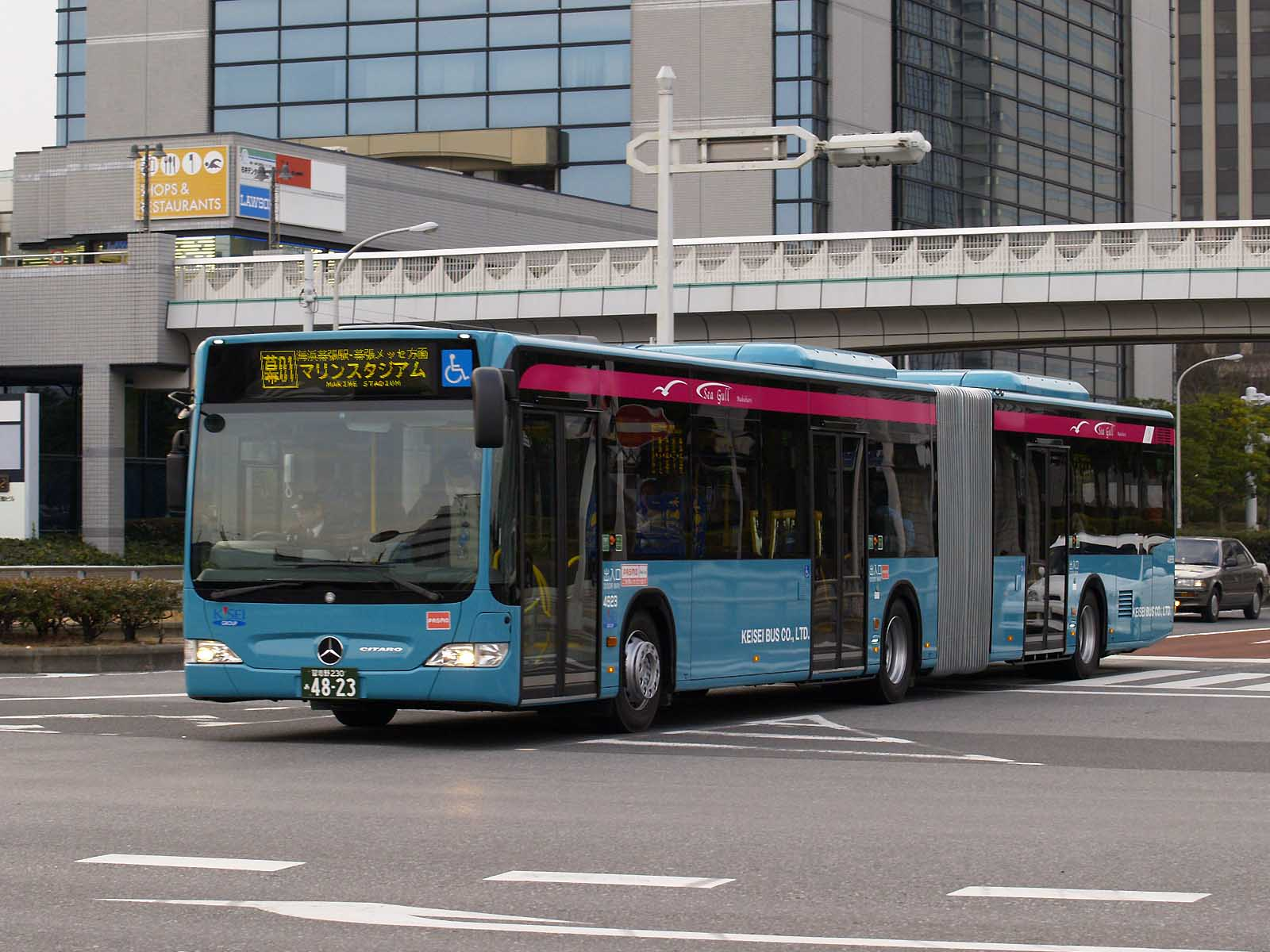
京成バスの連節バス「シーガル幕張」（メルセデス・ベンツ・シターロG）

  - 新都心営業所(旧・船橋営業所茜浜車庫)が管轄。
  - 「新都心幕張線（幕01（幕張本郷01）系統」
    - 幕張本郷駅 - 運転免許センター前 - 海浜幕張駅 - 幕張メッセ・千葉マリンスタジアム
    - 利用客が多いことから、全国でも珍しい連節バスが運行されている
- 千葉海浜交通
  - 磯辺や真砂などへ向かうバスがいくつか運行されている。
  - 「ベイタウン線」
    - 新検見川駅 - 五丁目23街区 - ひびの一丁目 - 海浜幕張駅 - 海浜打瀬小学校 - 海浜病院
    - 新検見川駅 - 五丁目23街区 - ひびの一丁目 - 海浜幕張駅 - 幕張メッセ中央 - （→ イオンモール幕張新都心イオンスタイル口 / ← イオンモール幕張新都心グランドモール前） - イオンモール幕張新都心ファミリーモール前
    - 新検見川駅 - 五丁目23街区 - ひびの一丁目 - 海浜幕張駅
    - 海浜幕張駅 - 海浜打瀬小学校 - 海浜病院

  - 「マリンスタジアム線・ベイタウン北循環線」
    - 稲毛駅 - 京成稲毛駅入口 - こじま公園 - 稲毛海岸駅 - 真砂供給公社 - 検見川浜駅（高速バス乗り場） - 検見川高校 - エリスト - 海浜幕張駅 - 幕張メッセ - ZOZOマリンスタジアム - （→ イオンモール幕張新都心イオンスタイル口 / ← イオンモール幕張新都心グランドモール前） - イオンモール幕張新都心ファミリーモール前（マリンスタジアム線）
    - 稲毛駅 - 京成稲毛駅入口 - こじま公園 - 稲毛海岸駅 - 真砂供給公社 - 検見川浜駅（高速バス乗り場） - 検見川高校 - エリスト - 海浜幕張駅 - 幕張メッセ - ZOZOマリンスタジアム（マリンスタジアム線）
    - 稲毛駅 - 京成稲毛駅入口 - こじま公園 - 稲毛海岸駅 - 真砂供給公社 - 検見川浜駅（高速バス乗り場） - 検見川高校 - エリスト - 海浜幕張駅 - 幕張メッセ（マリンスタジアム線・平日早朝のみ）
    - 急行：ZOZOマリンスタジアム → （検見川浜駅 → 真砂供給公社 →）稲毛海岸駅 → (こじま公園 →) 稲毛駅（マリンスタジアム線）
    - 直通：海浜幕張駅（プレナ幕張） - （無停車） - ZOZOマリンスタジアム（マリンスタジアム線）

  - 京成バス他と共同運行
    - 検見川浜駅 → 若葉第四 → 幕張総合高校 → ZOZOPARK → イオン幕張店 → 海浜幕張駅 (ベイタウン北循環線・平日1便のみ)
- 平和交通
  - ベイタウン地区や京葉線北側のオフィス街などを運行している、ベイタウンバスとも呼ばれている。
  - 「幕張本郷線」
    - 海浜幕張01：海浜幕張駅 - イトーヨーカドー - 幕張町1丁目 - 幕張本郷駅

  - 「稲毛・海浜幕張線」
    - 稲毛20：稲毛駅 - 創価学会千葉文化会館前 - スカイマンション前（稲毛駅行のみ） - 稲毛5丁目第二陸橋 - 幕張駅入口 - イトーヨーカドー - 海浜幕張駅

#### 高速バス
- 「マイタウン・ダイレクトバス」
  - 幕張メッセ中央  ⇔  東京駅(京成バス、ちばフラワーバス)
- 検見川浜駅 ⇔ 東京駅(平和交通、あすか交通)
- 海浜幕張駅  ⇔  新大阪駅 - 阪急梅田駅 - 三宮バスターミナル(京成バス)
- 海浜幕張駅  ⇔  大津駅 - 京都駅(千葉中央バス)

その他、幕張メッセ中央から、催事開催時に臨時高速バスもあり。

#### 夜行バス
- 「千葉・TDR・東京駅・横浜 - 大阪・神戸線」
  - 千葉中央駅 - 海浜幕張駅 - 西船橋駅 - TDR - 東京駅 - 横浜駅東口 ⇔ 千里中央駅 - 新大阪 - 大阪梅田 -  神戸三宮（京成バス）
- 「サウスウェーブ号」
  - 海浜幕張駅 - 西船橋駅 - TDR - 京成上野駅 - 横浜（YCAT） ⇔ 堺東駅前 - 堺駅前 - 泉ヶ丘駅 - JR和歌山駅 - 南海和歌山市駅（成田空港交通、和歌山バス）
- 深夜急行バス
  - 新橋駅銀座口 → 有楽町駅マリオン前 - 東京駅八重洲口前（京成バス3番のりば） → リブレ京成浦安 → サンコーポ西口 → 新浦安駅 → ハイタウン塩浜 → 行徳駅前四丁目 → 秋津小学校 → 香澄公園 → 海浜幕張駅 → 幕張ベイタウンパティオス1番街 → 検見川浜駅 → 稲毛海岸駅 → JR稲毛駅 → 幸町団地 → 幸町第三 → ガーデンタウン → JR千葉駅（京成バス）

#### 空港リムジンバス
- 稲毛海岸駅、検見川浜駅、海浜幕張駅 - 羽田空港(京成バス、ちばシティバス、東京空港交通、京浜急行バス)
- 稲毛海岸駅、検見川浜駅、海浜幕張駅 - 成田空港(京成バス、ちばシティバス、成田空港交通)

### 自動車

#### 高速道路
- 首都高速湾岸線･東関東自動車道
  - 「湾岸千葉IC」（JR東日本「海浜幕張駅」周辺最寄り）
  - 「湾岸習志野IC」（拡大地区最寄り）

#### 駐車場
- 自動車等利用者のために駐車場も整備されている。詳しくは「幕張新都心地区駐車場案内」を参照。

### 空港
- 成田国際空港（千葉県成田市）
  - 自動車で高速利用、約30分程。
  - 鉄道利用はJR東日本「海浜幕張駅」より「蘇我駅」若しくは「西船橋駅」乗換、「千葉駅」経由、「空港第2ビル駅」（第2・第3ターミナル）及び「成田空港駅」（第1ターミナル）下車。
  - 成田空港と幕張新都心を結ぶ空港直行バスも運行している。
- 東京国際空港（東京都大田区）
  - 自動車で高速利用、約30分程。
  - 鉄道利用はJR東日本「海浜幕張駅」より「新木場駅」乗換、りんかい線「天王洲アイル駅」より東京モノレール羽田空港（第3・第1・第2）下車。
  - 羽田空港と幕張新都心を結ぶ空港直行バスも運行している。